# Historia Warszawy

Janusz I Starszy książę wiski, warszawski, zakroczymski i ciechanowski, nadaje mieszczanom warszawskim przywilej na wybudowanie łaźni i dochody z niej przeznacza na potrzeby miasta. Dokument z 26 lipca 1376 roku, pierwszy znany przywilej dla Starej Warszawy

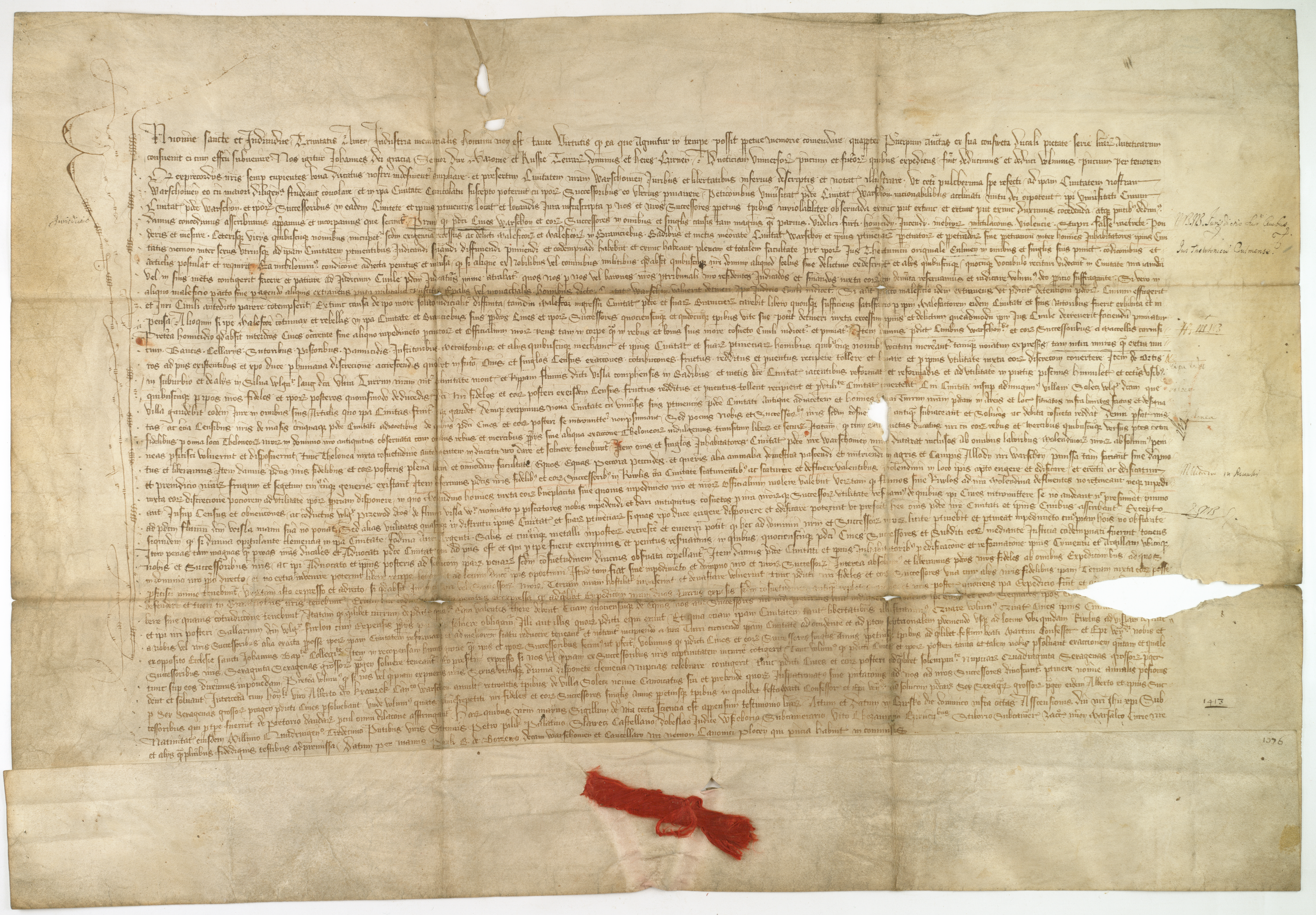
Janusz I Starszy, książę mazowiecki, nadaje miastu Starej Warszawie prawo chełmińskie i inne przywileje, 1413, Archiwum Główne Akt Dawnych

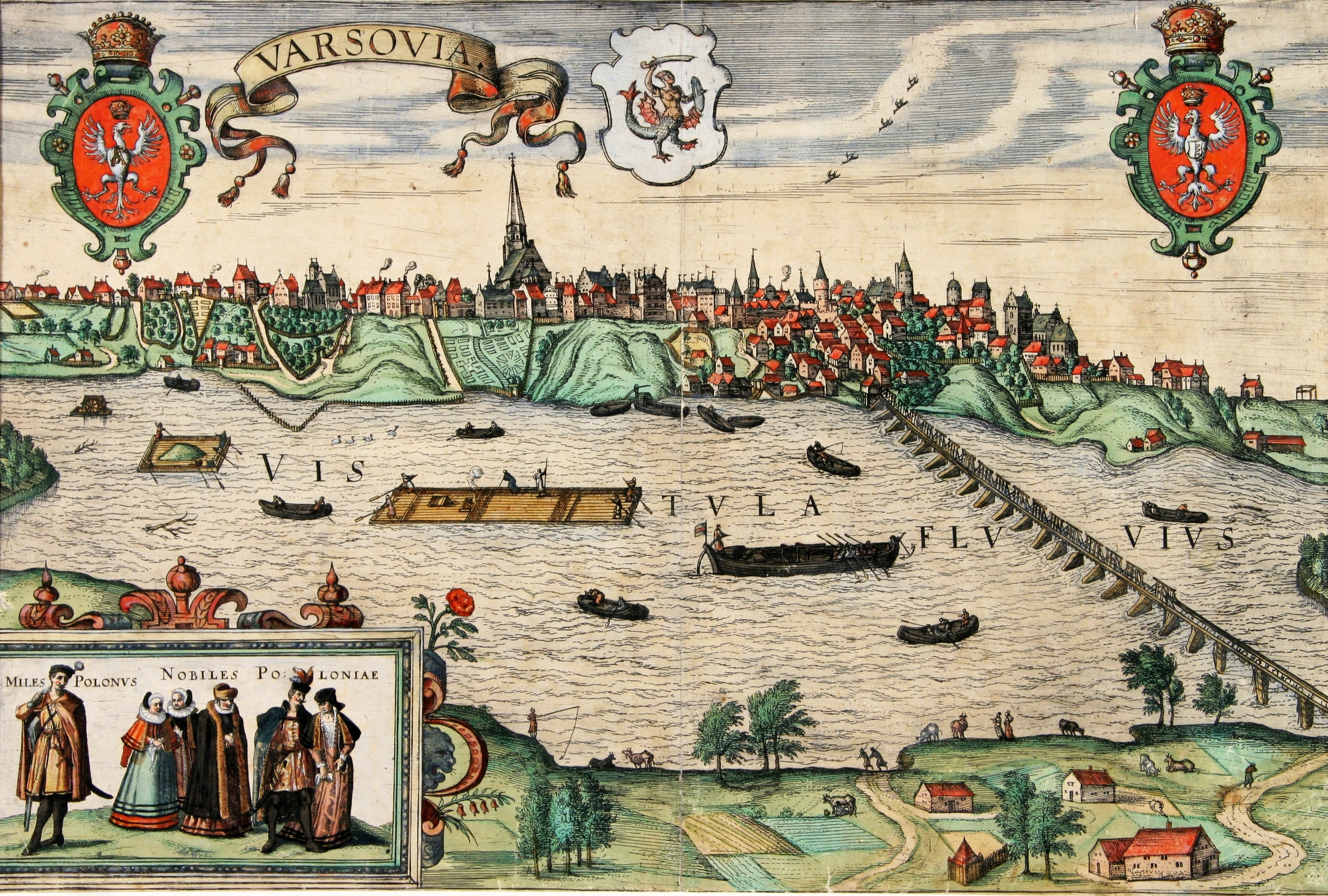
Widok ogólny Warszawy w końcu XVI w., miedzioryt, ok. 1586 r., wydany w 1618 r. w dziele Civitates orbis terrarum Georga Brauna i Fransa Hogenberga

Historia Warszawy – obecnej stolicy i największego miasta Polski, sięga XII lub XIII wieku, kiedy to powstał historycznie najstarszy na terenie dawnej Warszawy dwór książąt mazowieckich Jazdów (obecnie Ujazdów). Najstarszym ważnym ośrodkiem grodowym z X wieku wiązanym z włączeniem Mazowsza w skład państwa Mieszka I jest Stare Bródno, z rejonu którego osadnictwo przeniosło się na brzeg Wisły. Na przestrzeni wieków miasto przeżywało lata świetności, lecz kilkakrotnie stawało też na skraju całkowitego zniszczenia, podczas najazdów szwedzkich, rosyjskich oraz niemieckich. Obecny charakter miasta w znacznej mierze związany jest ze zniszczeniami, jakie przyniosła II wojna światowa, oraz procesem odbudowy. Historyczny charakter zachował się, lub został przywrócony w około 30%.

## Historia przed powstaniem miasta
Informacje na temat siedlisk ludzkich, które mogły dać początek miastu Warszawa są skąpe i pochodzą głównie z danych archeologicznych. Nad Wisłą od IX/X do XI w. istniał gród Stare Bródno. Oprócz niego w granicach współczesnej Warszawy znajdowały się także: gród Jazdów (od XII lub XIII wieku) oraz osady Kamion (wedle dokumentu z 1065 wystawionego dla klasztoru w Mogilnie tzw. falsyfikatu mogileńskiego, dziś Kamionek), Gocław (w 1155 własność biskupa płockiego) i Solec (od XII wieku port odbiorczy soli kamiennej, spławianej barkami z okolic Krakowa, osada targowa oraz przeprawa rzeczna). Pierwsza znana wzmianka piśmienna o dzisiejszej stolicy, będącej wówczas osadą rybacką lub targową, pojawiła się w roku 1251 w akcie biskupa poznańskiego Boguchwała II (do III rozbioru Polski obszar utworzonego przed 1252 archidiakonatu czerskiego, podlegał biskupstwu poznańskiemu). Przedwojenne publikacje niemieckie wzmiankują o wsi Warszawa już w 1224 roku. W kolejnym źródle z 23 czerwca 1262, pojawiła się również wzmianka o grodzie lub dworze w Jazdowie.
Do powstania Warszawy przyczynił się pośrednio podział dzielnicowy Polski przez Bolesława Krzywoustego. Miało to zażegnać walki o władzę między jego synami, ale doprowadziło do osłabienia kraju, który od wschodu najeżdżali Litwini, docierając aż na Mazowsze. Z tego powodu dawny szlak handlowy, idący z Rusi do Bałtyku przez tereny nadbużańskie, zaczął biec po bezpieczniejszej, lewej stronie Wisły. Krzyżował się tam z lokalną przeprawą między Kamionem a Solcem, bronionym przez pobliski Jazdów.
Wiosną 1262 wojska litewsko-ruskie pod wodzą Mendoga, po zdobyciu Płocka, obległy w Jazdowie księcia mazowieckiego Siemowita I. W wyniku zdrady napastnicy zdobyli Ujazdów. W trakcie walk zginął Siemowit, a jego syn, Konrad II, dostał się na 2 lata do niewoli litewskiej. Zdobycie podstępem i spalenie Jazdowa w 1262 zakończyło okres jego świetności jako ośrodka handlowego i zbrojnego, ale nie zatrzymało owocnych kontaktów kupieckich. W odległości ok. 4 kilometrów na północ, powstały nowa przeprawa przez rzekę i nowy gród książęcy (obecna Warszawa), założony przez księcia płockiego, a od 1294 całego Mazowsza, Bolesława II mazowieckiego. Stanął on na miejscu obecnego Zamku Królewskiego. Jak podaje m.in. varsavianista Juliusz Wiktor Gomulicki, wybudowanie od podstaw umocnionego grodu należy jednak przypisać bratu Bolesława II, Konradowi II i datować na wcześniejsze lata 1283–1294.

## Początki Warszawy
Miasto powstało najprawdopodobniej na przełomie XIII i XIV wieku, uzyskując lokację ok. 1300 roku, jednak nie zachował się dokument lokacyjny Warszawy. Istnieje jednak dokument powtarzający prawo lokacyjne nadane przez Janusza I Starszego nadany w 1413 świadczący, że Warszawa była ważnym miastem. Wówczas na obszarze ok. 20 hektarów, uformowała się Stara Warszawa. Wiadomo również, że Warszawę założono na prawie chełmińskim, a zasadźcami była grupa majętnych kupców, których Bolesław II sprowadził najprawdopodobniej z Torunia. Do XV wieku sądem wyższym prawa chełmińskiego dla Warszawy była rada miejska Torunia. W najstarszych zachowanych księgach ławniczych dla miasta Warszawy pośród najbogatszych rodzin mieszczańskich występują nazwiska „Kazuba, Rola, Wilk, Pieniążek”, a wśród pospólstwa „Mrzygłód, Kraska, Twaróg, Sobek”, natomiast działka wójtowska jest w rękach rodziny o nazwisku „Suchopędek”, co dowodzi polskiego pochodzenia średniowiecznych mieszczan warszawskich.
Nadana przez zasadźców nazwa (pierwotnie Warszowa lub Warszewa) pochodzi od rycerza z rodu Rawów (Rawiczów) o imieniu Warsz (będącego skrótem od imienia Warcisław), do którego należała wieś z XII lub XIII wieku, leżąca w obrębie dzisiejszego Mariensztatu. Pierwotne brzmienie nazwy Warszowa, potwierdzają również dokumenty łacińskie (w których używa się formy Varsovia, zamiast Varsavia), oraz francuskie (gdzie występuje nazwa Varsovie, nie zaś Varsavie).
Pierwsza wzmianka o Warszawie pochodzi z 23 kwietnia 1313, kiedy to miejscowość pojawiła się w tytulaturze książęcej Siemowita II.
Badacz dziejów Rawiczów, Jan Wroniszewski, określa imię Warsz jako charakterystyczne dla tego rodu i powszechnie przez niego używane w wiekach średnich oraz wywodzi stąd nazwę Warszawy, w poświęconej Rawiczom monografii (Ród Rawiczów, Toruń, 1994) napisał m.in.: W 1381 r. Goworek Kurzeski, cześnik rawski i sochaczewski, za zgodą żony Katarzyny oraz synów Goworka i Bartłomieja, sprzedał za 115 kop groszy wieś Solec mieszczaninowi warszawskiemu Piotrowi. Przy dokumencie wystawionym wtedy przez Goworka znajduje się jego pieczęć z herbem Rawa. (...) Solec będący przedmiotem powyższej transakcji to pierwotnie wieś parafialna Warszawy. Fakt posiadania przez Rawiczów Solca, obok nazwy Warszawa pochodzącej od imienia Warsz, wskazuje że również ta druga miejscowość należała do omawianego rodu.

## Warszawa w XIV–XV wieku

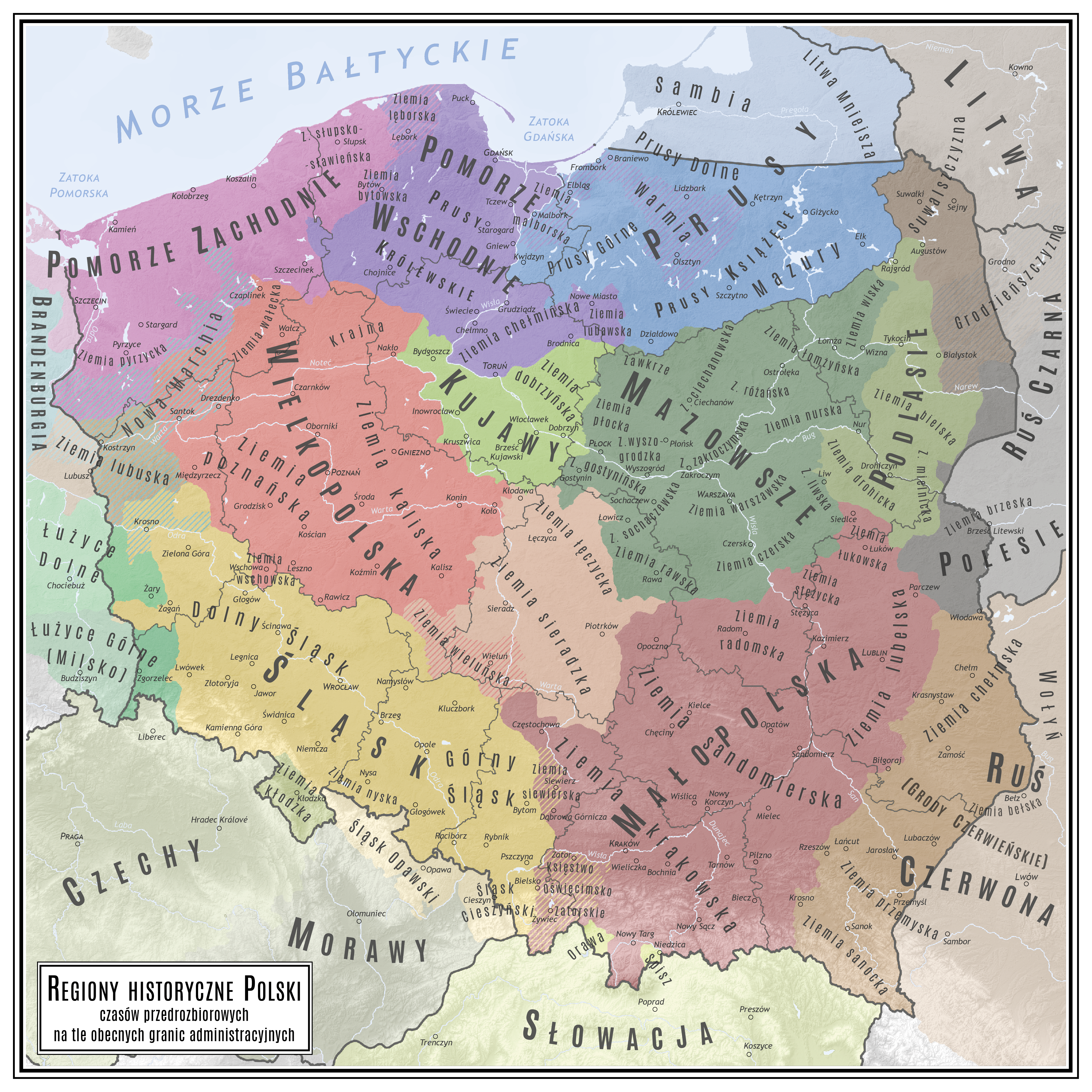
Warszawa, ziemia warszawska, Mazowsze i inne krainy historyczne Polski na tle współczesnych granic administracyjnych

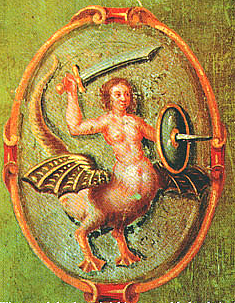
Warszawska Syrenka na księdze rachunkowej Starej Warszawy z 1659

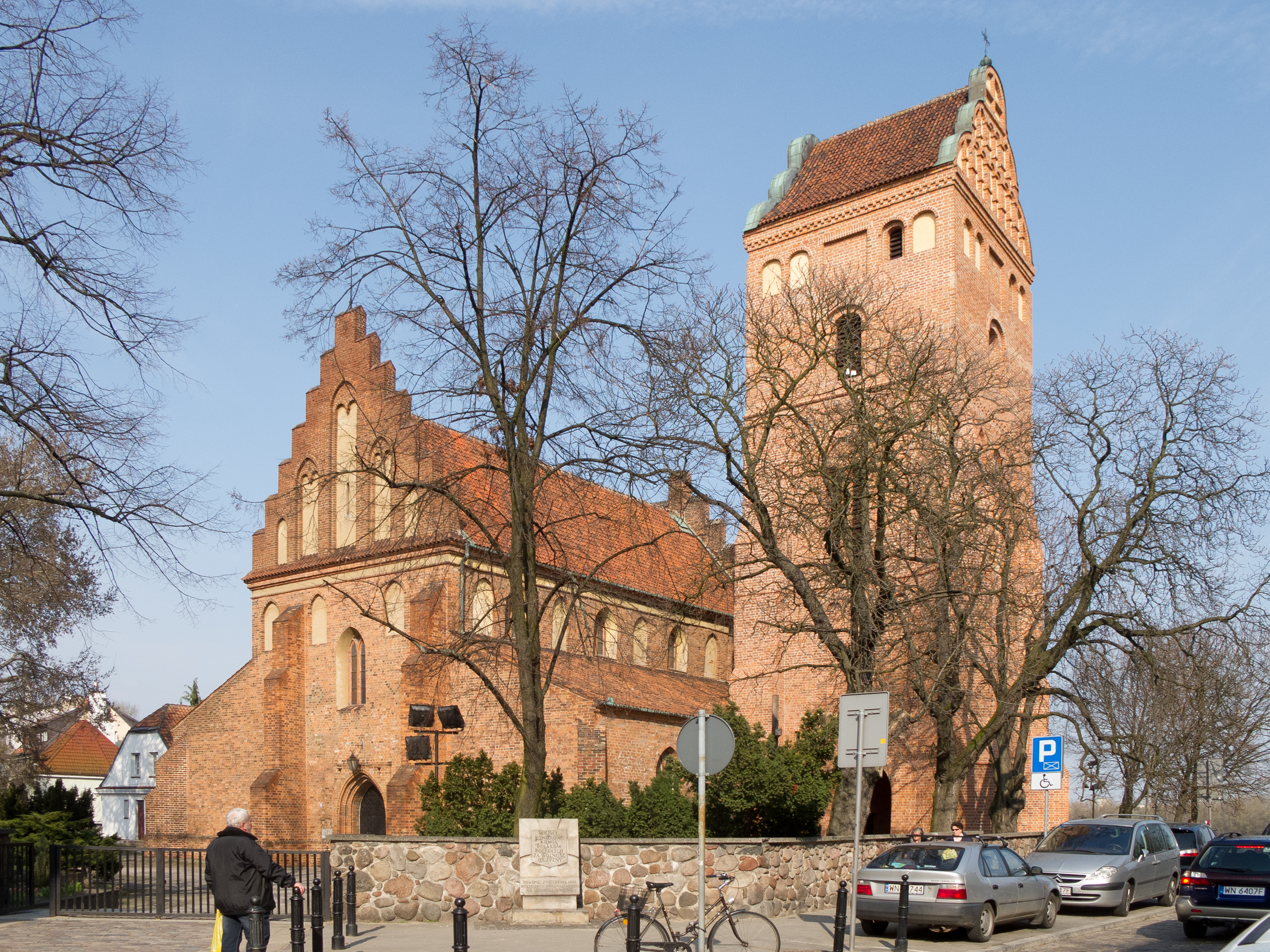
Kościół Nawiedzenia Najświętszej Marii Panny z 1411 na Nowym Mieście

W 1339 w Warszawie odbył się tzw. proces warszawski, między Koroną Królestwa Polskiego a zakonem krzyżackim, o bezprawne zagarnięcie Pomorza Gdańskiego i ziemi chełmińskiej. Do Warszawy przybyli papiescy kolektorzy aby rozstrzygnąć spór. Dnia 15 września 1339 w kościele św. Jana ogłoszono wyrok, nakazujący zakonowi krzyżackiemu zwrot Polsce Pomorza Gdańskiego, Kujaw, ziemi dobrzyńskiej, chełmińskiej i michałowskiej. Krzyżacy nie uznali wyroku, składając apelację do słabo zorientowanych w sporze władz papieskich w Awinionie.
Od 1350 wokół miasta powstawała pierwsza linia murów, od 1380 druga. W 1376 książę Janusz I Starszy wydał w Zakroczymiu pierwszy znany przywilej dla Starej Warszawy. Dotyczył on wybudowania i urządzenia w pobliżu mostu nad potokiem spływającym parowem późniejszej ul. Mostowej łaźni publicznej.
Pod koniec XIV w. na północ od Starej Warszawy powstaje nowe miasto (Nowa Warszawa) z własnymi władzami (lokacja Nowej Warszawy w 1408 r. na prawie chełmińskim). Do grona głównych miast Polski weszła Warszawa późno, jednakże korzystne położenie od samego początku sprzyjało jej dynamicznemu rozwojowi. W wyniku unii z Litwą dochodzi do wzrostu znaczenia Warszawy. W 1408 książę mazowiecki Janusz I Starszy wykupił Warszawę, a w 1413 przeniósł stolicę Księstwa Mazowieckiego z Czerska do Warszawy.
W drugiej połowie XV wieku, Warszawa stopniowo powiększała swoją przewagę wśród miast mazowieckich. Rozwój miasta spowodował iż do Warszawy zaczęła napływać ludność z miast Prus Królewskich oraz bardzo nieliczna z Niemiec. W 1414 pojawiła się pierwsza wzmianka o Żydach, zamieszkujących w typowej dla średniowiecznych miast europejskich, odrębnej dzielnicy żydowskiej. Za rządów Bolesława V (1454–1488) oraz Konrada III (1488–1503), Warszawa rozwijała się jako ważny ośrodek handlowy, co związane było z wzrastającym znaczeniem eksportu zboża do Prus. Miasto włączyło się wówczas do wielkiej wymiany towarowej na szlaku lądowym pomiędzy Litwą, Rosją i Niemcami, co spowodowało iż na początku XVI wieku zdystansowała starsze, w poprzednich wiekach większe miasta na Mazowszu. W 1510, w prawobrzeżnej oraz lewobrzeżnej Warszawie (wraz z przedmieściami), zamieszkiwało ok. 4700 osób.

## Warszawa w XVI wieku

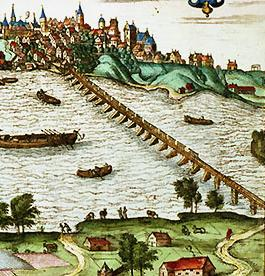
Most Zygmunta Augusta

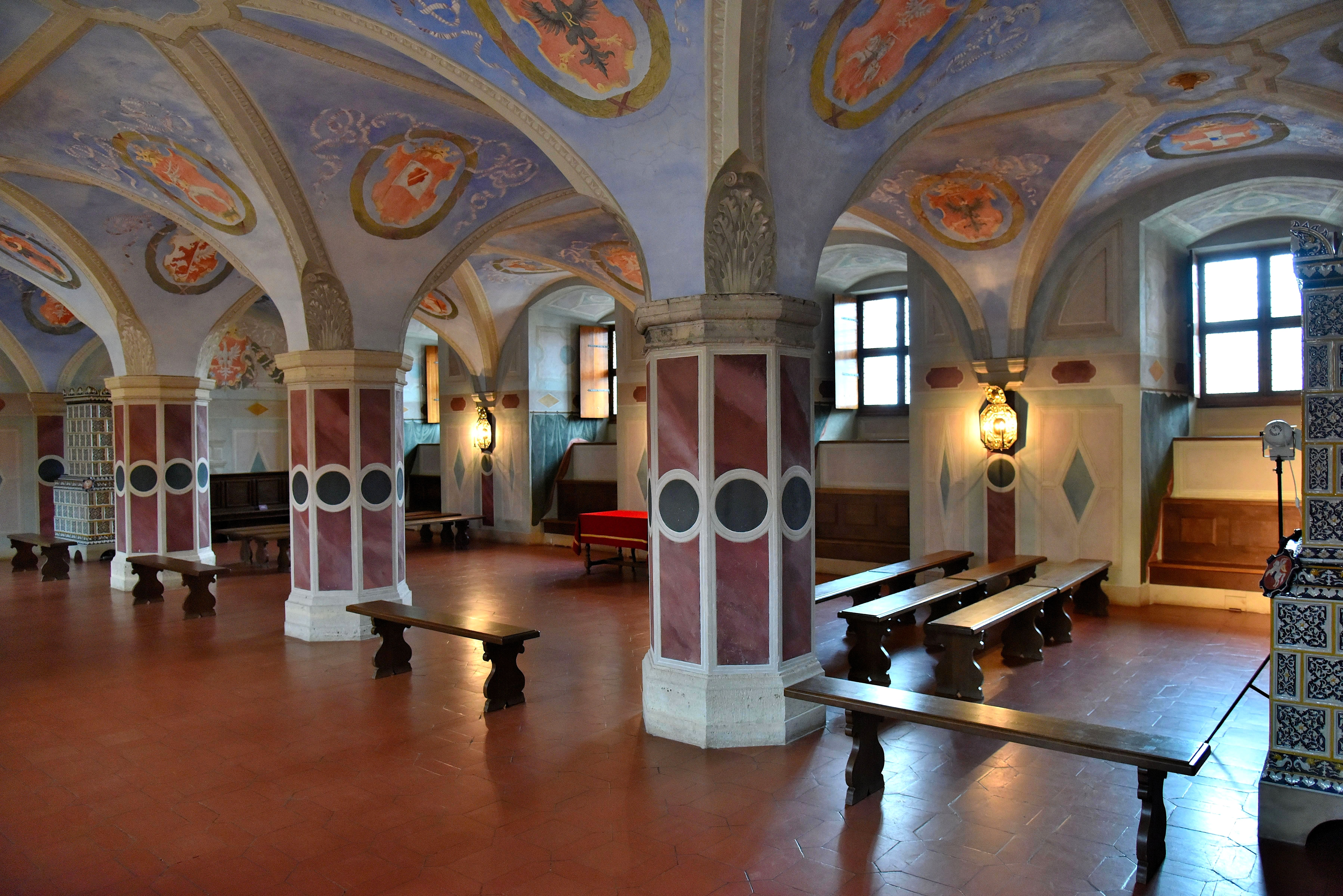
Dawna Izba Poselska na Zamku Królewskim w Warszawie, miejsce obrad jednego ze stanów sejmujących sejmu walnego

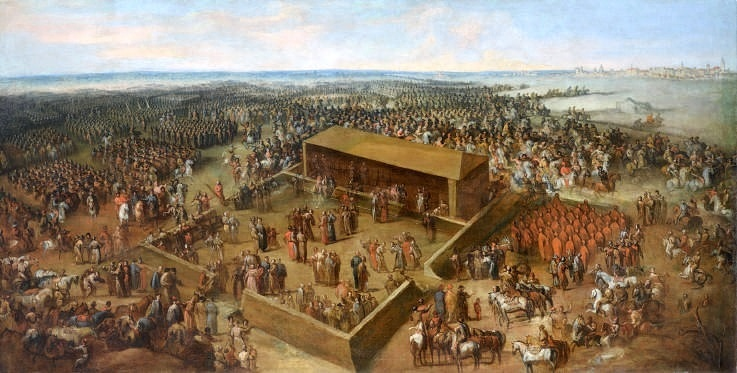
Pole elekcyjne na Woli

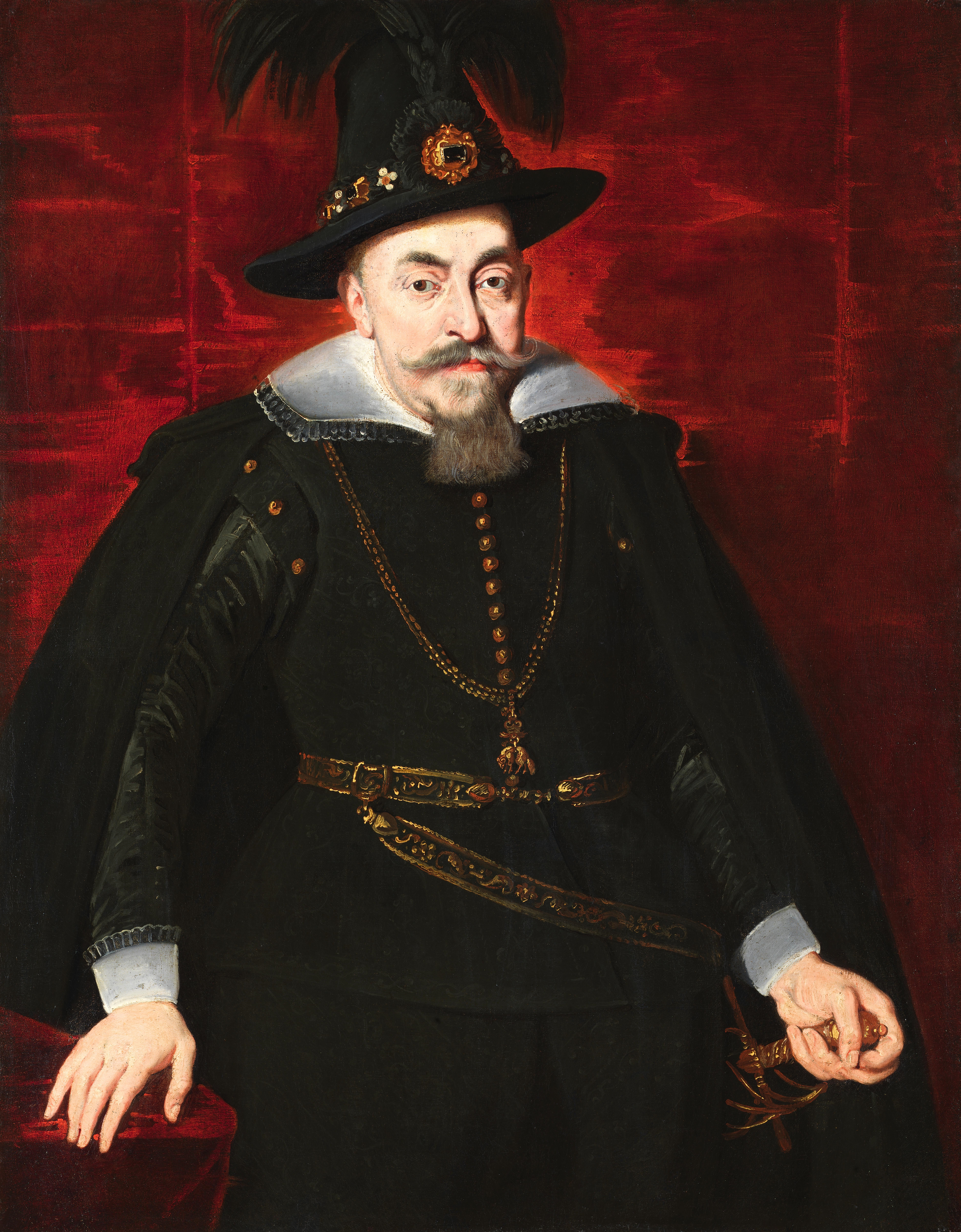
Portret Zygmunta III Wazy pędzla Petera Paula Rubensa z lat 20. XVII wieku

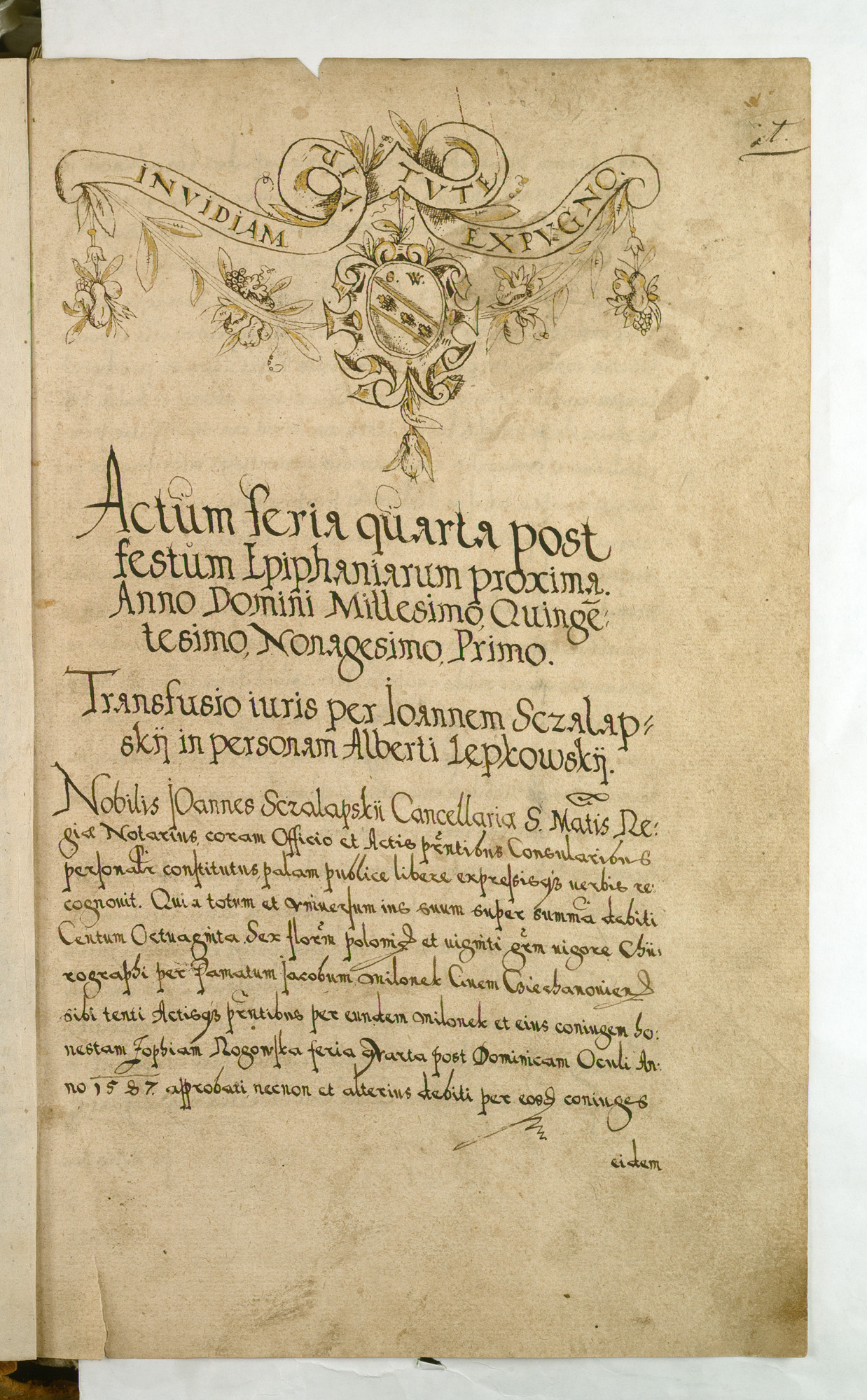
Księga rady miejskiej Warszawy, 1591

W czasie trwania wojny z wielkim księciem moskiewskim w nocy z 30 na 31 maja 1515, spłonęła część Starej Warszawy z kolegiatą św. Jana, kościołem św. Marcina oraz przedmieście z klasztorem i kościołem bernardynów. Wpis w księdze grodzkiej podaje, że zrobiła to banda rabusiów nasłanych przez księcia moskiewskiego.
Wraz z wygaśnięciem linii książąt mazowieckich, Warszawa, poważny już ośrodek miejski w skali Mazowsza, została przyłączona do Korony Królestwa Polskiego w 1526 (wcześniej, bo w latach 1462, 1476 i 1495, do Korony zostały przyłączone trzy inne księstwa zachodniomazowieckie: rawskie, sochaczewskie i płockie). 10 września sejm mazowiecki złożył przysięgę na wierność królowi polskiemu. W 1529, po sejmie w Piotrkowie na którym potwierdzono inkorporację Mazowsza do Korony, została stolicą województwa mazowieckiego.
Mieszczaństwo warszawskie uzyskało wiele przywilejów i ułatwień podatkowych. W 1546 Królowa Bona, wdowa po Zygmuncie Starym, do czasu swego wyjazdu do Włoch w 1556, osiada w dworze jazdowskim w Warszawie. Coraz częściej w Warszawie bywał Zygmunt August, do czego skłaniała go bieżąca polityka. Kraków stawał się zbyt odległy, gdy w centrum zainteresowań politycznych znalazły się tereny północne i wschodnie. W 1568 przeniósł na stałe do Warszawy swój dwór i urzędy centralne. W 1569 na mocy ustaleń sejmu obradującego w Lublinie (unia lubelska), postanowiono, że odtąd Warszawa będzie stałą siedzibą sejmów walnych Korony i Wielkiego Księstwa Litewskiego, stolicą województwa mazowieckiego, a od 1573 także miejscem elekcji królów polskich. Do 1795 w Warszawie odbyło się 145 sejmów walnych.
Pod podwarszawską wsią Kamion w 1573 odbyła się pierwsza wolna elekcja Henryka Walezego, a po roku, we wsi Wielka Wola – bardzo często przebywającego w Warszawie Stefana Batorego. W 1587 na polu pod Wielką Wolą odbyła się kolejna elekcja, na której wprowadzono na tron Zygmunta III Wazę. Decyzja przeniesienia dworu królewskiego do Warszawy zapadła w marcu 1596, po pożarze Zamku Królewskiego na Wawelu, i była realizowana etapami. Król wraz z dworem przybył do Warszawy najprawdopodobniej 16 marca 1596, a następnie wprowadził się na stałe do uprzednio przebudowanego zamku warszawskiego, wracając z wojny moskiewskiej w 1611.
Wówczas faktyczna stołeczność miasta nie została potwierdzona żadnym aktem prawnym. Warszawa oficjalnie nie była stolicą i aż do upadku Polski w 1795 r. przysługiwało jej wyłącznie miano miasta rezydencjonalnego Jego Królewskiej Mości.
20 lutego 1578 przed kościołem św. Anny przy Krakowskim Przedmieściu w Warszawie margrabia Jerzy Fryderyk von Ansbach złożył hołd lenny Stefanowi Batoremu.

## Warszawa w XVII wieku

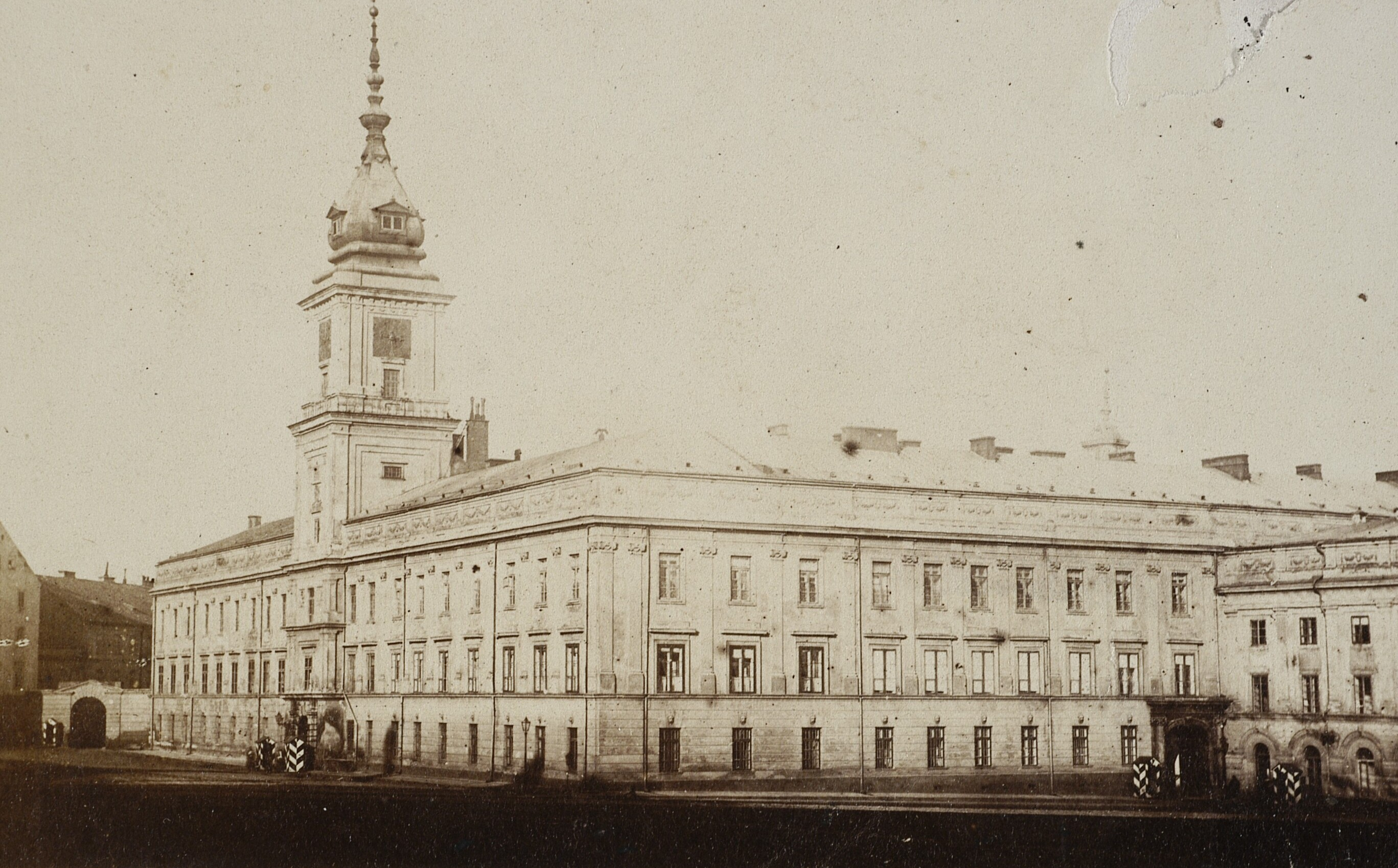
Zamek Królewski w Warszawie

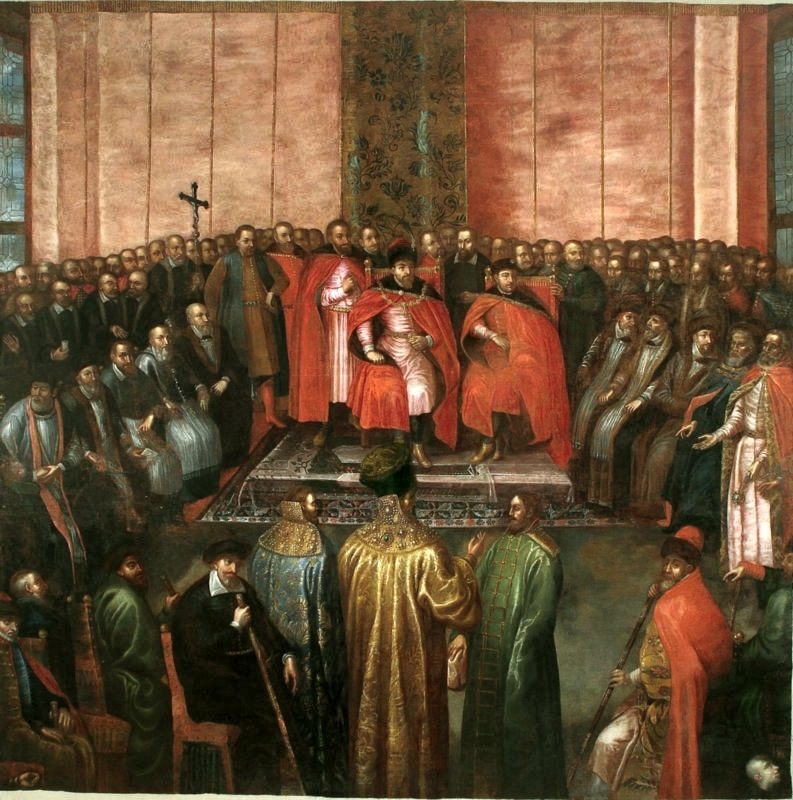
Przyjęcie Szujskich w Sali Senatu w 1611 roku, obraz Tomasza Dolabelli – Hołd Szujskich 29 października 1611 przed królem Zygmuntem III Wazą

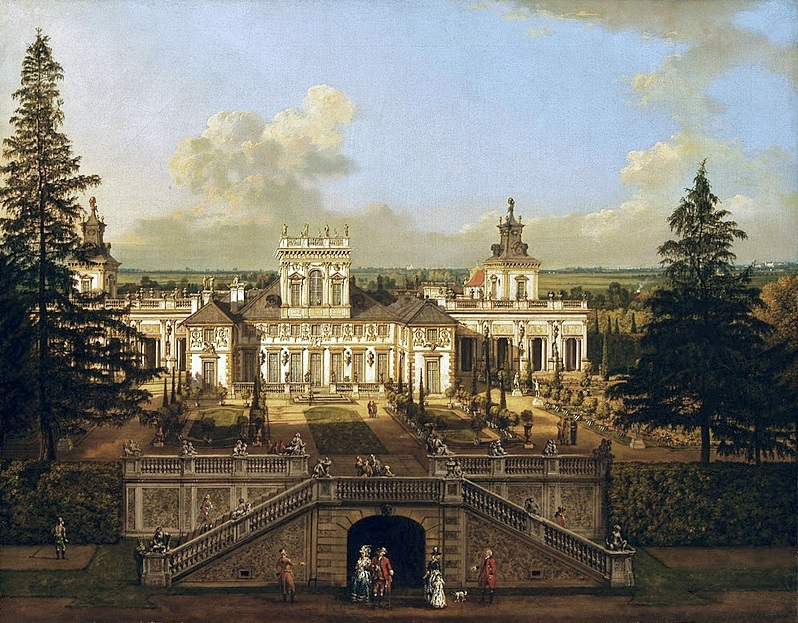
Pałac w Wilanowie widok z 1770

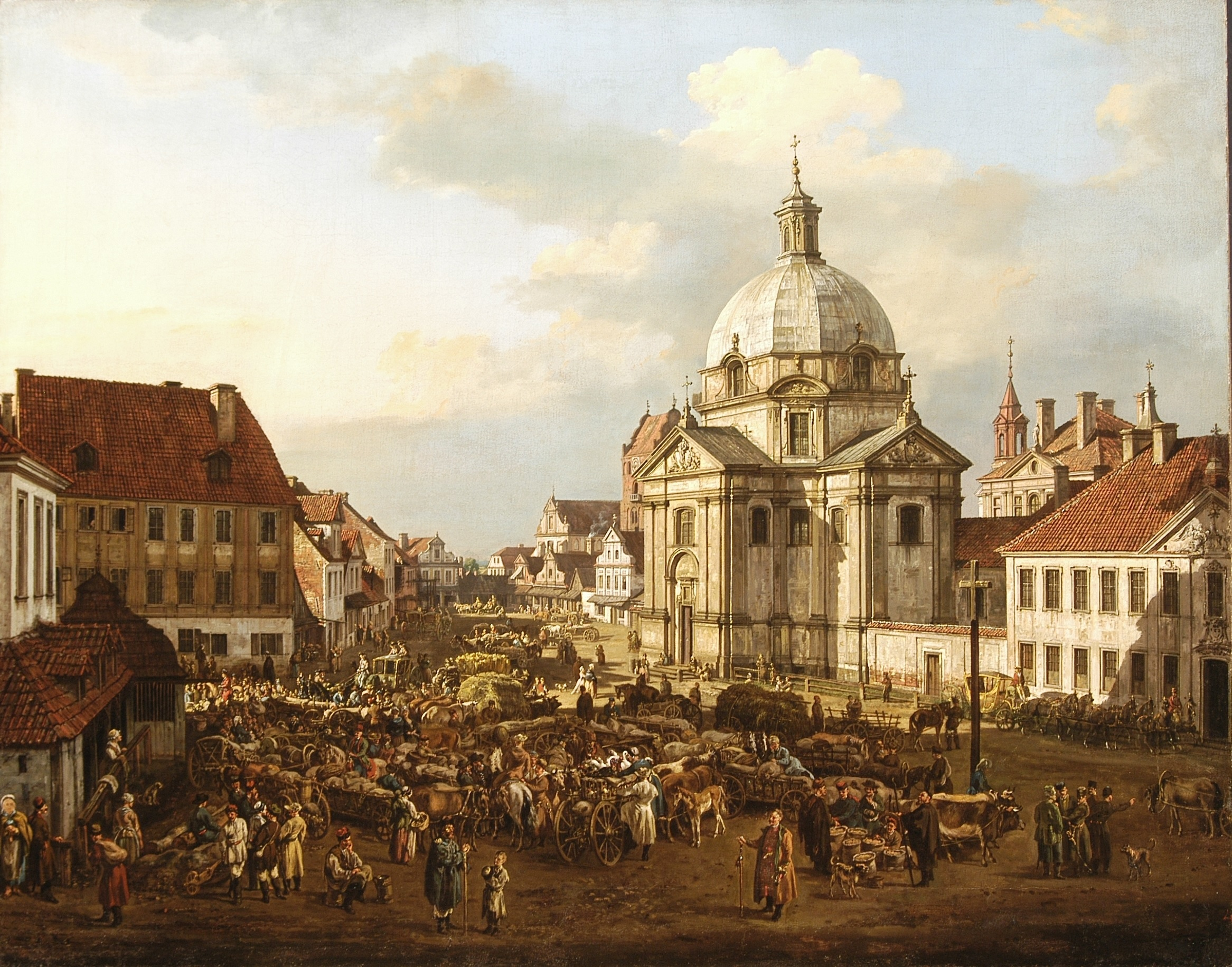
Kościół Panien Sakramentek widok z 1770

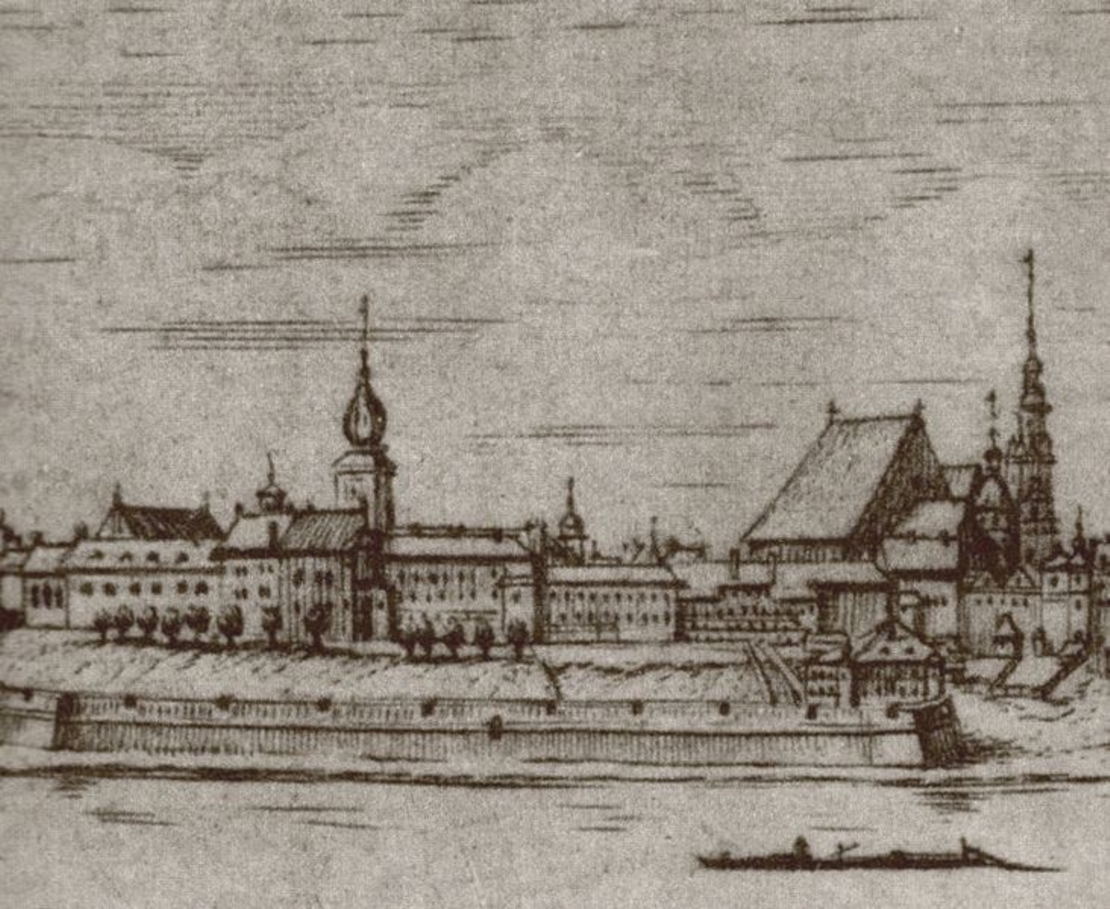
Warszawa z ok. 1641

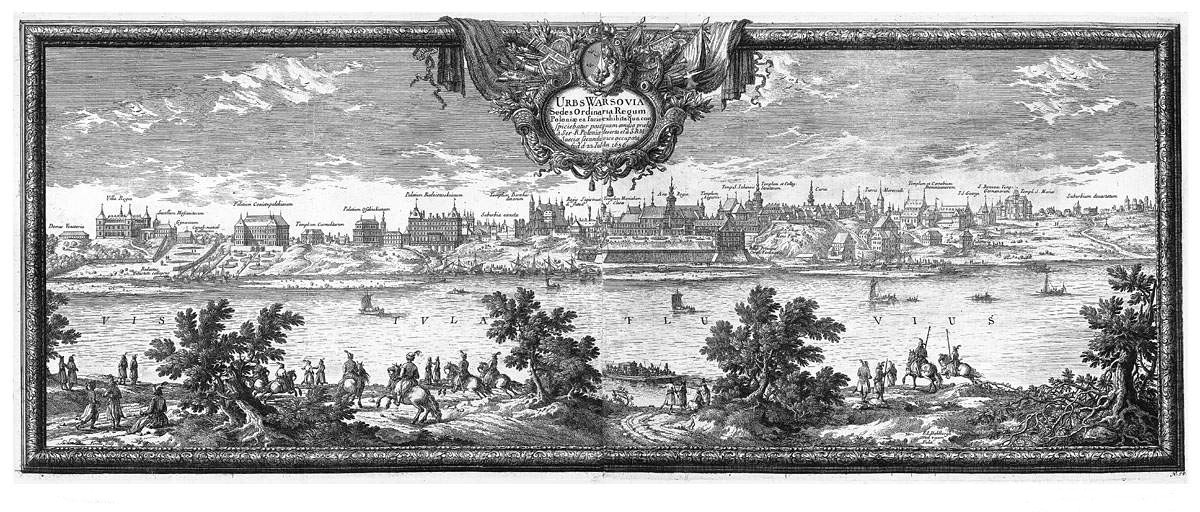
Erik Dahlbergh, Warszawa w 1656

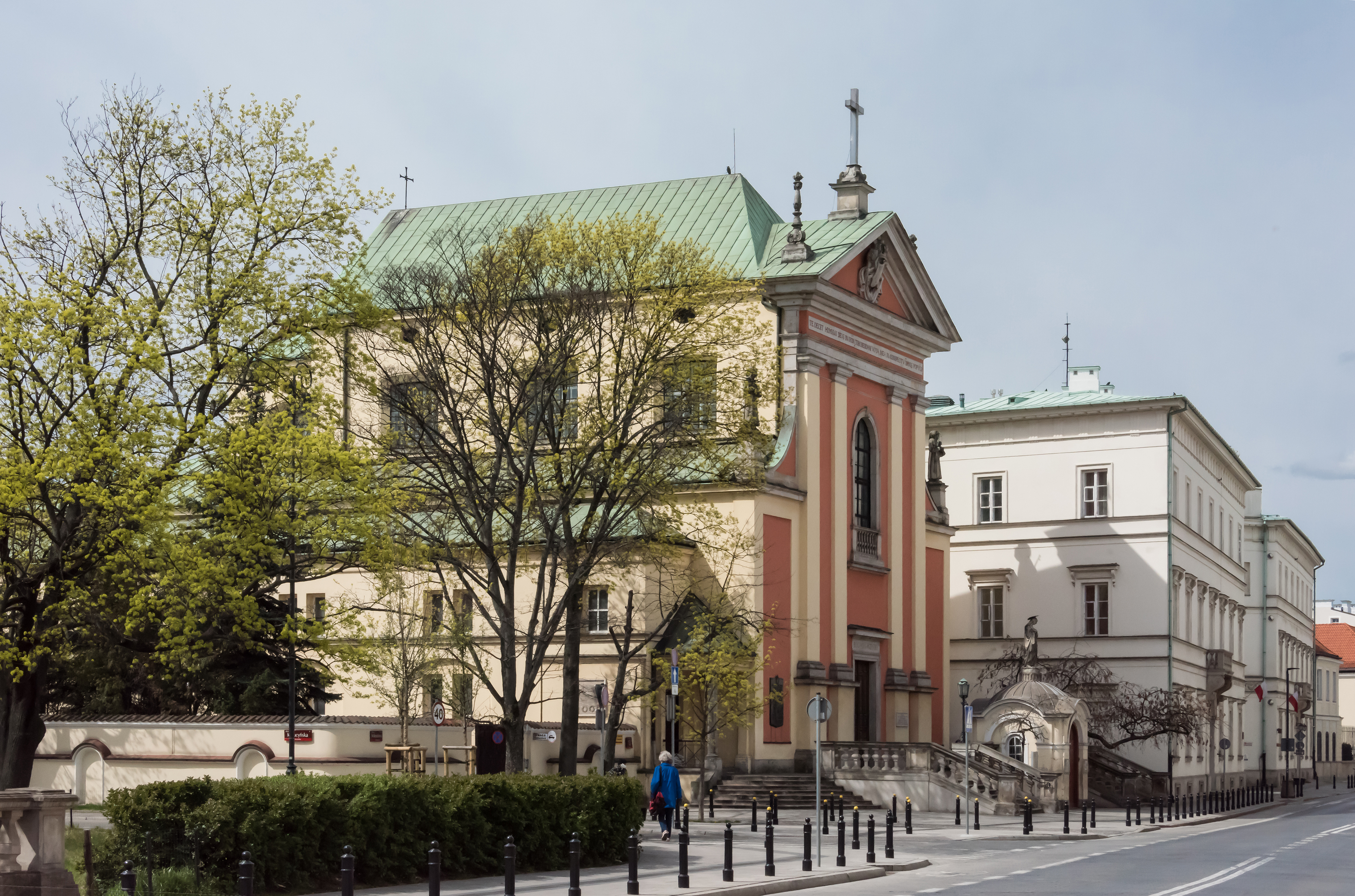
Kościół kapucynów powstał w 1683 r. jako wotum króla Jana III Sobieskiego za zwycięstwo pod Wiedniem

Faktyczna stołeczność przyniosła wiele spektakularnych wydarzeń. Należały do nich między innymi hołdy pruskie, od czasów Batorego przez całą I poł. XVII w. składane każdorazowo nowemu władcy przez Hohenzollernów z tytułu władania Prusami Książęcymi. 29 października 1611 zwycięzca spod Kłuszyna hetman polny koronny Stanisław Żółkiewski poprowadził ulicami Warszawy wziętego do niewoli cara Rosji Wasyla IV Szujskiego i zmusił go do ukorzenia się na sesji sejmu przed majestatem Zygmunta III.
16 listopada 1611 przed kościołem św. Anny przy Krakowskim Przedmieściu w Warszawie margrabia brandenburski elektor Jan Zygmunt Hohenzollern złożył hołd lenny Zygmuntowi III Wazie. 6 października 1641 na dziedzińcu Zamku Królewskiego w Warszawie margrabia brandenburski elektor Jerzy Wilhelm Hohenzollern złożył hołd lenny Władysławowi IV Wazie.
Odbywały się tu także hołdy kurlandzkie Kettlerów z tytułu władania przez nich księstwem Kurlandii i Semigalii. Miejscem hołdów pruskich i kurlandzkich był zazwyczaj plac przed kościołem bernardynów św. Anny na Krakowskim Przedmieściu. Tutaj, przed wielkimi drzwiami kościoła, wznoszono podwyższenie, na którym stawiano tron dla monarchy polskiego. Za króla Jana Kazimierza hołdy te składano w Pałacu Kazimierzowskim. Od czasu króla Michała Korybuta Wiśniowieckiego miejscem składania hołdów był zamek królewski.
Doniosłe znaczenie dla Warszawy od XVI do XVIII w. miał wzrost liczby jurydyk – obszarów w obrębie miasta lub poza jego murami, wyjętych spod władzy i sądownictwa miejskiego na mocy przywileju książęcego. Zakładali je, wywalczywszy sobie przywilej królewski, magnaci świeccy lub duchowni, bogata szlachta, klasztory. W początkach XVII w. Warszawa przekroczyła znacznie tereny Starego i Nowego Miasta i ich najbliższych przedmieść. Na prawobrzeżu powstały jurydyki na wprost Warszawy. W 1641 Skaryszew, a następnie w 1648 Praga otrzymały prawa miejskie i zaczęły się szybko rozwijać.
Za czasów Zygmunta III Wazy Warszawa była jednym z większych ośrodków miejskich w Polsce i liczyła kilkanaście tysięcy mieszkańców. Osiedlały się tu szlachta i duchowieństwo przyciągane bliskością dworu królewskiego i kształtującego się tu ośrodka dyspozycyjnego państwa. Magnaci skupowali wsie podwarszawskie, wystawiali w Warszawie rezydencje i tworzyli kolejne jurydyki, powstawały także nowe osady i folwarki. Ulepszano także urządzenia miejskie, w II połowie XVI wieku powstały pierwsze wodociągi, a pod koniec XVI wieku brukowane ulice. Największym dziełem sztuki inżynierskiej był w tym czasie most przez Wisłę (most Zygmunta Augusta), którego konstruktorem był Erazm z Zakroczymia. Budowano go pięć lat, oddano do użytku w 1573, a wykańczano następne dziesięciolecie. Most konstrukcji palowej miał 18 przęseł i liczył 500 m długości. Na most wjeżdżało się przez dwupiętrową basztę, w której czuwali strażnicy, gdyż obawiano się zaprószenia ognia. Most nie był długo chlubą Warszawy – na wiosnę 1603 zniszczyły go lody Wisły. Aż do 1775 nie było później stałej przeprawy przez rzekę.
W latach 1621–1624 z rozkazu króla Zygmunta III Wazy usypany został tzw. Wał Zygmuntowski, jako wynik bitwy pod Cecorą na wypadek najazdu Turcji. Przez pewien czas stanowił on granicę zabudowy, po czym już w 2 połowie XVII wieku został w znacznej mierze pochłonięty przez zabudowę miejską.
W I poł. XVII w. przebudowana kolegiata św. Jana zyskała renesansowo-barokową fasadę. Połączono ją z Zamkiem Królewskim gankiem biegnącym od prezbiterium. Wybudowano obok kolegiaty bogato zdobiony kościół, cieszących się protekcją i poparciem Zygmunta III, jezuitów. Przy ul. Freta powstał kościół i klasztor dominikanów. Zamek Królewski przebudowywany pod skrupulatnym nadzorem samego króla, znanego ze swego smaku artystycznego, uzyskał w tym czasie charakterystyczną postać nieforemnego pięciokąta. Siedziba króla została bogato wyposażona, także w dzieła sztuki. Wspólnym dziełem Wazów był otoczony ogrodem i zwierzyńcem Zamek Jazdowski. Powstał także Pałac Kazimierzowski (obecnie główny budynek Uniwersytetu Warszawskiego). W 1643 przy Krakowskim Przedmieściu rozpoczął budowę pałacu hetman Stanisław Koniecpolski (dziś siedziba Prezydenta Rzeczypospolitej). Z inicjatywy Władysława IV w 1643 wystawiony został przed Zamkiem Królewskim bardzo charakterystyczny, niemal symbol miasta, pomnik – kolumna Zygmunta. Kolumna była dziełem zbiorowym, koncepcję przestrzenną zaproponowali architekci Augustyn Locci i Constantino Tencalla, a statuę wyrzeźbił Clemente Molli. Kolumna przetrwała potop szwedzki, obalili ją dopiero Niemcy w 1944. Pomimo tych zmian, na niektórych cudzoziemcach miasto nadal robiło wrażenie małego i prowincjonalnego.
Okres świetności Warszawy przerwał najazd szwedzki w latach 1655–1660. W wyniku działań wojennych legły w gruzach bogate rezydencje magnackie, a znajdujące się w nich meble, dzieła sztuki, archiwa i biblioteki wywieziono do Szwecji. Okupacja szwedzka, nazwana w historii potopem, trwała do 1660. W 1656 została stoczona Bitwa pod Warszawą podczas II wojny północnej, po zakończeniu ostatnich potyczek ze strażą tylną cofającej się jazdy koronnej Szwedzi i Brandenburczycy zajęli miejsce, w którym leżał obóz polski oraz opanowali Pragę, którą całkowicie spalono. Wkrótce nad Wisłę przybył król Szwecji Karol Gustaw, który nakazał wymordowanie całego bezbronnego tłumu, w tym także i dzieci. Kolejny okres rozkwitu przeżyła Warszawa za panowania króla Jana III Sobieskiego, który przyczynił się do zagospodarowania przede wszystkim południowych terenów stolicy. W 1677 nabył dobra Milanów i rozpoczął budowę reprezentacyjnej podmiejskiej rezydencji, dając jej nazwę Villa Nova.
Budowa przebiegała fazami. Na początku był to skromny dwór szlachecki. Później ukształtowała się powoli bryła pałacu. Jego prawdziwą ozdobą był ogród w stylu francuskim, o jasnej i prostej kompozycji, z rozległymi perspektywami i dużą rolą wody oraz wkomponowanymi posągami bóstw antycznych. Z żoną króla wiąże się natomiast Marymont położony na północ od miasta, nazwany tak (wzgórze Marii) na cześć królowej Marii Kazimiery.
Z inicjatywy tej królowej powstała w Warszawie centralna hala targowa zwana Marywilem, wybudowana na terenach obecnych placu Teatralnego i Teatru Wielkiego. W tym samym czasie powstały także: pałac Krasińskich, kościoły Sakramentek na Nowym Mieście, Kapucynów przy ul. Miodowej, Karmelitów na Krakowskim Przedmieściu.

## Warszawa w XVIII wieku

Warszawskie i praskie jurydyki w 2 poł. XVIII wieku:
^{1. Stare Miasto 2. Nowe Miasto 3. Szymanowska 4. Wielądka 5. Parysowska 6. Świętojerska 7. Nowolipie 8. Kapitulna (Zadzikowska) 9. Dziekania 10. Leszno 11. Tłumackie (Tłomackie) 12. Mariensztadt 13. Dziekanka 14. Wielopole 15. Grzybów 16. i 24. Bielino 17. Stanisławów 18. Aleksandria 19. Nowoświecka 20. Ordynacka 21. Tamka-Kałęczyn 22. Bożydar-Kałęczyn 23. Nowogrodzka 24. i 16. Bielino 25. Solec 26. Golędzinów 27. Praga 28. Skaryszew-Kamion}

### Warszawa w czasach saskich

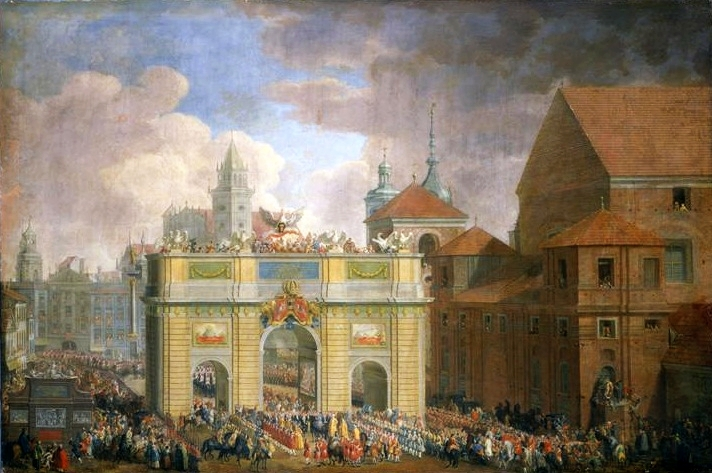
Triumfalny wjazd Augusta III do Warszawy przez Łuk triumfalny na Krakowskim przedmieściu w 1734. Po prawej widoczny Kościół św. Anny, w dali wieża Sobieskiego i zamek królewski

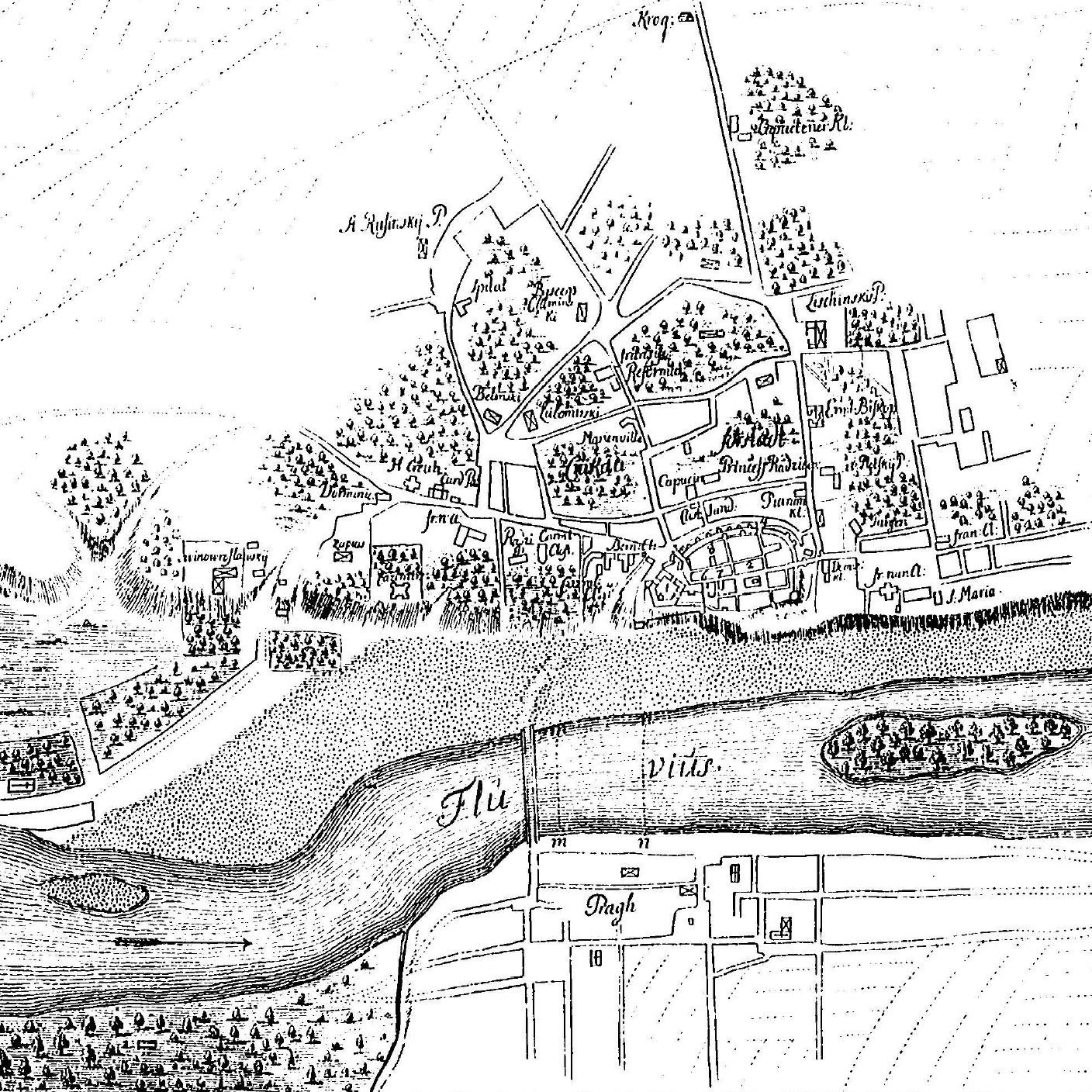
Warszawa i Praga w 1705

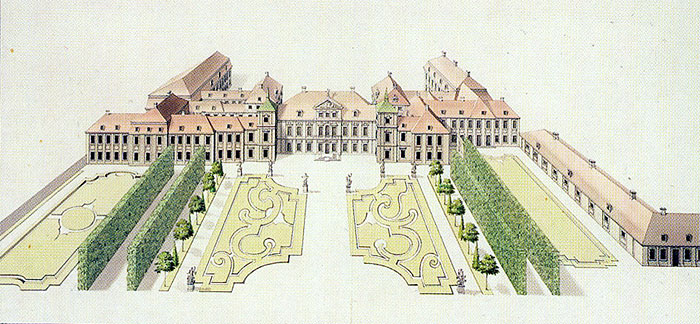
Pałac Saski w Warszawie

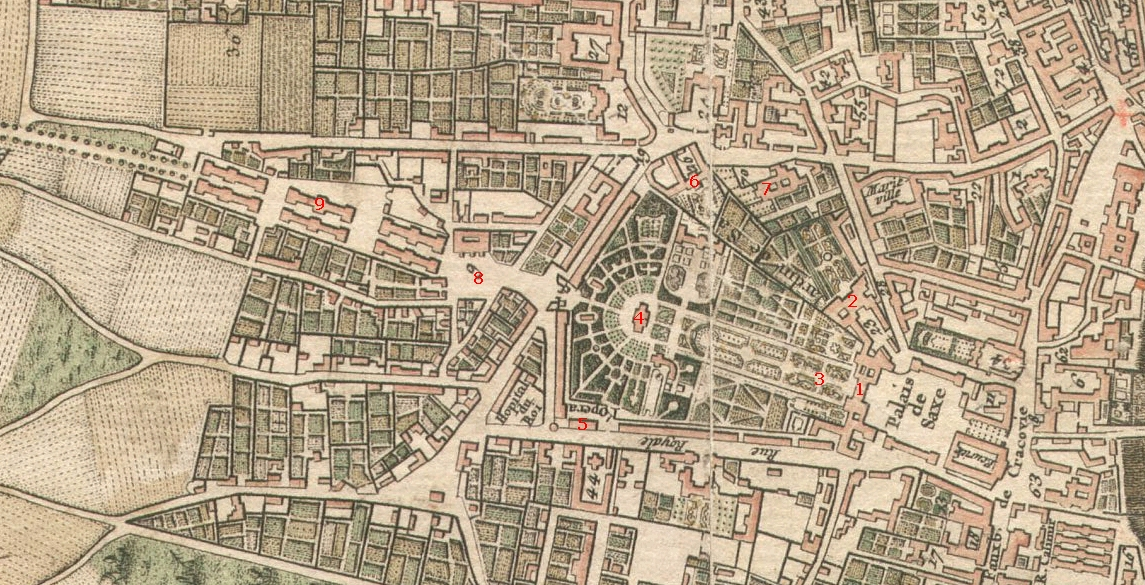
Oś saska, mapa z 1781

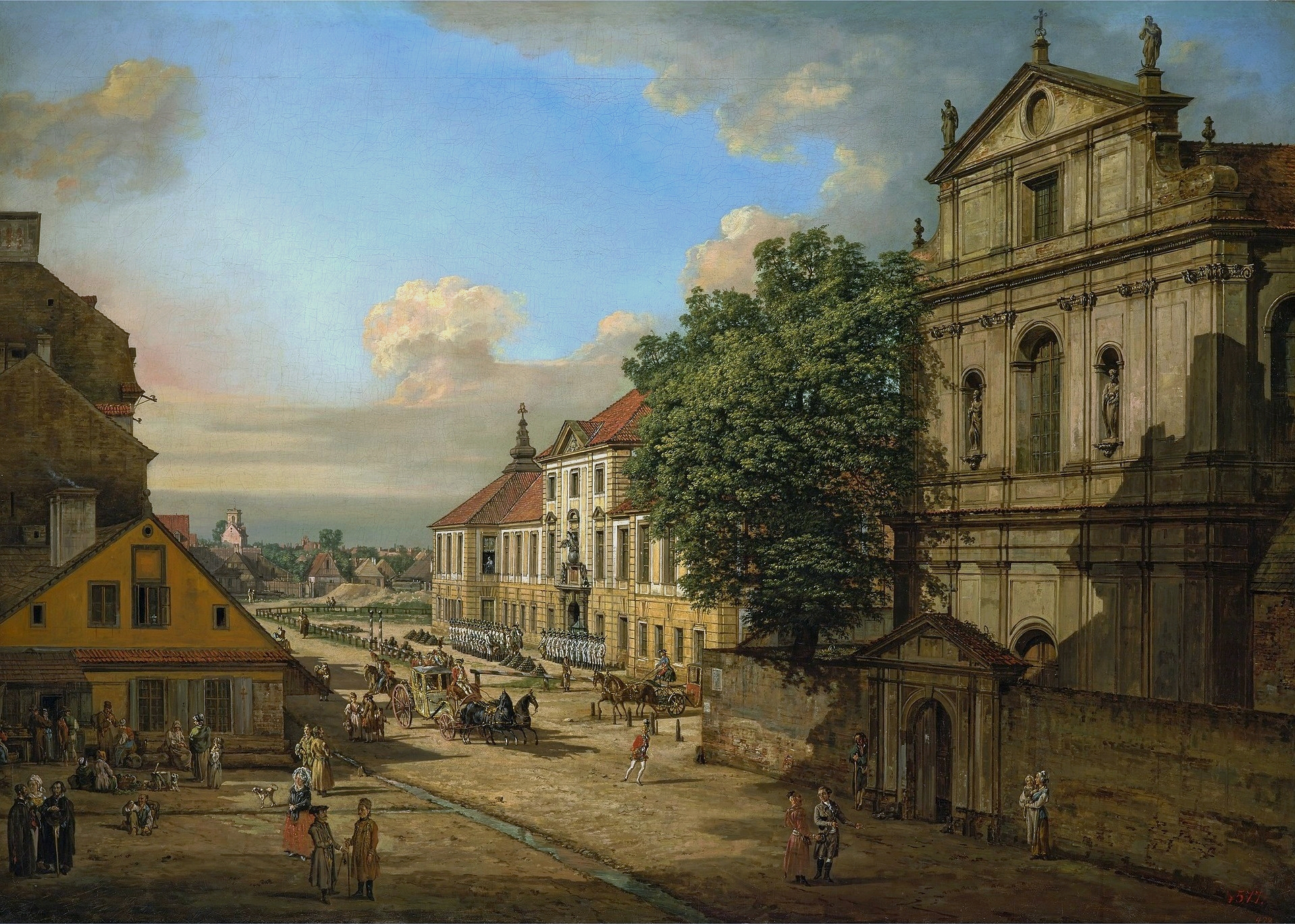
Ulica Długa na obrazie Canaletta (1770)

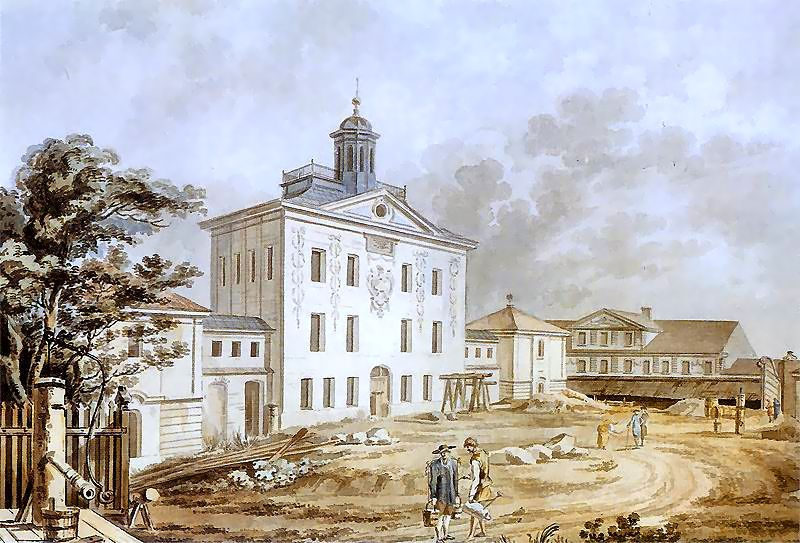
Biblioteka Załuskich

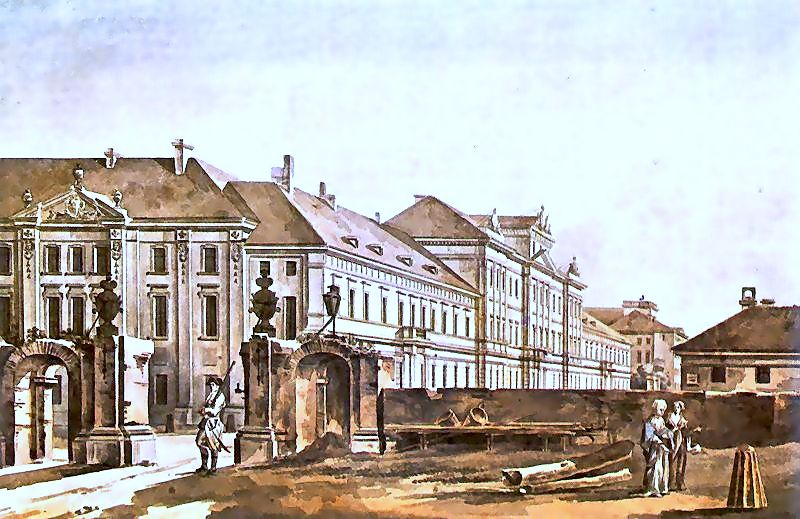
Collegium Nobilium pijarów w Warszawie

Pierwsze dziesięciolecie XVIII wieku to dla Warszawy kolejny okres chaosu, wojny i klęsk żywiołowych. August II Mocny jako elektor Saksonii zaangażował się w 1700 w III wojnę północną, czym ściągnął na Rzeczpospolitą najazd wojsk szwedzkich Karola XII. Szwedzi już w 1702 zdobyli Warszawę, nakładając na jej mieszkańców wysoką kontrybucję. W 1704 zawiązała się wroga Sasowi konfederacja warszawska i 16 lutego ogłosiła akt detronizacji Augusta II. 12 lipca zgromadzona na Woli szlachta dokonała elekcji wojewody poznańskiego Stanisława Leszczyńskiego na króla Polski. Niespodziewanie jednak August II wsparty przez posiłki rosyjskie zdobył pozbawioną silnego garnizonu szwedzkiego Warszawę. Już wkrótce jednak wojska szwedzkie zmusiły go do opuszczenia stolicy, zadając jego armii 31 lipca 1705 klęskę w bitwie pod Warszawą. W bitwie tej 2000 wojsk szwedzkich rozbiło prawie 10 000 wojsk sasko-polsko-litewskich wiernych Augustowi II. 4 października 1705 wojewoda poznański Stanisław Leszczyński został koronowany na króla Polski w kolegiacie św. Jana Chrzciciela w Warszawie przez arcybiskupa lwowskiego Konstantego Józefa Zielińskiego.
Już w 1709 Leszczyński i jego zwolennicy musieli uchodzić z Warszawy. Od lutego do kwietnia 1710 w stolicy obradował sejm konfederacki – Walna Rada Warszawska, powołany przez zwolenników konfederacji sandomierskiej. Sejm ten pod laską Stanisława Ernesta Denhoffa zajął się restytuowaniem rządów saskich w Rzeczypospolitej.
Osłabione długotrwałymi działaniami wojennymi miasto nawiedziła seria klęsk elementarnych – morowe powietrze w 1708, wielka powódź w 1713, nieurodzaj, powodujący drożyznę. Miarę nieszczęść potęgowały jeszcze gwałty i rekwizycje wojsk rosyjskich, a od 1713 uciążliwy dla ludności pobyt wojsk saskich.
Kolejna elekcja w 1733 spowodowała wybuch wojny o polską sukcesję. 12 września 13 tysięcy szlachty wybrało w Warszawie Stanisława Leszczyńskiego ponownie królem Polski. 29 września na Pragę dotarły wojska rosyjskie generała Piotra Lacy. 5 października 1733 we wsi Kamion na Pradze 3000 stronników saskich pod ich osłoną ogłosiło królem Augusta III.
Czasy panowania w Rzeczypospolitej dynastii saskiej to mimo wszystko okres rozkwitu miasta – wielu architektów i budowniczych przybywa tu wraz z Sasami, wznosząc liczne charakterystyczne pałace i kościoły. Szata architektoniczna Warszawy upodabnia się wówczas do Drezna, zarówno z uwagi na postacie architektów, jak i reprezentowany przez nich styl architektoniczny. Do Warszawy przybywają w tym okresie nie tylko architekci, ale także duża grupa artystów, przedsiębiorców, kupców, rzemieślników i wojskowych. Do najwybitniejszych twórców architektury saskiej w Warszawie należeli: Joachim Daniel Jauch, Matthäus Daniel Pöppelmann, Carl Friedrich Pöppelmann, Johann Christoph von Naumann i Jan Zygmunt Deybel. W 1715 powstał Saski Urząd Budowlany w Warszawie, instytucja koordynująca prace architektoniczne i urbanistyczne, zrzeszająca światowej sławy saskich architektów i urbanistów. Powstaje wówczas śmiałe rozwiązanie przestrzenne tzw. Oś Saska, determinujące przez długi czas rozwój miasta w kierunku zachodnim. Wettynowie wznieśli w centrum stolicy Pałac Saski, który wraz z całym założeniem pałacowo-ogrodowym Ogrodu Saskiego był wyraźną manifestacją ich absolutystycznych dążeń. W tym okresie powstają też liczne budynki koszarowe w mieście i na przedmieściach, m.in. Koszary Mirowskie. W 1735 August III wzniósł na Saskiej Kępie letni pałacyk myśliwski, gdzie hucznie podejmował swoich gości. Pojawiają się także pierwsze latarnie olejowe w roku 1716 na czterech rogach ratusza na rynku Starego Miasta, po trzy w każdym.
W latach 1724–1731 z polecenia króla Augusta II wytyczono tzw. Drogę Kalwaryjską, prowadzącą od dzisiejszego placu Trzech Krzyży do Grobu Chrystusa niedaleko Zamku Ujazdowskiego. Było to założenie ostentacyjnie dewocyjne, wzdłuż drogi wzniesiono 28 kaplic. Z czasem droga ta zatraciła swoje pierwotne religijne oblicze, stając się zaczątkiem Alej Ujazdowskich.
W czasie panowania Augusta III w stolicy wzniesiono wiele budowli reprezentacyjnych w stylu sasko-francuskiego rokoka. W 1743 w tym stylu wschodnie skrzydło Zamku Królewskiego przebudował Johann Christoph Knöffel. W latach 1720–1730 Jakub Fontana przebudował w stylu późnego baroku Pałac pod Blachą. Jedną z najlepszych realizacji architektonicznych była przeprowadzona w latach 1754–1759 przebudowa pałacu Brühla.
Zbudowano wówczas też wiele ciekawych budowli sakralnych. W latach 1728–1761 Karol Bay wzniósł m.in. kościół Panien Wizytek, a Jakub i Józef Fontana dokonali przebudowy kościoła św. Krzyża.
W tym okresie powstaje wiele kolejnych jurydyk, szczelnym pierścieniem otaczając Stare Miasto i Nowe Miasto – dwa oddzielne organizmy miejskie stanowiące w tym czasie miasto Warszawę. Wciśnięte w organizm miejski Starej i Nowej Warszawy, jurydyki stały się ośrodkami wielkiej własności magnackiej, gdzie chronieni przez nią Żydzi i partacze nawiązywali zwycięską konkurencję ze zrzeszonym w cechach i gildiach kupieckich mieszczaństwem warszawskim. Z drugiej strony spowodowało to jednak znaczny rozwój gospodarczy miasta, połączony ze stałym wzrostem demograficznym. W 1720 kupcy francuscy Jakub Malherbe i Jakub Pellison założyli pierwszy w Warszawie dom handlowy, gdzie w towary luksusowe zaopatrywały się dwór królewski i dwory magnackie.
W 1742 marszałek wielki koronny Franciszek Bieliński stanął na czele powołanej w 1740 Komisji Brukowej, która zajęła się oczyszczeniem, reperacją i brukowaniem ulic warszawskich. Z jej polecenia zbudowano mosty na rzeczkach i ciekach wpadających do Wisły na terenach dzisiejszej Warszawy, dokonano też melioracji i wykopano kanały odwadniające zabagnione rejony stolicy. Ogółem położono bruki na powierzchni 118 371 m². W późniejszych latach pojawiły się także przy ulicach pierwsze latarnie. Do publicznego użytku wprowadził je w roku 1754 Jan Dulfus. W 1757 Franciszek Bieliński założył nową jurydykę Bielino. Główna oś tego założenia, ulica Bielińska (od 1770 Marszałkowska), stała się wkrótce główną arterią miasta na osi północ-południe.
W 1729 pijarzy warszawscy rozpoczęli wydawanie pierwszych polskich pism o zasięgu ogólnokrajowym: Kurier Polski i Uprzywilejowane Wiadomości z Cudzych Krajów. W 1740 pijar Stanisław Konarski założył Collegium Nobilium dla młodzieży szlacheckiej, pierwszą warszawską szkołę wyższą, kształcącą w duchu oświecenia. W 1747 bracia biskupi Józef Andrzej i Andrzej Stanisław Załuscy otworzyli dla publiczności jedną z największych ówczesnych bibliotek świata – Bibliotekę Załuskich.

### Warszawa stanisławowska

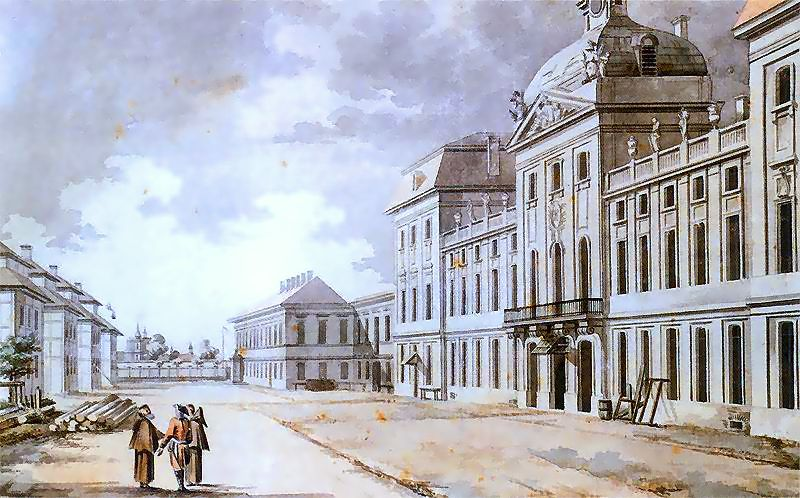
Szkoła Rycerska

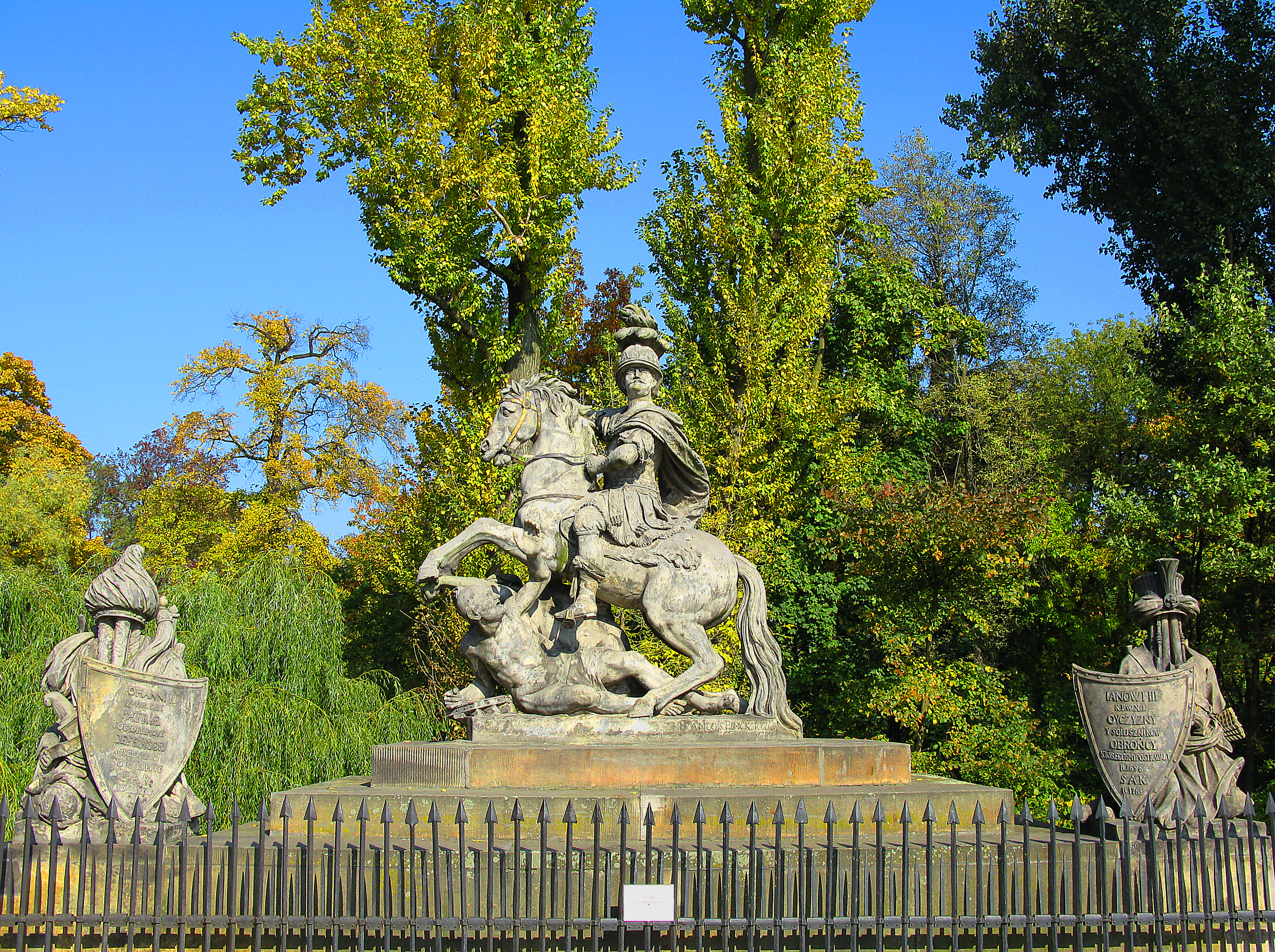
Pomnik Jana III Sobieskiego w Warszawie wzniesiony w 1788 roku

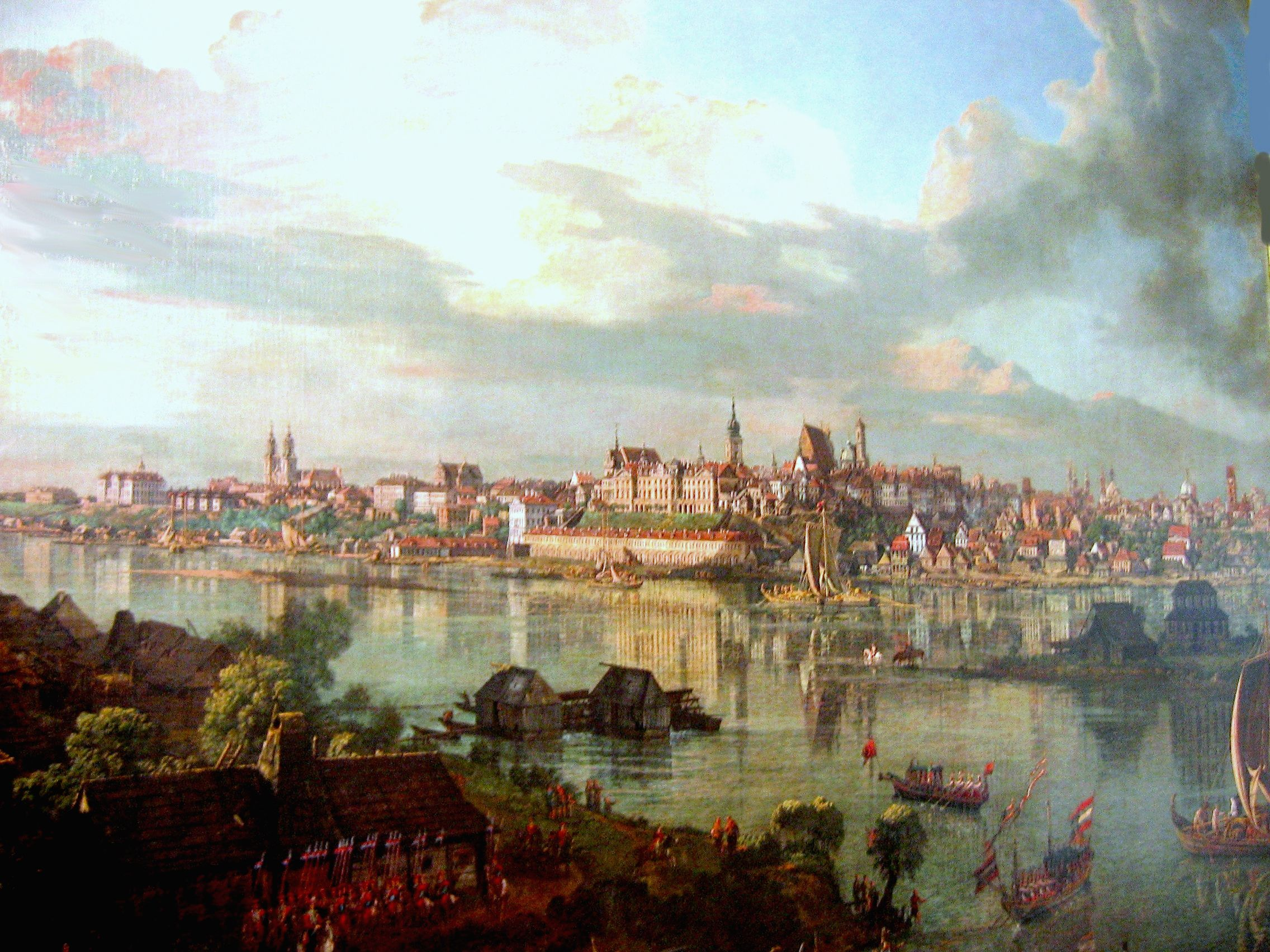
Widok Warszawy od strony Pragi w 1770 na obrazie Canaletta

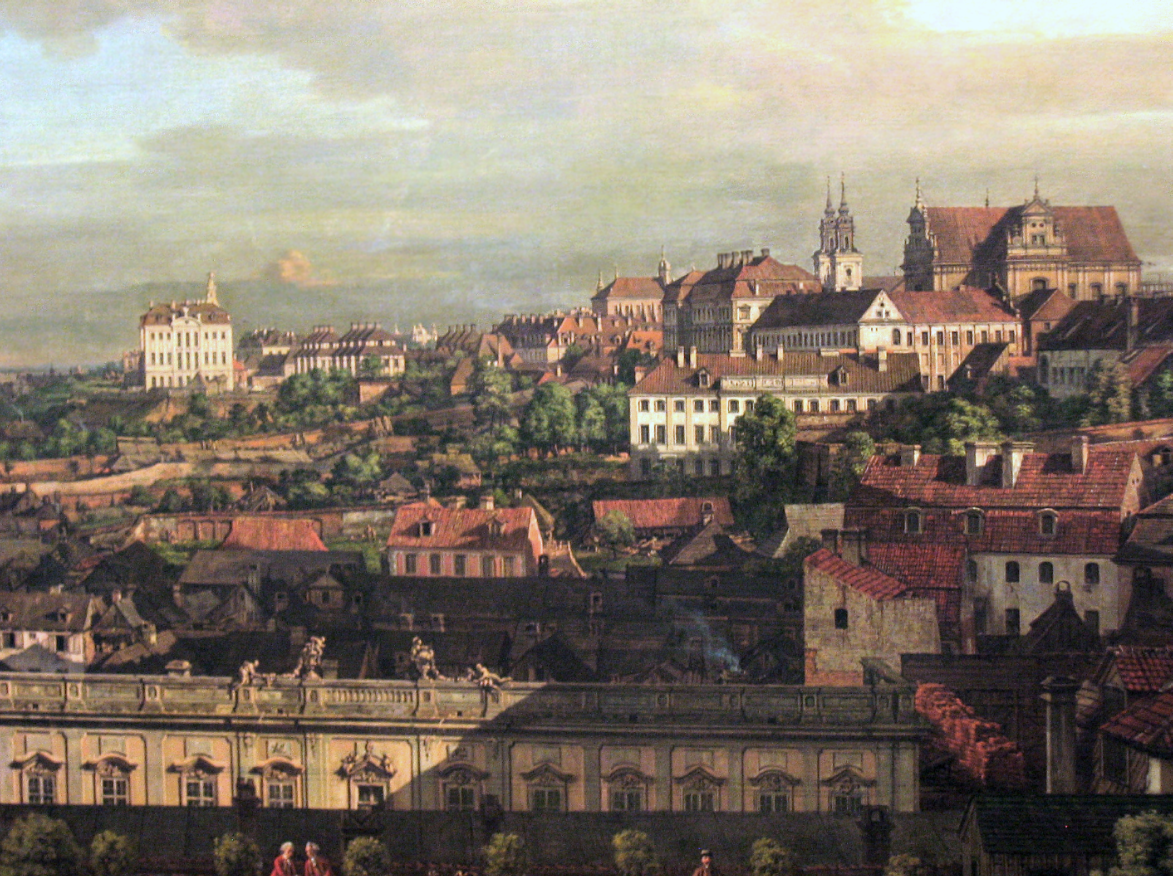
Widok Warszawy z tarasu Zamku Królewskiego w 1773 na obrazie Canaletta, fragment

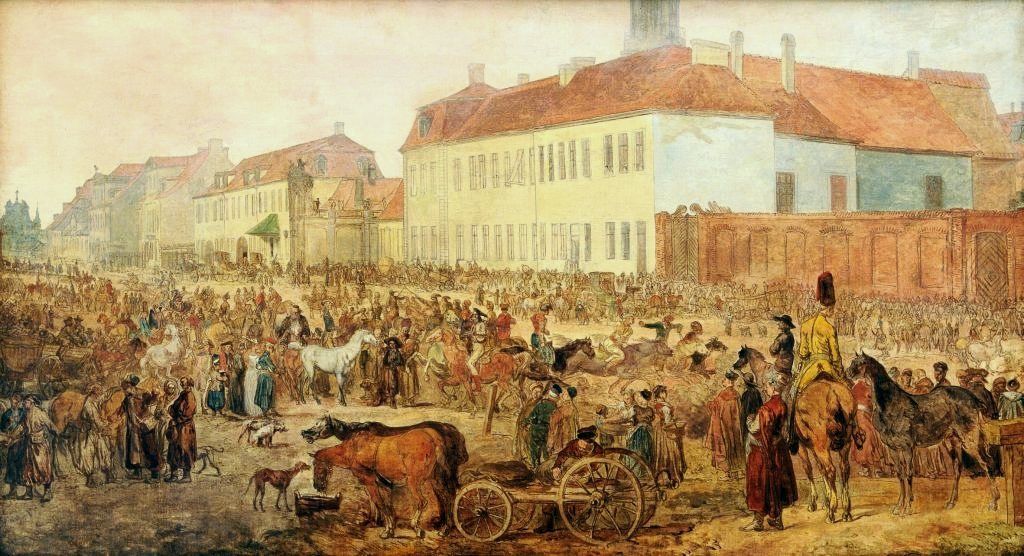
Jan Piotr Norblin, Targ na konie na ul. Królewskiej w Warszawie, 1791

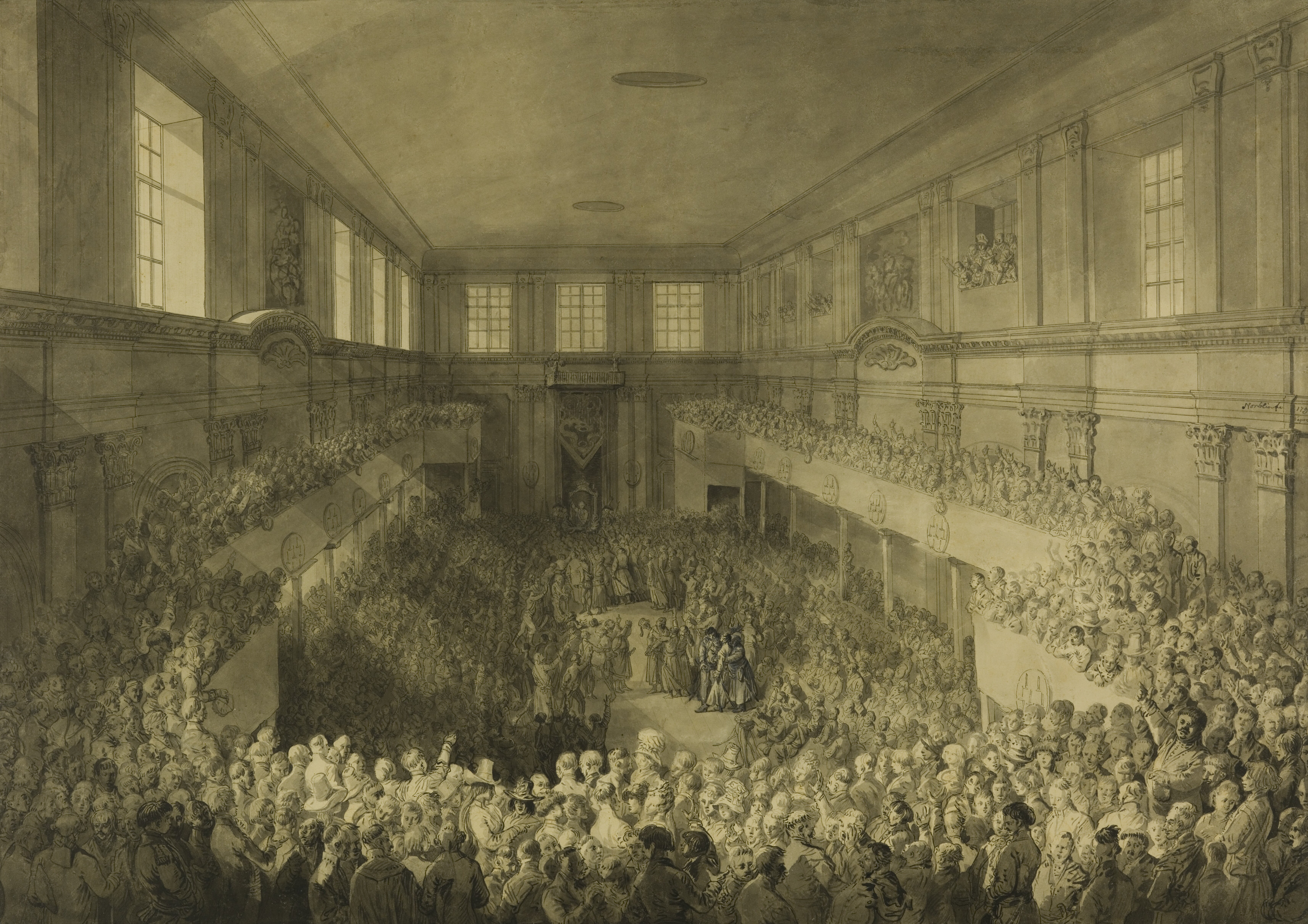
Zaprzysiężenie Konstytucji 3 maja, rysunek Jana Piotra Norblina

Plan Warszawy Rizzi Zannoniego z 1772 roku

Czasy rządów Stanisława Augusta Poniatowskiego to w dziejach Warszawy czas kontynuacji rozwoju przestrzennego i demograficznego miasta, które stało się widownią najważniejszych wydarzeń w czasie upadku I Rzeczypospolitej. Jednak niektórzy historycy podkreślają, że swoboda obyczajowa jaką prowadził dwór Stanisława Augusta przyczyniła się do demoralizacji społeczności Warszawy. Na 100 rekrutów 80 było zarażonych chorobą weneryczną zwaną chorobą warszawską.
W wyższych sferach towarzyskich zdarzało się wówczas, że biesiadnicy z powodu chorób wenerycznych pili zamiast wina wywary z ziół.
W 1764 dla poparcia elekcji Poniatowskiego w granice Rzeczypospolitej wkroczył korpus wojsk rosyjskich. Odtąd prawie nieprzerwanie do 1795 w stolicy stacjonował garnizon rosyjski.
7 września 1764, przy nielicznym udziale szlachty i zdecydowanym poparciu wojsk Katarzyny II (7 tysięcy żołnierzy) Stanisław Antoni Poniatowski został wybrany na króla Polski. 25 listopada 1764, arcybiskup gnieźnieński i prymas Polski Władysław Łubieński koronował go na króla Polski w kolegiacie św. Jana w Warszawie.
Powstały nowe jurydyki wzdłuż południowej części Nowego Światu. Na terenie zwierzyńca u stóp Zamku Ujazdowskiego powstał pawilon zwany Łazienką. W części środkowej pawilonu znajdowała się pokryta kopułą sala, przeznaczona na łaźnię, a wokół niej kilka pokoi. Sala-łaźnia wyłożona muszlami i kamykami symbolizowała grotę, której ściany zdobiły medaliony. Oryginalna architektura Łazienki wzbudzała zachwyty współczesnych. Ten właśnie pawilon rozbudował później Stanisław August, tworząc z niego piękny pałac Łazienkowski. W 1765 utworzony został Teatr Narodowy (w budynku operalni przy ul. Królewskiej), będący pierwszym polskim stałym teatrem zawodowym, prawie od początku swego istnienia związanym z Wojciechem Bogusławskim.
1 czerwca 1765 roku Stanisław August ustanowił pierwszą Komisję Dobrego Porządku dla Starej i Nowej Warszawy, która zajęła się administracją miasta. Intelektualiści polscy oraz środowisko artystyczne i literackie, gromadzili się na organizowanych przez króla tzw. „obiadach czwartkowych”, które stanowiły rodzaj nieoficjalnej instytucji kulturalnej i znacząco przyczyniły się do rozwoju literatury tamtego okresu. Spotkania te odbywały się cyklicznie w latach 1770–1777, zazwyczaj na Zamku Królewskim lub w Łazienkach.
W 1765 założono Szkołę Rycerską – uczelnię mającą kształcić kadry cywilne i wojskowe dla reformowanego państwa. W ramach reform oświatowych, w 1773 w Warszawie powołano Komisję Edukacji Narodowej (KEN), będącą pierwszym ministerstwem oświaty publicznej w Polsce (oraz pierwszą tego typu instytucją w Europie). W roku 1775 z inicjatywy KEN powstało również Towarzystwo do Ksiąg Elementarnych.
Na początku 1770 roku marszałek konfederacji wielkopolskiej w konfederacji barskiej Ignacy Skarbek-Malczewski podjął nieudaną próbę zdobycia Warszawy. Wraz z konfederacjami gostyńską, kujawską, sochaczewską i częścią poznańsko-kaliskiej, w łącznej sile ok. 4000 ludzi i 13 armat, niepostrzeżenie zbliżył się do stolicy. Pod Błoniem 11 lutego 1770 rozbił forpocztę 200 żołnierzy rosyjskich, ale w dniu następnym, poniósł pod Zawadami dotkliwą klęskę.
W 1770 wzniesiono wokół miasta wały, nazwane później okopami Lubomirskiego. Miały one wzmocnić kontrolę sanitarno-policyjną w obawie przed grasującą w Polsce dżumą, przez długie lata wyznaczając faktyczną granicę zabudowy miasta. Jednak właściwą przyczyną ich wzniesienia było zagrożenie atakiem ze strony konfederatów barskich, którzy zmagali się z wojskami Stanisława Augusta i wspierającymi je wojskami rosyjskimi. Wały obejmowały jurydyki, także na prawobrzeżu.
Po 1768 nastąpił w Warszawie wzrost osadnictwa Żydów, którzy założyli dużą gminę na Pradze. W 1702 powstała także osada żydowska w lewobrzeżnej części miasta tzw. Nowa Jerozolima, która w 1775 została zburzona (jej nazwa częściowo przetrwała w późniejszych nazwach rogatek Jerozolimskich i Alej Jerozolimskich). Komunikacja między prawo- i lewobrzeżną częścią Warszawy odbywała się promami, a zimą po lodzie. Dopiero w 1776 przy ul. Bednarskiej wybudowano, likwidowany na zimę, most na łodziach. W połowie lat 80. XVIII wieku stało już 2547 latarń przy głównych ulicach, bramach oraz przy prywatnych posesjach (przeważnie olejowe).
W latach 1788–1792 podjęto w Warszawie ostatnią próbę naprawy Rzeczypospolitej. Polskie mieszczaństwo wymogło na obradującym sejmie, zwanym Wielkim, pierwsze ustępstwa na rzecz polskiego trzeciego stanu. Duże znaczenie w przygotowaniu ustaw sejmowych miała wówczas Kuźnica Kołłątajowska. W 1789 Magistrat Warszawy zorganizował zjazd przedstawicieli miast królewskich, który wystosował petycję do króla, przekazaną mu w tzw. czarnej procesji. Uchwalone 18 kwietnia 1791 prawo o miastach, wpisane do ksiąg Starej Warszawy 21 kwietnia (na pamiątkę tego wydarzenia obchodzone jest od 1991 święto Warszawy) przekształciło Warszawę w nowoczesny ośrodek miejski, scalony pod jednym zarządem, m.in. likwidując prywatne jurydyki wokół miasta. Miasto zostało podzielone na cyrkuły. Na prawym brzegu był jeden – Praga, obejmujący Golędzinów, Pragę i Skaryszew – w obrębie wałów Lubomirskiego.
Przyjęcie przez Sejm Wielki reform wzmacniających państwo, a zwłaszcza Konstytucji 3 Maja, do której włączono prawo o miastach, ściągnęło na kraj rosyjską interwencję wojskową.

### Insurekcja kościuszkowska

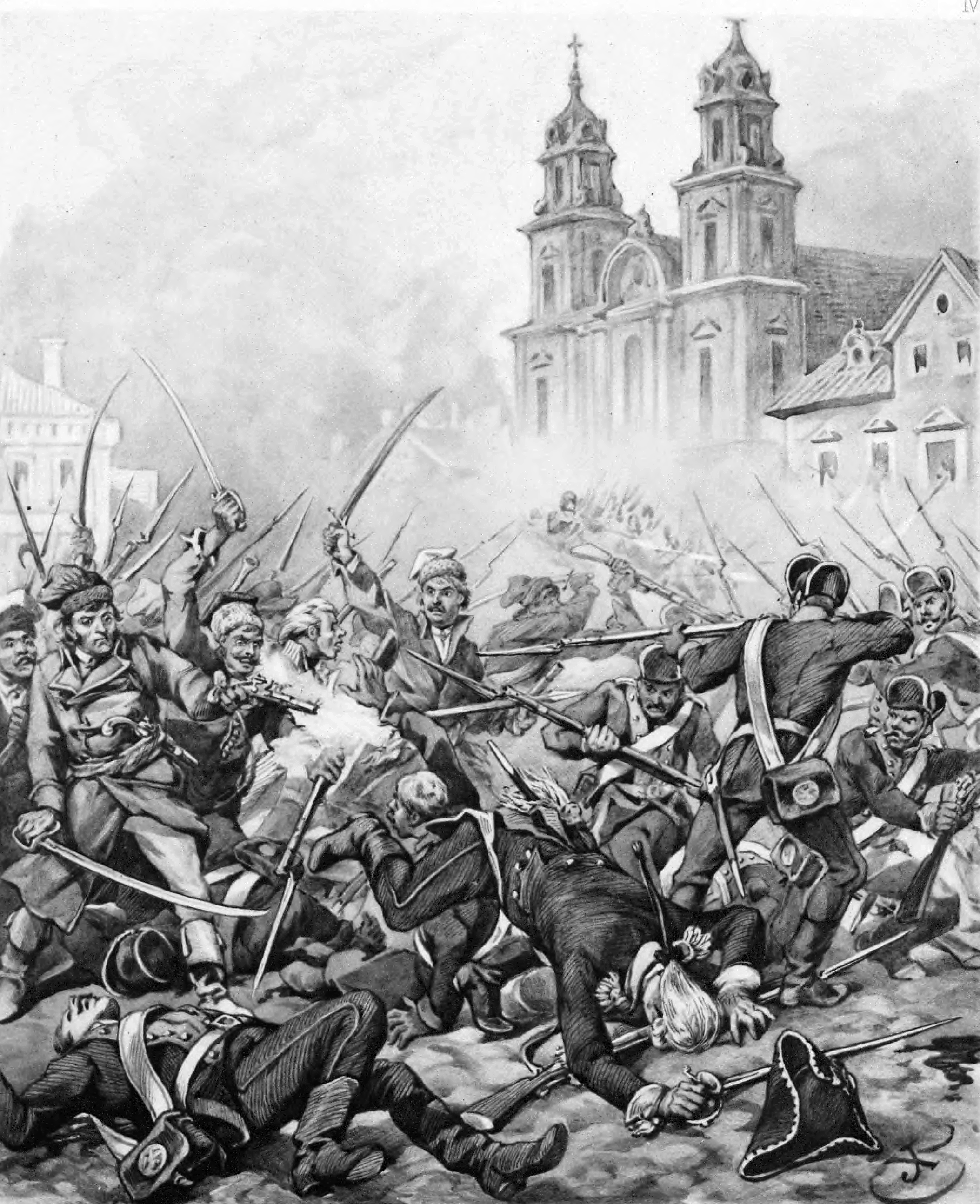
Insurekcja warszawska, akwarela Juliusza Kossaka

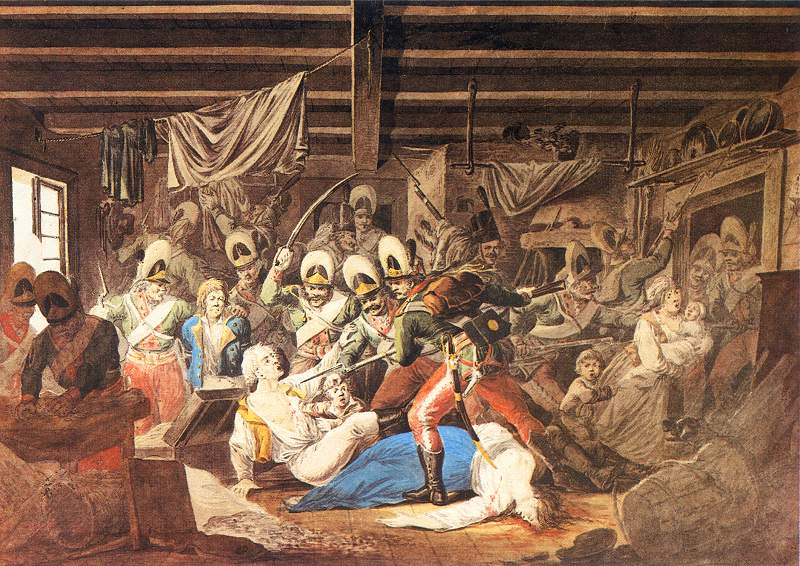
Rzeź Pragi przez armię rosyjską, akwarela Aleksandra Orłowskiego około 1810 roku

W dniu 24 marca 1794 rozpoczęło się powstanie kościuszkowskie, ogłoszone uroczyście w Krakowie. 17 kwietnia 1794 wybuchła insurekcja warszawska. Dużą rolę odegrał w niej warszawski szewc Jan Kiliński. Decydujące znaczenie miały bitwa piechoty na Krakowskim Przedmieściu koło kościoła św. Krzyża oraz odparcie przez lud warszawski uderzenia najsilniejszej kolumny wojsk rosyjskich koło Pałacu Saskiego. Pomimo zwycięstwa lewicy, w Warszawie powstał rząd o prawicowym charakterze – Rada Najwyższa Narodowa. Powszechny, bezpośredni udział warszawiaków w walkach zmusił wojska nieprzyjacielskie do odstąpienia od oblężenia Warszawy. Do kapitulacji miasta doprowadziły dopiero klęska Kościuszki pod Maciejowicami oraz rzeź Pragi dokonana 4 listopada 1794 na ludności cywilnej po jej zdobyciu przez Rosjan, dowodzonych przez Aleksandra W. Suworowa. Urzędnicy carscy zlikwidowali resztki urzędów centralnych, nakazali królowi podpisanie abdykacji i opuszczenie Warszawy. Miasto skapitulowało, a ostatni rozbiór Polski sprawił, że Warszawa zniknęła z politycznej mapy Europy, stając się prowincjonalną siedzibą jednego z departamentów Prus Południowych (zabór pruski 1795–1807). Liczba ludności z ponad 150 tys. podczas insurekcji kościuszkowskiej zmalała do 60 tys. W 1791 dokonano likwidacji jurydyk warszawskich, podporządkowując wszystkie osady jednolitej władzy miejskiej. W 1792 Warszawa liczyła 115 tys. mieszkańców.

## Warszawa w XIX wieku

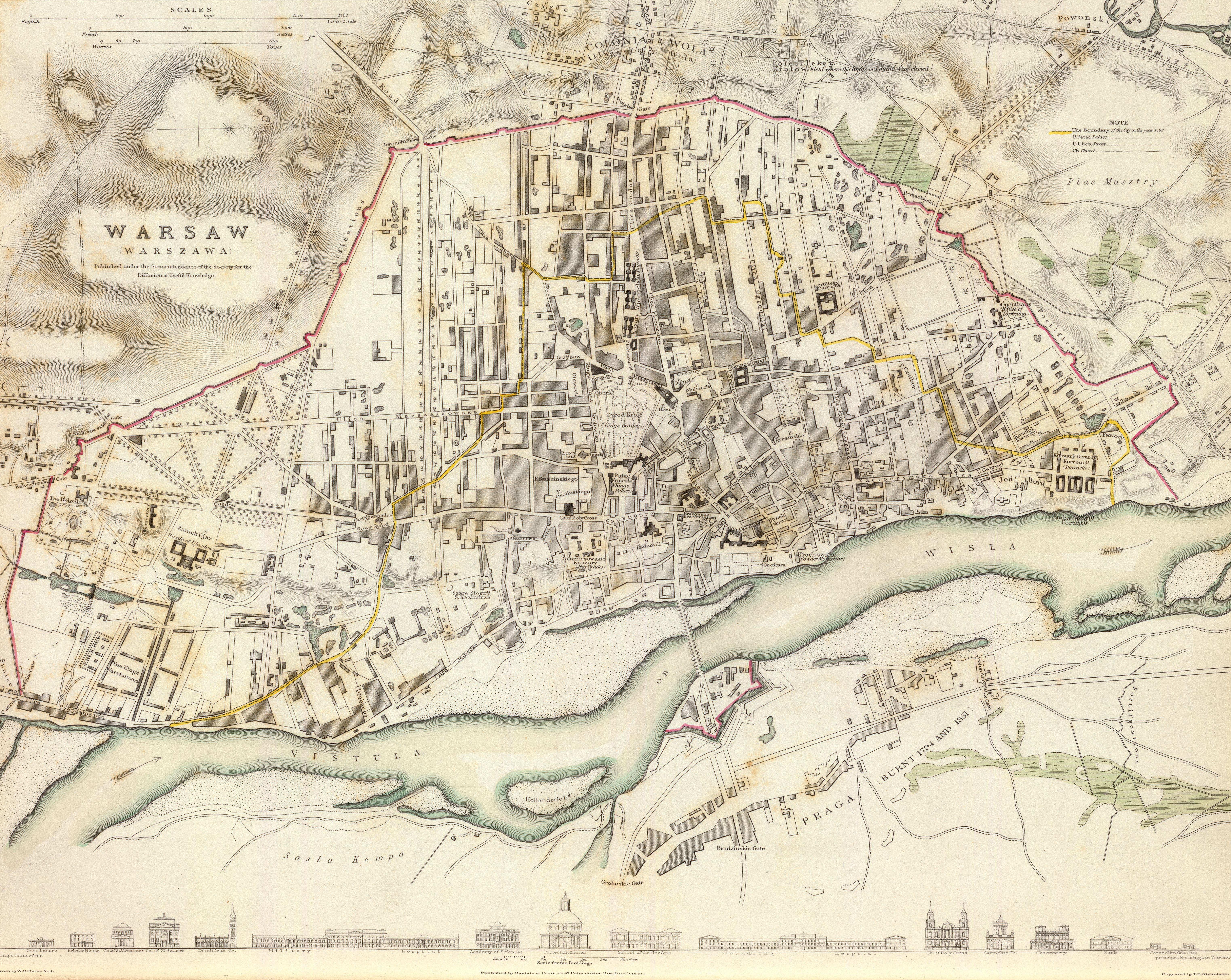
Plan Warszawy z 1831 z zaznaczoną na czerwono linią okopów Lubomirskiego – pierwszą linią umocnień

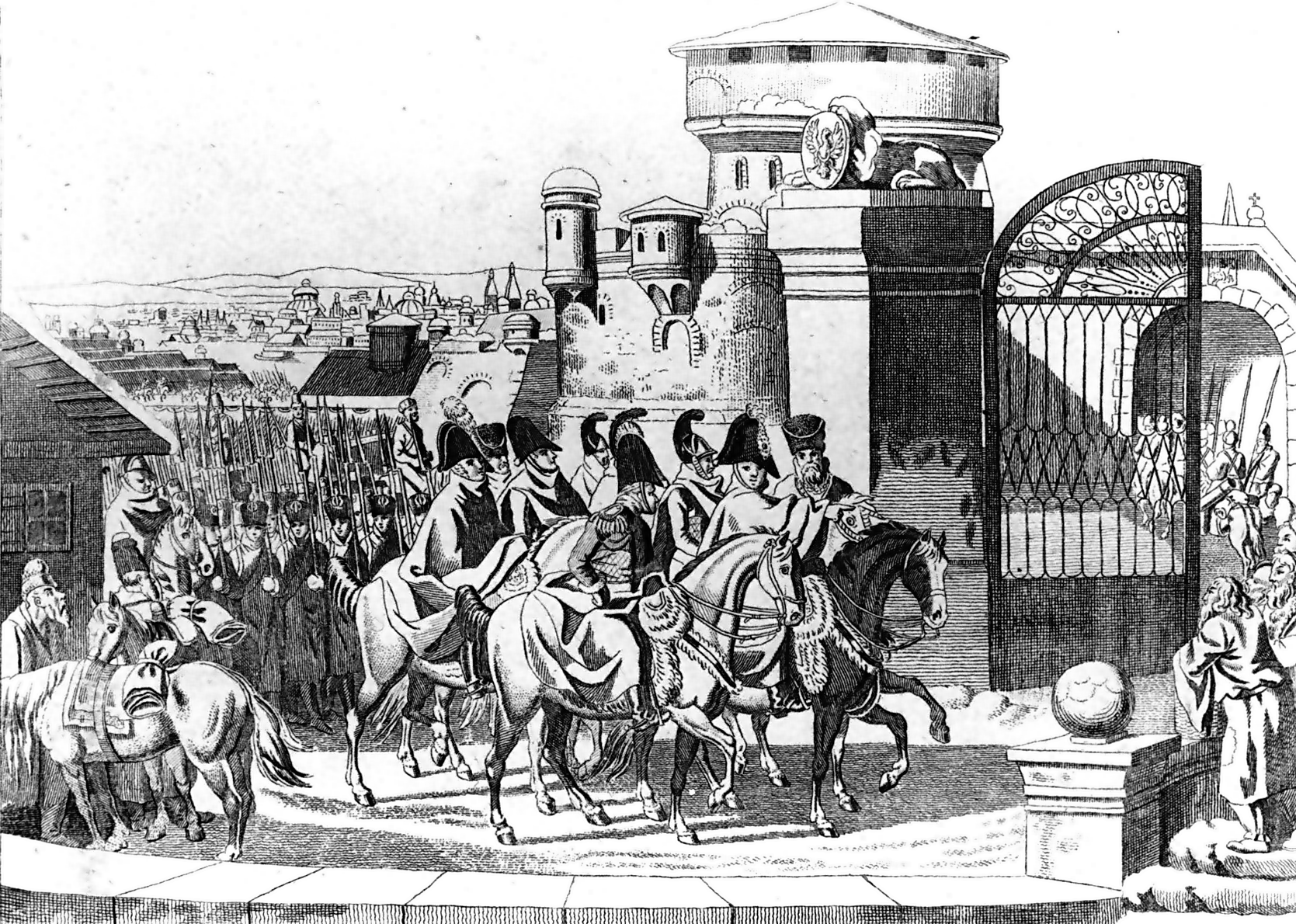
Wkroczenie wojsk rosyjskich do Warszawy w 1813

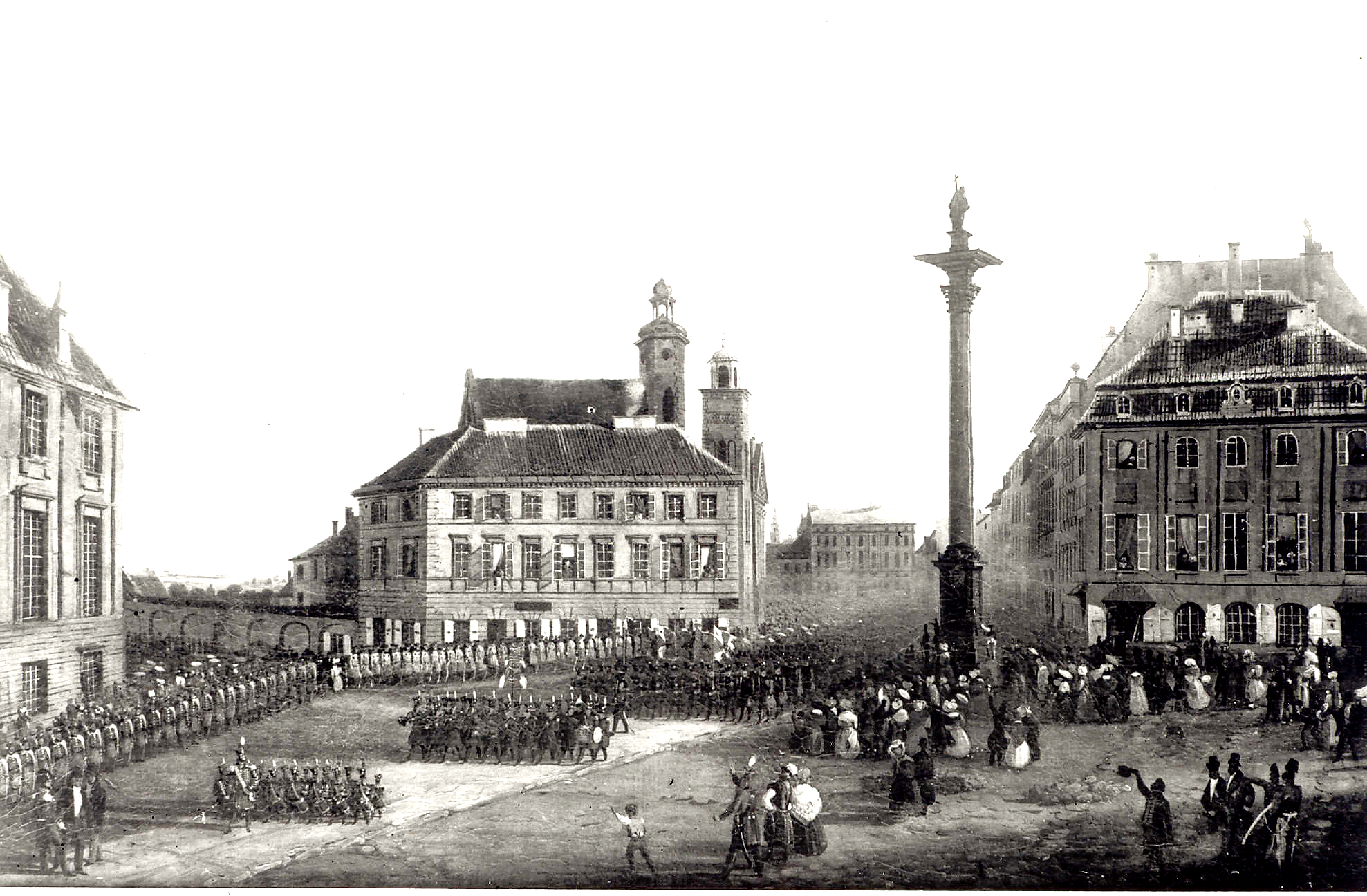
Plac Zamkowy w Warszawie, wprowadzenie na Zamek Królewski sztandarów i jeńców rosyjskich wziętych do niewoli w bitwach pod Wawrem i Dębem Wielkim w 1831, obraz Marcina Zaleskiego

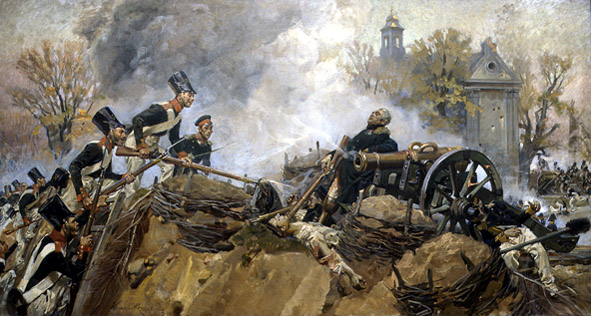
Gen. Sowiński na szańcach Woli, obraz Wojciecha Kossaka

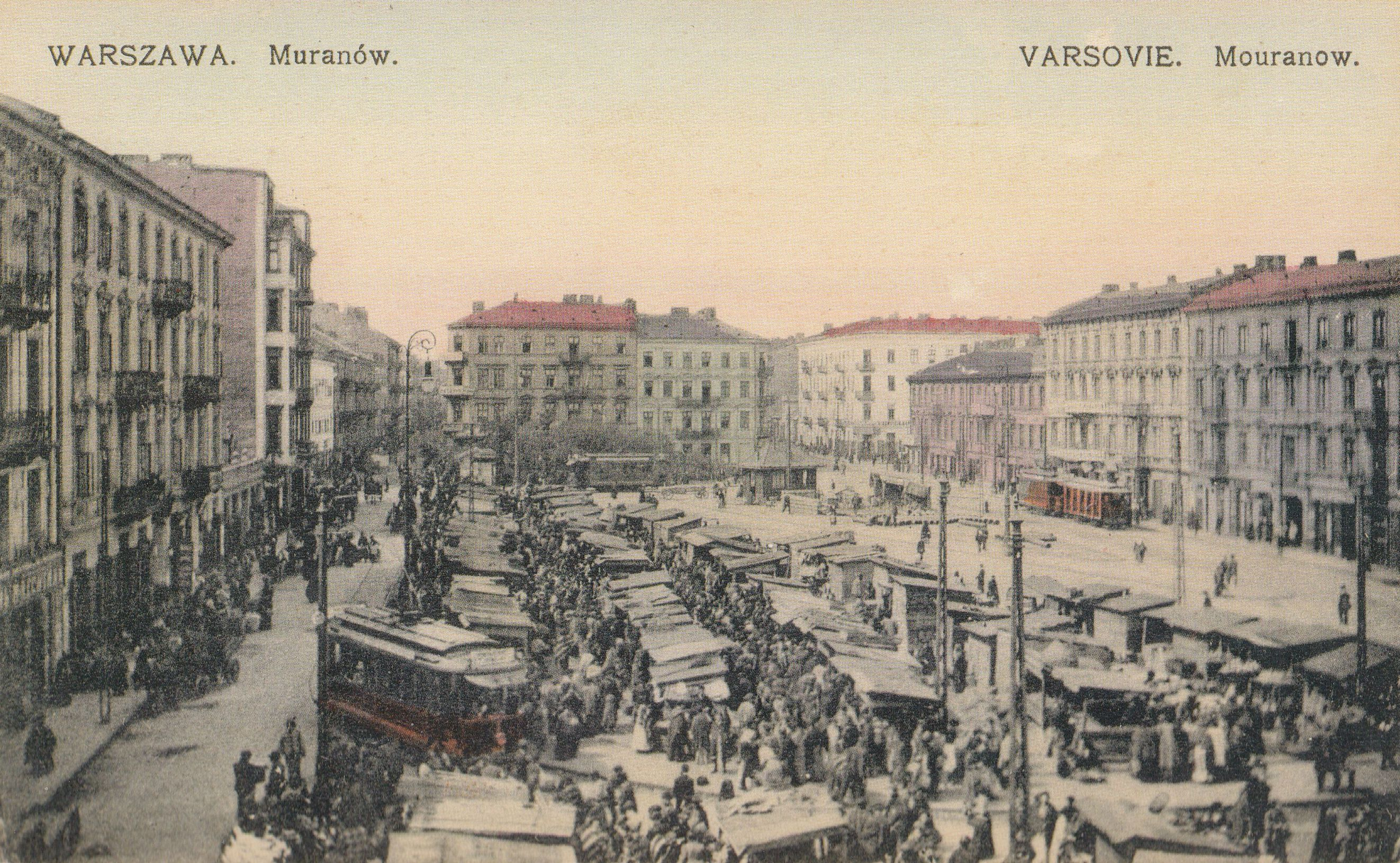
Plac Muranowski w zamieszkiwanej w większości przez ludność żydowską dzielnicy północnej

Atmosferę zniechęcenia i marazmu przerwały dopiero wieści o sukcesach cesarza Francuzów Napoleona i klęsce Prus. Wtedy też zbudowano twierdzę przyczółkową Praga, wokół której nakazano rozbiórkę wszystkiego w promieniu 850 m. Zniszczyło to znaczną część Pragi i cały Skaryszew. Jednak utworzone w 1807 buforowe Księstwo Warszawskie okazało się efemerydą i upadło wraz z klęską swego protektora.

Na kongresie wiedeńskim w 1815 utworzono, autonomiczne i związane z Rosją jedynie unią realną, tzw. Królestwo Kongresowe ze stolicą w Warszawie. Czas 30-lecia istnienia Królestwa Kongresowego spowodował okres szybkiego rozwoju kapitalizmu i industrializacji w Warszawie. Pojawiły się maszyny parowe – pierwsza na Solcu. Zaczęło powstawać wiele monumentalnych gmachów użyteczności publicznej takich jak ukończony w 1825 roku Pałac Komisji Rządowej Przychodów i Skarbu, monumentalny Teatr Wielki z 1833 roku, Pałac Staszica, Pałac Ministra Skarbu, Gmach Banku Polskiego i Belweder, przebudowano w stylu klasycystycznym obecny Pałac Prezydencki w Warszawie. Powstał drugi drewniany most na Wiśle łączący Żoliborz z Pragą północną. W tym okresie powstały Aleje Jerozolimskie. W 1816, dekretem Aleksandra I, powołany został Uniwersytet Warszawski z 5 wydziałami – teologii, prawa, medycyny, filozofii, nauki i sztuk pięknych.
Przez następne lata Warszawa pozostawała centrum życia narodowego, w mieście działały organizacje patriotyczne (m.in. Panta Koina, Związek Wolnych Polaków, Wolnomularstwo Narodowe oraz Towarzystwo Patriotyczne). W mieście koncentrowała się konspiracja przeciw zaborcy, powstawały także zaczątki ruchu rewolucyjnego. Patriotyczne środowiska warszawskie przygotowały kolejne powstania narodowowyzwoleńcze: 29 listopada 1830 wybuchło powstanie listopadowe, a w okresie 1863–1864 trwało powstanie styczniowe.

### Powstanie listopadowe
W czasie powstania listopadowego 1830 Warszawa była siedzibą władz powstańczych (Rząd Tymczasowy). W 1831 przez ponad 8 miesięcy wokół Warszawy koncentrowały się działania wojenne (m.in. bitwa pod Olszynką Grochowską, bitwa pod Wawrem, bitwa pod Białołęką). Celem ataku stała się również Warszawa, 6 września 1831 wojska rosyjskie dowodzone przez feldm. Iwana Paskiewicza, przystąpiły do ataku na Wolę. Podczas szturmu, broniąc umocnionej reduty nr 56, zginął gen. Józef Sowiński. Poetycko opisana przez Adama Mickiewicza, w wierszu Reduta Ordona, została obrona reduty nr 54.
W nocy 15/16 sierpnia 1831 r. (noc sierpniowa), w czasie gwałtownych wystąpień ludu warszawskiego, zamordowano w mieście kilkadziesiąt osób.
Po upadku powstania listopadowego zniesiono Sejm, wojsko polskie i konstytucję, konfiskowano dobra, więziono, zsyłano na Sybir, zamknięto Uniwersytet Warszawski i Towarzystwo Przyjaciół Nauk, w 1833 roku wprowadzono stan wojenny. Po stłumieniu powstania w 1831 roku zapadła decyzja budowy Cytadeli Warszawskiej, pełniącej funkcję twierdzy oraz więzienia dla patriotów polskich. Realizowano ją etapami od 1832 do 1863. Pod budowę wykupiono około 400 posesji zajmowanych przez 15 tysięcy osób. W Warszawie powstało także kilka cerkwi. W 1837 roku Warszawa utraciła tytuł miasta stołecznego.

### Powstanie styczniowe

Wojsko rosyjskie na ulicach Warszawy, stan wojenny 1861

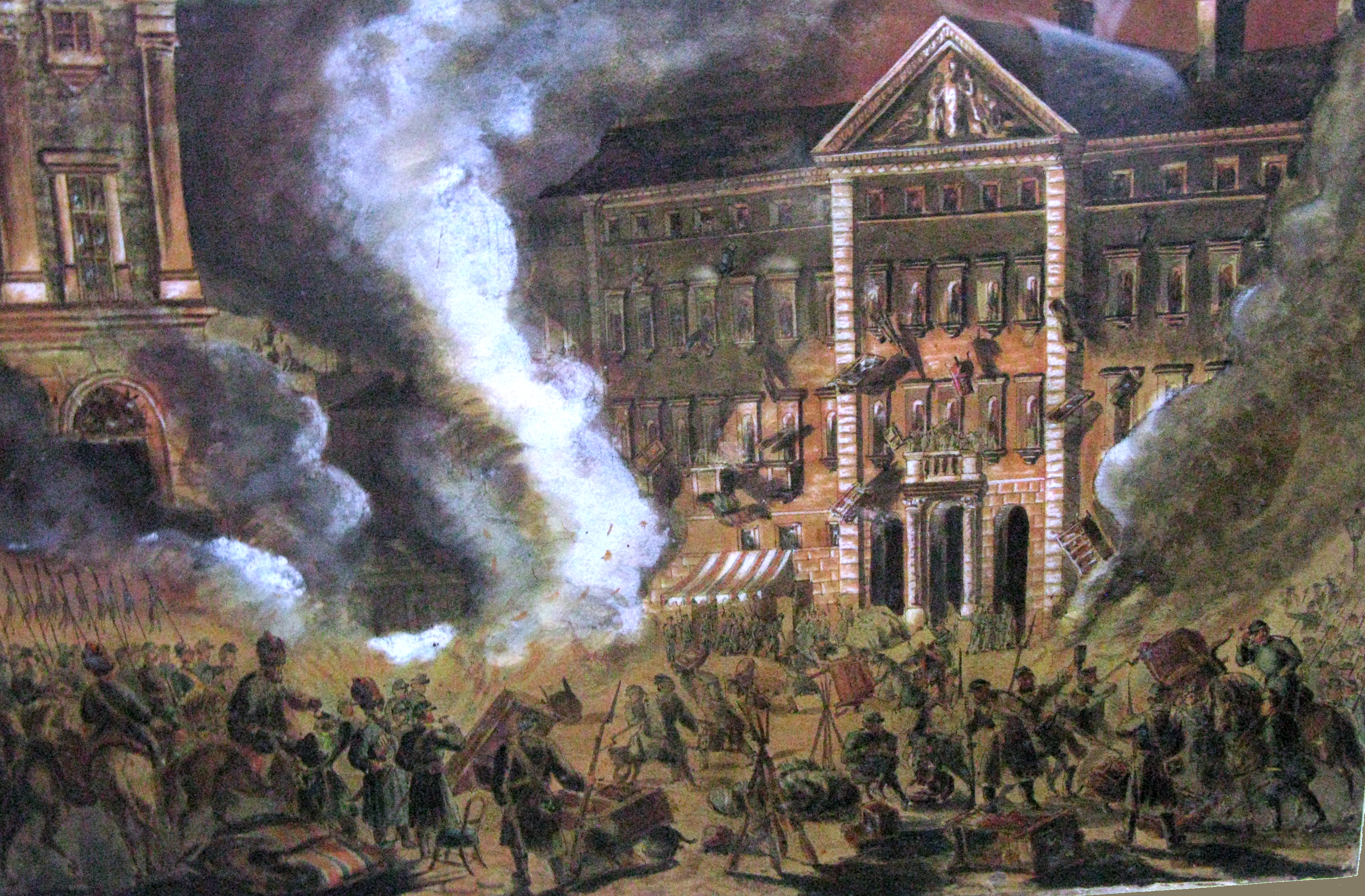
Demolowanie Pałacu Zamoyskich w Warszawie przez wojsko rosyjskie, po zamachu na namiestnika carskiego Berga w 1863

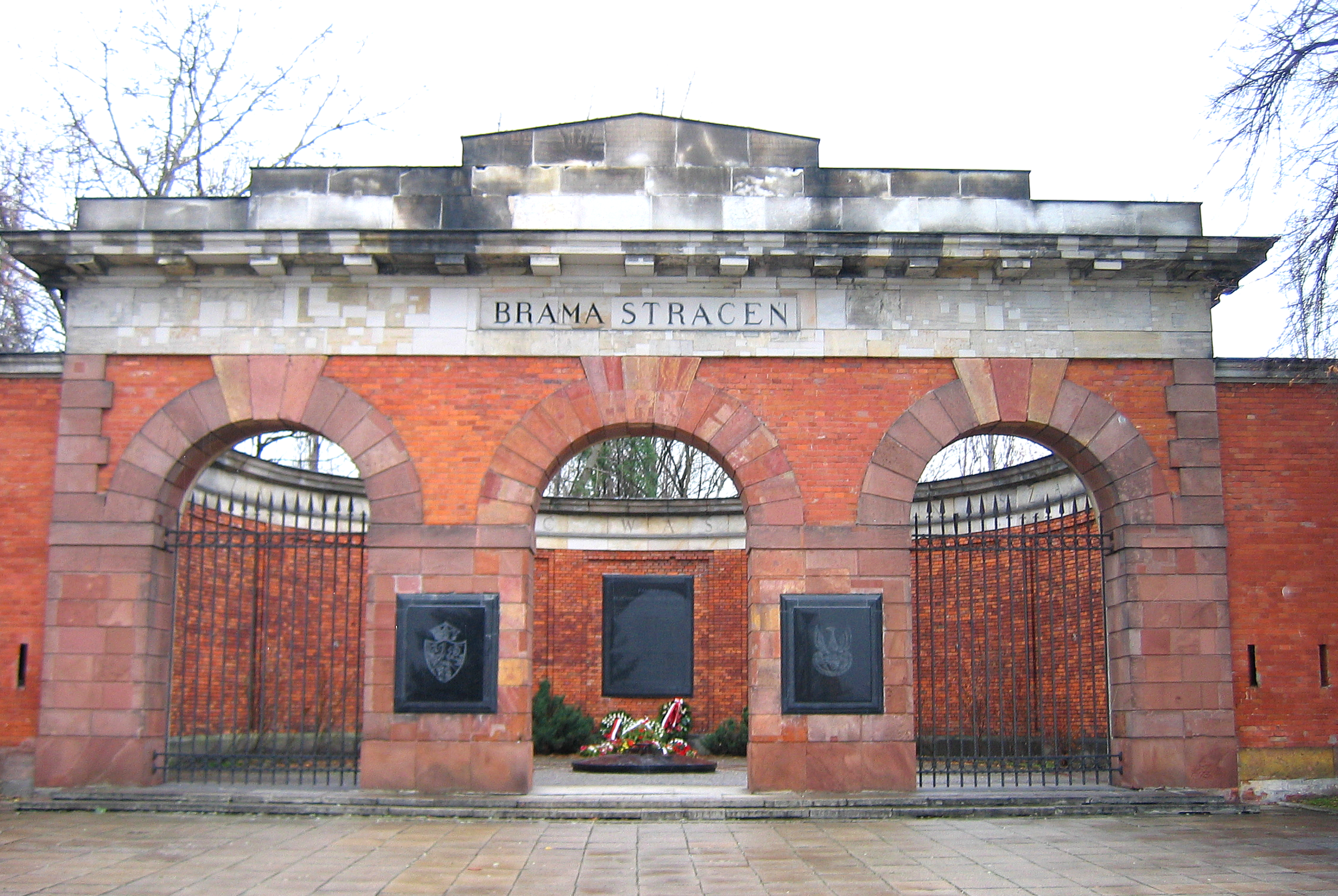
Brama Straceń Cytadeli Warszawskiej, przez którą wyprowadzano na miejsce straceń skazanych na śmierć przez powieszenie

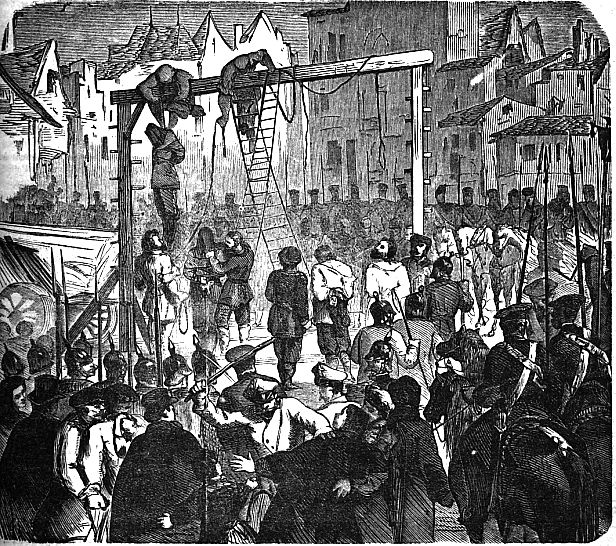
Wieszanie powstańców styczniowych w Warszawie

Powstanie styczniowe z przełomu 1863 i 1864, poprzedzone zostało serią manifestacji patriotycznych. 27 lutego 1861 roku w czasie manifestacji na Krakowskim Przedmieściu w Warszawie, Rosjanie krwawo stłumili protest zabijając 5 Polaków, uroczyście pochowanych w czasie pogrzebu pięciu poległych. Pogrzeb stał się jednocześnie wielką manifestacją polityczno-społeczną, w proteście przeciwko okupantowi rosyjskiemu. Od 23 stycznia 1863 Warszawa była siedzibą powstańczego Rządu Narodowego. Upadek powstania pod koniec 1864, został przyspieszony aresztowaniem w dniu 10 kwietnia 1864 jego przywódcy i dyktatora Romualda Traugutta. 5 sierpnia 1864 nastąpiła egzekucja Traugutta wraz z członkami Rządu Narodowego (Józefem Toczyskim, Romanem Żulińskim i Janem Jeziorańskim), na stokach Cytadeli Warszawskiej.
19 września 1863 polscy powstańcy dokonali nieudanego zamachu bombowego na rosyjskiego namiestnika Fiodora Berga, rzucając bombę z okien Pałacu Zamoyskich na Nowym Świecie. W odwecie Rosjanie wypędzili ponad 1000 mieszkańców pałacu, ograbili i zdemolowali budynek, jednocześnie wyrzucając na bruk i niszcząc oryginalny fortepian Fryderyka Chopina – w 1865 wydarzenie to zainspirowało Cypriana Norwida do napisania wiersza Fortepian Szopena.
Upadek powstania styczniowego spowodował eskalację represji i nasilenie rusyfikacji. Na placu Saskim stanął sobór prawosławny, który stał się symbolem carskiego panowania. W połowie XIX wieku nastąpił ponowny rozwój Warszawy. Ożywienie stosunków handlowych z Rosją zapoczątkowały zniesienie granicy celnej w 1851, oraz protekcyjna polityka rządu. Rozbudowywano jednocześnie infrastrukturę komunikacyjną, realizując w latach 1845–1848 Kolej Warszawsko-Wiedeńską. W 1862 oddano do użytku Kolej Warszawsko-Petersburską, w 1867 Warszawsko-Terespolską oraz w 1877 Nadwiślańską. W 1876 wybudowano także kolej obwodową, co uczyniło z Warszawy ważny węzeł komunikacyjny. Na wysokości Cytadeli Warszawskiej, zbudowano w 1875 pierwszy, a w 1908 drugi most kolejowy – nazwany następnie Mostem przy Cytadeli. W 1866 uruchomiono pierwszy tramwaj konny. Powstała ponadto sieć wąskotorowych kolejek dojazdowych, łączących miasto ze strefą podmiejską – w 1892 otwarto pierwszą linię kolejki na trasie: plac Unii Lubelskiej – Wilanów – Jeziorna – Piaseczno.

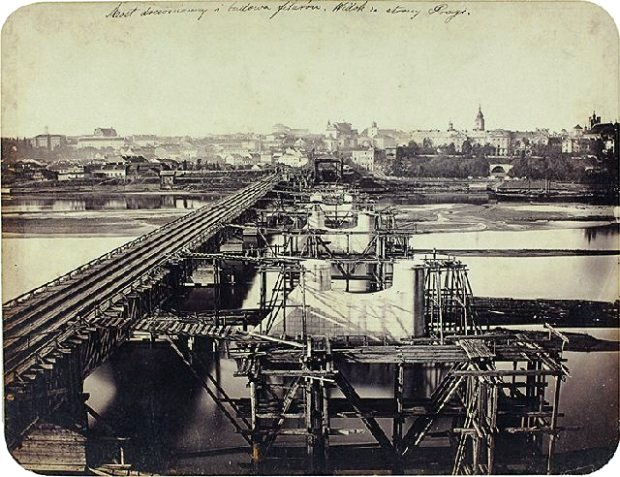
Budowa mostu Kierbedzia, 1862

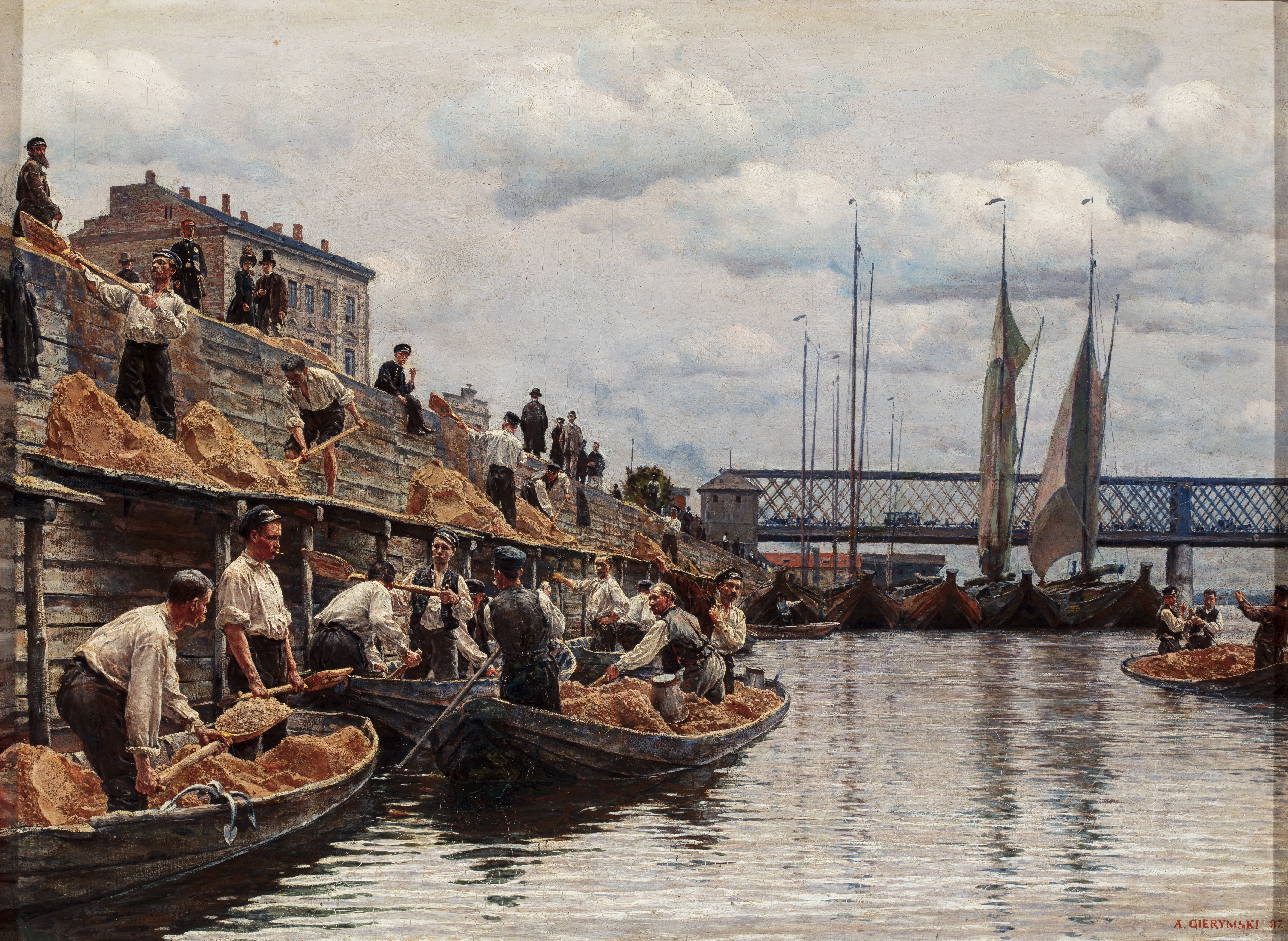
Mariensztat ok. 1880, obraz Aleksandra Gierymskiego Piaskarze

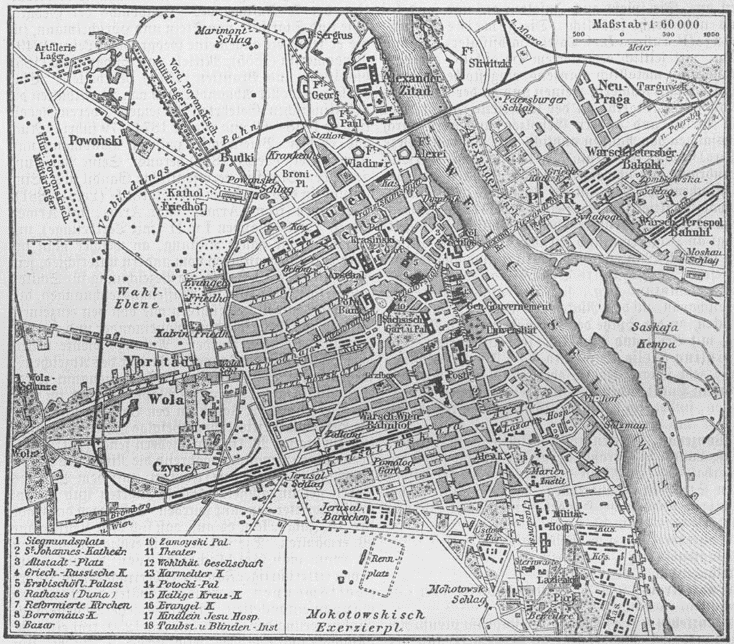
Plan Warszawy, Meyers Konversations-Lexikon z 1888

W tym okresie miał również miejsce rozwój urbanistyczny miasta. W latach 1839–1842 Adam Idźkowski dokonał przebudowy Pałacu Saskiego, ozdabiając go od frontu klasyczną kolumnadą. W 1855 rozpoczęto budowę Hotelu Europejskiego, będącego pierwszym wielkim hotelem warszawskim. Zamożni ludzie wznosili pałacyki wzdłuż Alej Ujazdowskich. Zaczęła działać nowo utworzona instytucja – Komitet do Ułożenia Planu Regulacyjnego miasta Warszawy – złożona z wybitnych architektów, czuwająca nad zewnętrznym wyglądem i wewnętrznym rozplanowaniem domów. W latach 1861–1864, według projektu Stanisława Kierbedzia, został zbudowany pierwszy stały most żelazny na kamiennych podporach. Most, łączący dwa brzegi Wisły, był jednym z najnowocześniejszych w ówczesnej Europie. Na jego filarach, zniszczonego przez Niemców w 1944, spoczywa obecnie konstrukcja mostu Śląsko-Dąbrowskiego.
Przystąpiono do odbudowy i rozbudowy Pragi, dotkliwie zniszczonej podczas insurekcji kościuszkowskiej, w czasach napoleońskich i w okresie powstania listopadowego. Aby przełamać niechęć do odbudowy tych przedmieść i zatrzymać odpływ mieszkańców, stosowano zachęty w formie przyznawania odszkodowań za spalone mienie, zwolnienia z płacenia podatków, udzielano specjalnych pożyczek. W latach 1853–1855 powstał nowy wodociąg warszawski obsługujący część śródmieścia, według projektu Henryka Marconiego. Od 1856 zaczęto na szerszą skalę stosować oświetlenie gazowe, w miejsce wcześniej stosowanych lamp olejowych. Dostawy gazu zapewniała wybudowana w tym samym roku Gazownia Warszawska. Rozwój telefonizacji zapewniała uruchomiona w 1881 pierwsza centrala telefoniczna.
Ucisk polityczno-kulturalny Warszawy nie sparaliżował jednak jej rozwoju gospodarczego. Pod koniec XIX i na początku XX wieku, Warszawa przekształciła się w poważny ośrodek przemysłu. Znajdowało się w niej 450 fabryk zatrudniających około 30 tys. robotników. Nastąpił proces kształtowania nowoczesnej metropolii. Rozwój przemysłu i reforma uwłaszczeniowa były głównymi czynnikami miastotwórczymi. Tradycyjny plebs Warszawy przekształcił się w klasę robotniczą. Liczba ludności Warszawy w 1882 wzrosła do ponad 380 tys.
Warszawa nie mogła jednak poszerzać swojego terytorium, gdyż otaczający ją podwójny pierścień fortów obronnych wraz z Cytadelą zakreślał nieprzekraczalne granice miasta. Doprowadziło to do tego, że Warszawa należała do najbardziej przeludnionych miast Europy w II połowie XIX wieku. W okresie 1864–1872 rozpoczęto budowę kanalizacji ogólnomiejskiej. W 1881 dzięki wysiłkom prezydenta Sokratesa Starynkiewicza przystąpiono do budowy nowoczesnych wodociągów i kanalizacji według projektu Williama Lindleya, które funkcjonują współcześnie. Od 1885 zaczęto instalowanie ogrzewania wodnego mieszkań i innych pomieszczeń.
Jednocześnie był to okres silnej rusyfikacji. Zlikwidowano wiele szkół, a w pozostałych usunięto całkowicie język polski. Patriotyczne kręgi inteligencji przeciwstawiały się temu, organizując tajne nauczanie, prowadzone na wszystkich poziomach. Jednym z wykładowców (często wybitnych uczonych, literatów i studentów), był wtedy student weterynarii Stefan Żeromski, prowadzący tajne komplety wśród robotników i rzemieślników. Spis ludności z 1882 wykazał, że Warszawa była miastem analfabetów. Wykształcenie elementarne posiadało 46,1%, średnie 6,5% a wyższe tylko 1,9%. Dało się jednak zauważyć renesans w kulturze.
W 1900 istniejące już od 1860 Warszawskie Towarzystwo Zachęty Sztuk Pięknych otrzymało własny gmach. Wydarzeniami kulturalnymi były występy gościnne polskiej aktorki Heleny Modrzejewskiej, która przedstawiała swoje pełne zaangażowania interpretacje utworów artystycznych, a także deklamowała publicznie zakazane przez cenzurę wiersze. Entuzjastyczne przyjęcie i owacje publiczności spowodowały restrykcje władz carskich, uniemożliwiając artystce powrót do Warszawy.

## Warszawa w XX wieku

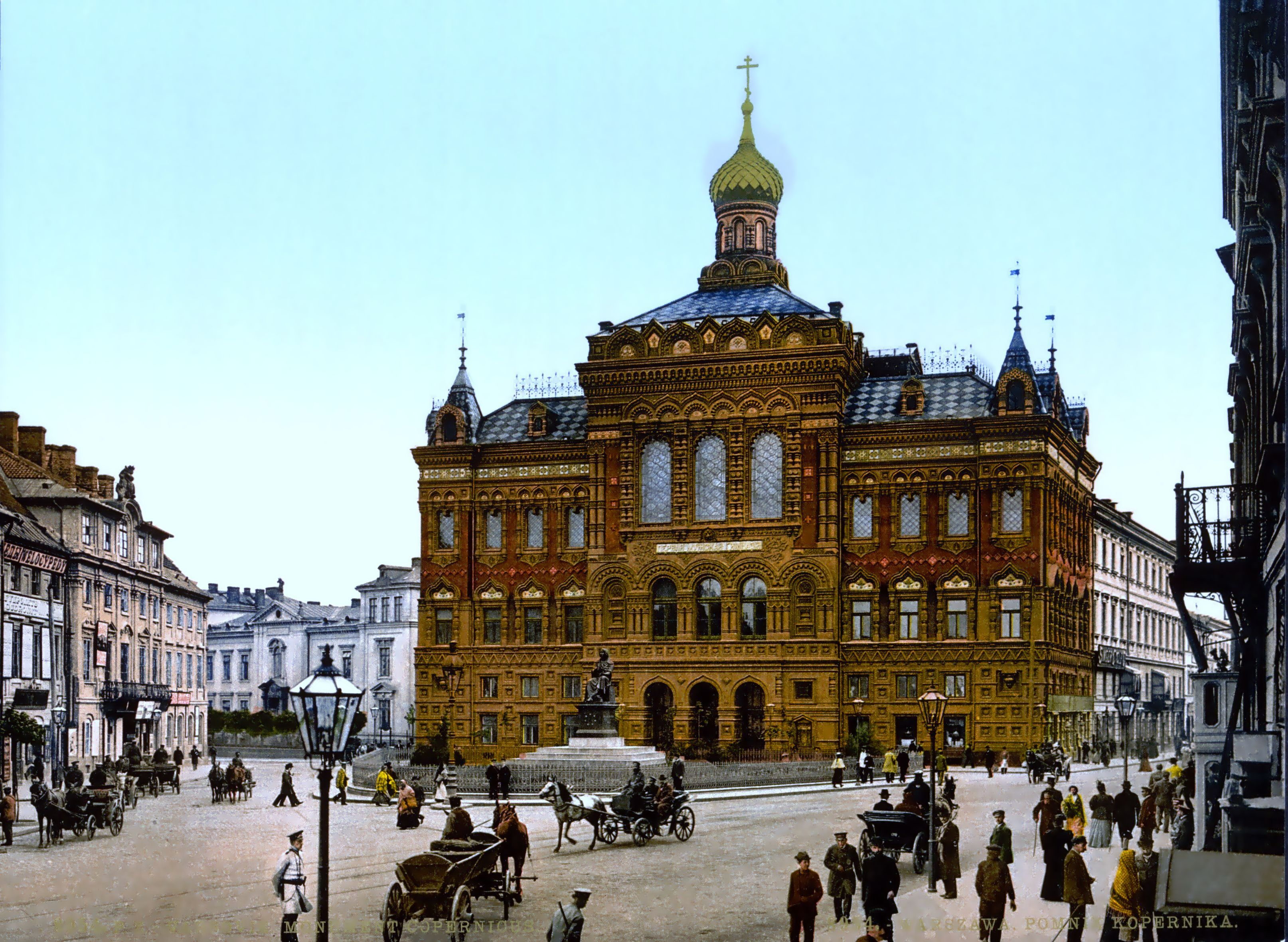
Fasada Pałacu Staszica w stylu bizantyjsko-rosyjskim jako przykład rusyfikacji architektury Warszawy

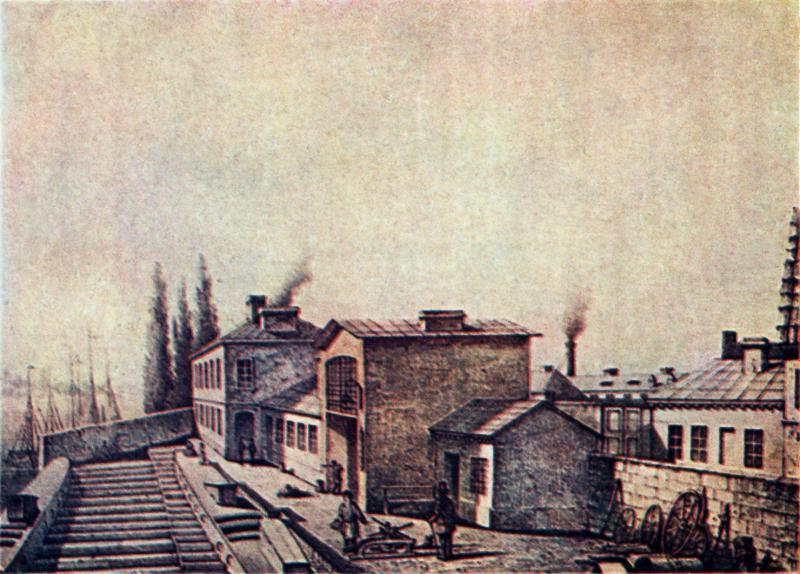
Zakłady żeglugi parowej na Solcu

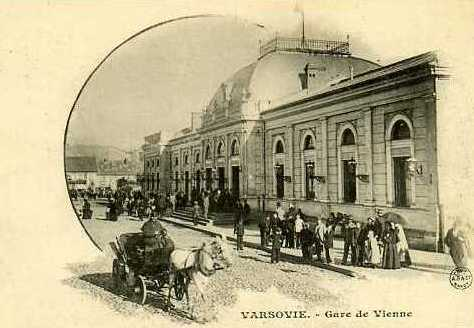
Pawilon Południowy dworca Wiedeńskiego, 1900

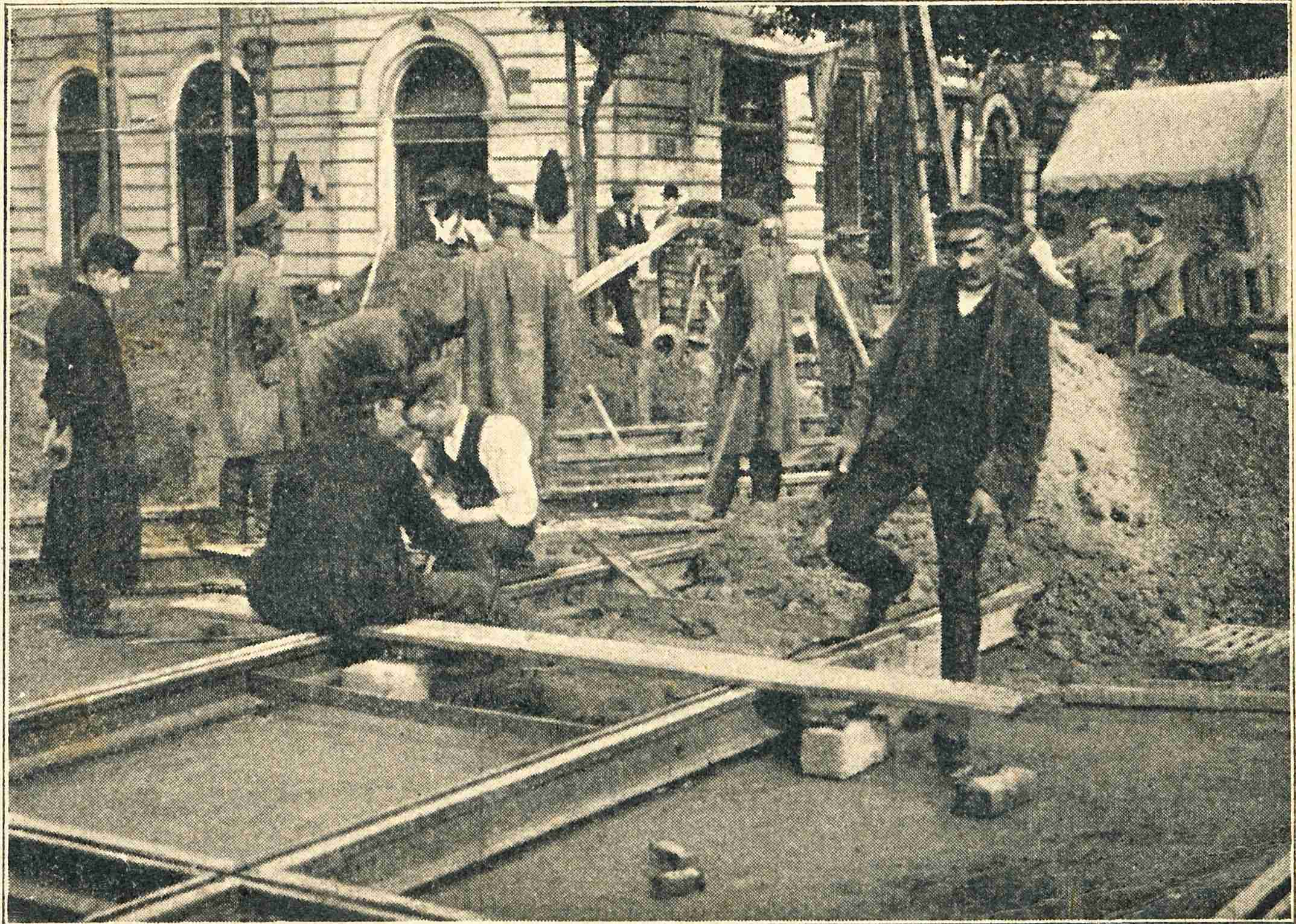
Roboty przy zakładaniu trakcji tramwajów elektrycznych przy rogu Marszałkowskiej i Al. Jerozolimskich w 1907 roku

Warszawa popowstaniowa, mimo wielostronnej działalności władz zaborczych zmierzających do przekształcenia jej w prowincjonalny ośrodek gubernialny, nie przestała pełnić funkcji stolicy narodu. Ze składek w 1900 roku rozpoczęto budowę ze środków polskich mieszkańców gmachu Filharmonii, a rok później ukończono budowę Hotelu Bristol. Krwawa niedziela w Petersburgu w 1905 odbiła się szerokim echem w Warszawie. Zaowocowało to falą strajków, a w efekcie rewolucją 1905–1907, która wywołała w Warszawie przede wszystkim wielki ferment myślowy, bunt przeciwko moralnej obłudzie i bezideowości konserwatywnej części społeczeństwa oraz ostry autokrytycyzm i afirmację ruchu rewolucyjnego.
Zwiększające się zapotrzebowanie na energię elektryczną zaspokajała uruchomiona w 1904 Elektrownia Warszawska, będąca pierwszą dużą elektrownią w mieście. Dostępność elektryczności spowodowała pojawienie się na ulicach w roku 1906 pierwszych elektrycznych latarni, a w 1908 pierwszych linii tramwajów elektrycznych. W latach 1904–1914 trwała budowa mostu i wiaduktu im. księcia Józefa Poniatowskiego zwanego wówczas III mostem lub mostem Poniatowskiego. W 1908 roku powstał również pierwszy warszawski wysokościowiec wzniesiony dla szwedzkiego Towarzystwa Akcyjnego Telefonów „Cedergren” (od 1922 nazywany PASTą).
Ważny dla Warszawy był rok 1911. W wyniku przegranej przez Rosję wojny z Japonią i rewolucji w 1905 dnia 16 sierpnia car Mikołaj II podpisał rozporządzenie o likwidacji Twierdzy Warszawa. 9 września władze Warszawskiego Okręgu Wojskowego otrzymały rozkaz Głównego Zarządu Inżynierii o zniesieniu ograniczeń budowlanych na esplanadach fortecznych. Ograniczenia w zabudowie, które powodowały, że zabudowa miasta mieściła się praktycznie w granicach okopów Lubomirskiego zostały zniesione i przystąpiono do stopniowej likwidacji umocnień.

### I wojna światowa

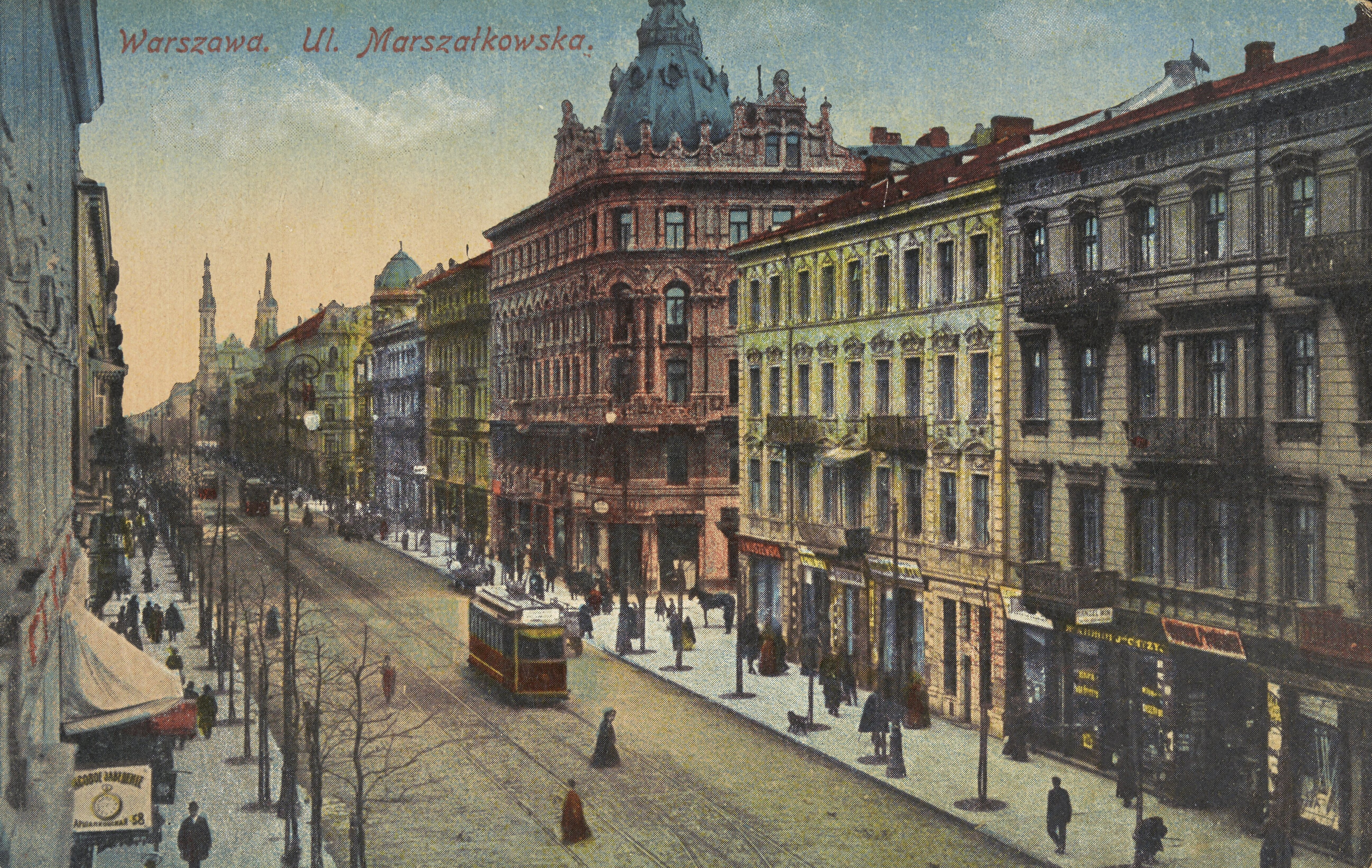
Główna ulica Warszawy – Marszałkowska z tramwajami

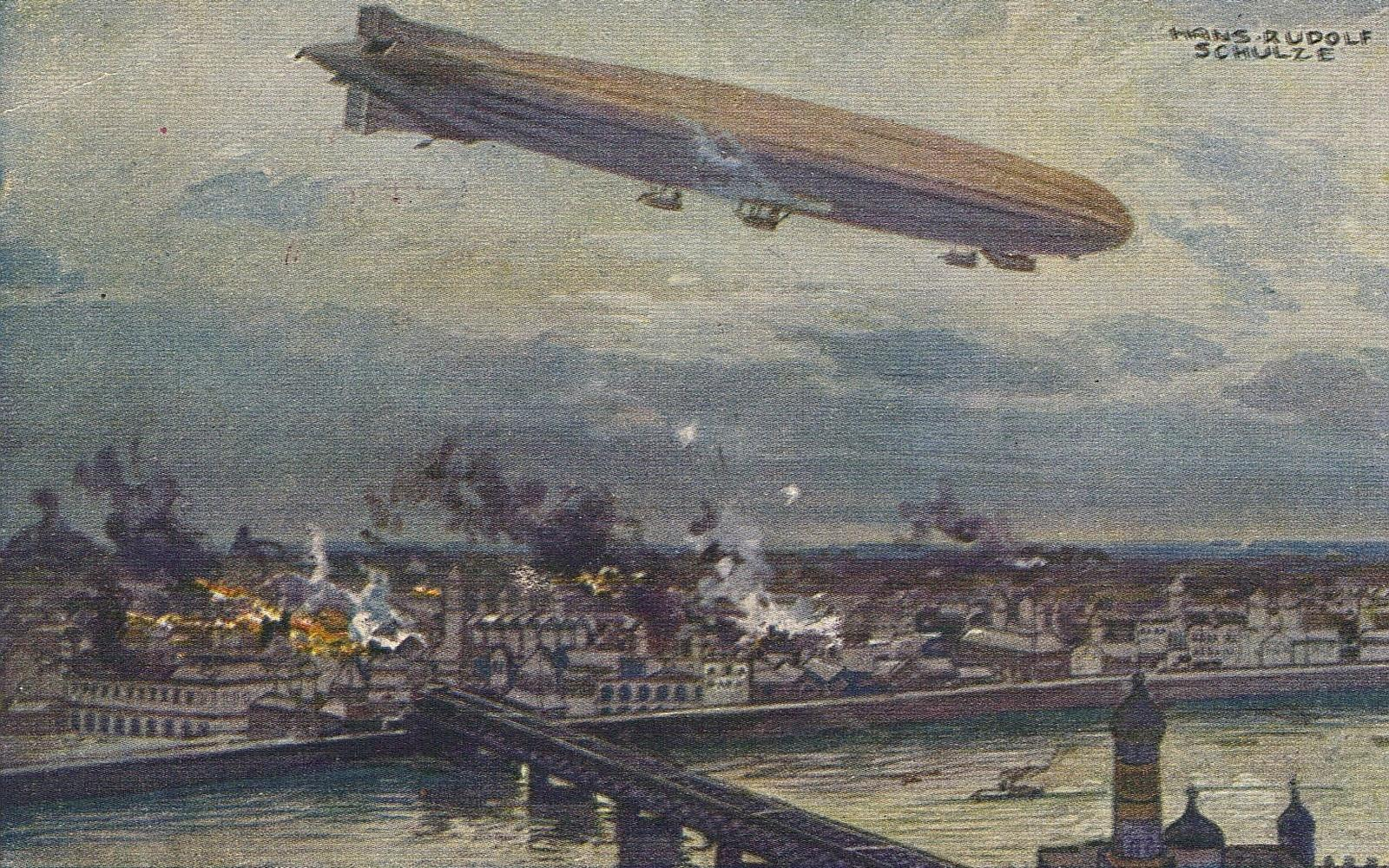
Niemiecki sterowiec SL2 bombardujący Warszawę w 1914

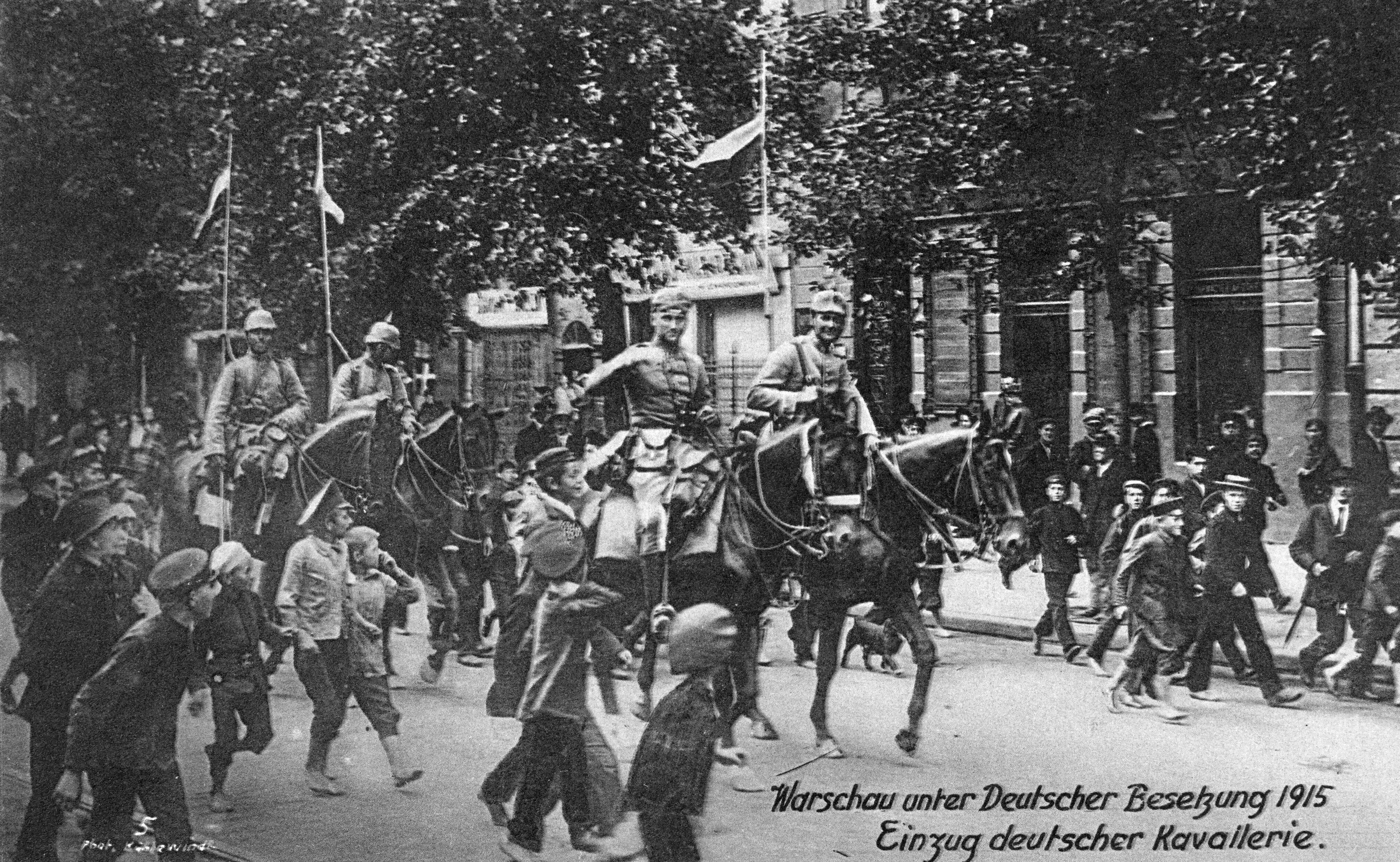
Wkroczenie kawalerii niemieckiej do Warszawy, 5 sierpnia 1915

Wybuch I wojny światowej zaktywizował społeczeństwo warszawskie. Już 3 sierpnia 1914 został powołany do życia Komitet Obywatelski, za zgodą Rosjan 10 listopada 1914 przekształcony w Centralny Komitet Obywatelski (CKN), który w miarę zbliżania się wojsk niemieckich do stolicy przejmował coraz więcej agend magistratu oraz władz rządowych. Komitet Obywatelski miał duże znaczenie dla ówczesnej Warszawy, oprócz spraw administracyjnych, zajmował się opieką nad ludnością cywilną – w tym celu powołano osobne wydziały z sekcjami: Żywnościową, Lekarską, Finansową, Kobiecą, Pośrednictwa Pracy, Prawną, Informacyjno-Prasową i Pomocy dla Rezerwistów. 1 sierpnia 1915 Rosjanie opuścili Warszawę po stu latach obecności, burząc mosty i niszcząc obiekty o znaczeniu strategicznym. Ewakuacja przez Rosjan zakładów przemysłowych i niszczenie przez nich zapasów surowcowych, pogorszyły sytuację ekonomiczną miasta.
6 sierpnia 1915 Komitet Obywatelski powołał Zarząd Miasta Warszawy. 21 listopada 1915, z inicjatywy Komitetu Obywatelskiego, Zarząd Miasta Warszawy podjął historyczną decyzję nadającą Warszawie rangę miasta stołecznego. Od końca 1915 reaktywowano stołeczne szkolnictwo, otwierając polskie uniwersytety, politechniki i uczelnie. Pod koniec 1915 wznowiono działalność Politechniki Warszawskiej, a w latach 1915–1918 także Wyższej Szkoły Handlowej i SGGW.
8 kwietnia 1916 generał-gubernator Hans Hartwig von Beseler wydał rozporządzenie zwiększające (od 1 kwietnia tego roku) ponad trzykrotnie powierzchnię miasta, z 3273 do 11 483 ha (bez Wisły, z rzeką – do 12 100 ha). Do miasta przyłączono w całości dwie gminy: Mokotów i Czyste, a także Czerniaków i Siekierki (z gminy Wilanów), folwark Rakowiec (z gminy Pruszków), Młociny, Kaskadę, Marymont, Potok i Powązki (z gminy Młociny), Pelcowiznę, Ustronie, Nowe Bródno, Targówek i Utratę (z gminy Bródno) oraz Grochów I, Grochów II i Kępę Gocławską (z gminy Wawer). Decyzja ta miała istotne znaczenie dla dalszego rozwoju urbanistycznego miasta.
Od 6 sierpnia 1915 do 11 listopada 1918 Warszawa była okupowana przez wojska niemieckie. Na wieść o rewolucji w Niemczech, 8 listopada 1918 gubernator Hans von Beseler potajemnie opuścił Warszawę. 10 listopada 1918 o godz. 7 rano, w Warszawie pojawił się komendant Legionów Polskich Józef Piłsudski, wysiadając z pociągu z Berlina na Dworcu Warszawsko-Wiedeńskim. Stało się to wezwaniem do rozbrojenia Niemców oraz usuwania widocznych na ulicach śladów ich obecności.
11 listopada 1918 Rada Regencyjna przekazała Piłsudskiemu władzę wojskową w Warszawie (14 listopada 1918 również pełnię władz cywilnych w stolicy) i naczelne dowództwo sił zbrojnych. Dzień 11 listopada 1918, który w 1937 został ustanowiony Narodowym Świętem Niepodległości, stał się tym samym symbolicznym początkiem niepodległej II Rzeczypospolitej.

### II Rzeczpospolita

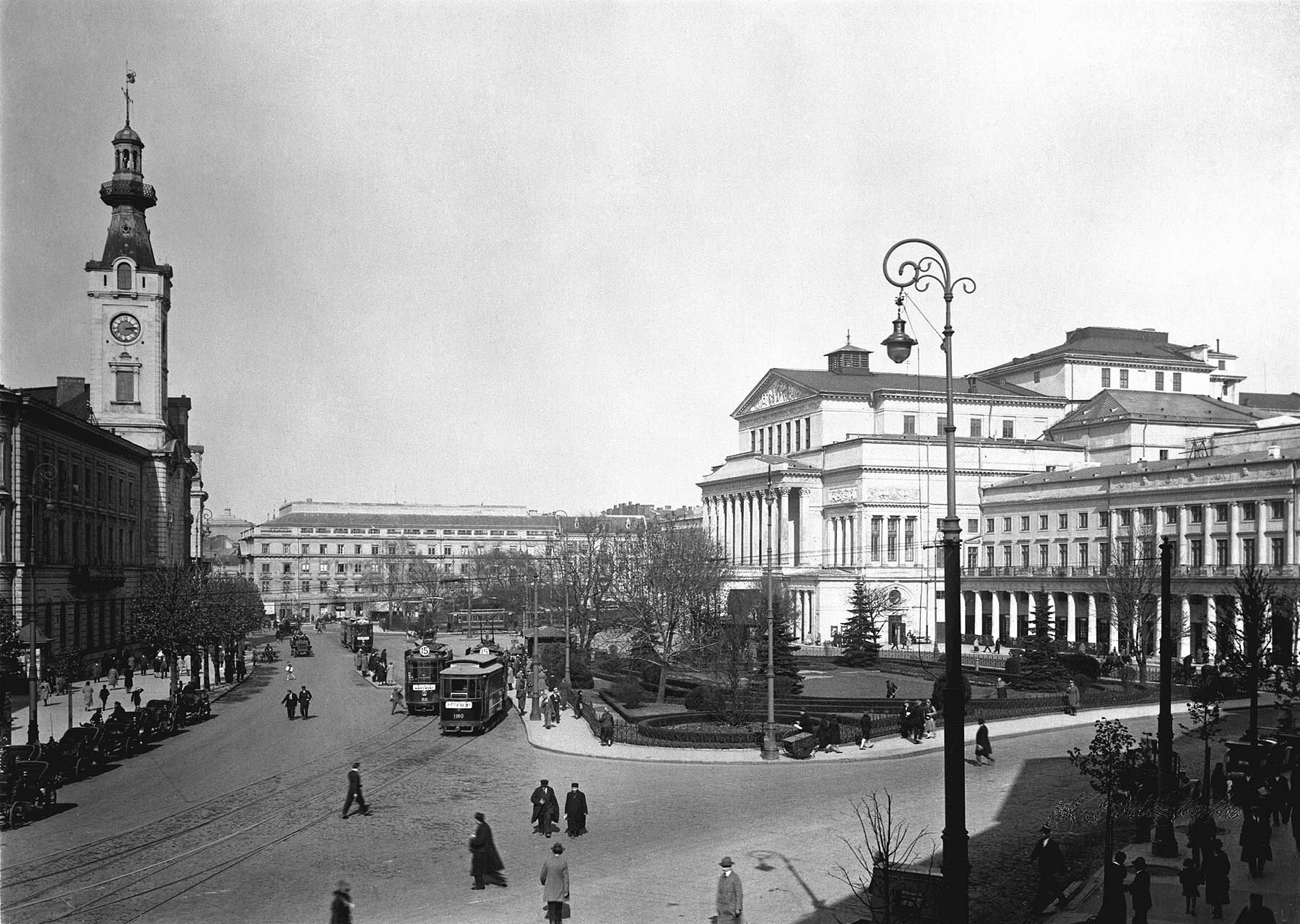
Plac Teatralny w Warszawie, po lewej pałac Jabłonowskich, ok. 1925

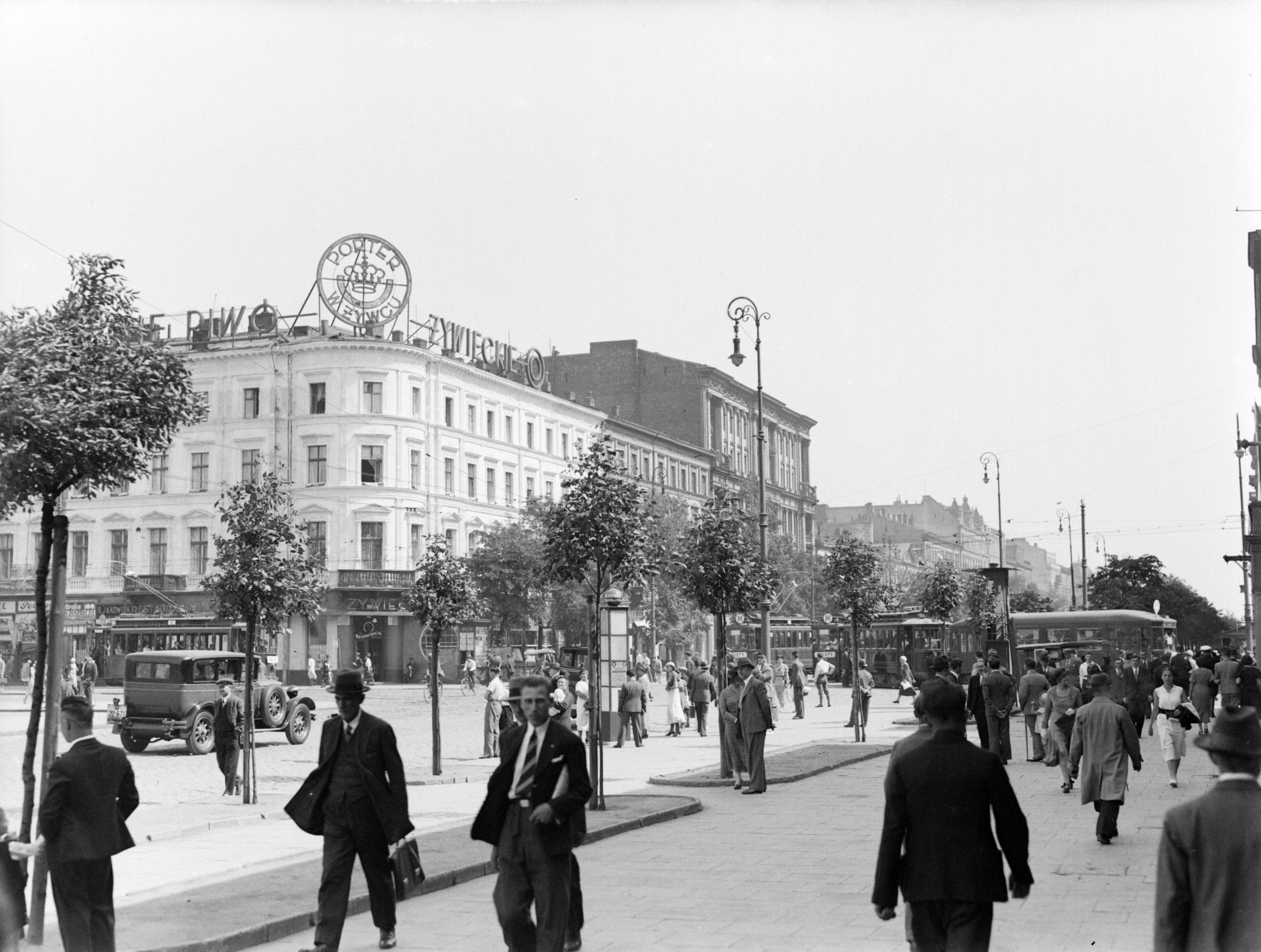
Aleje Jerozolimskie, 1934

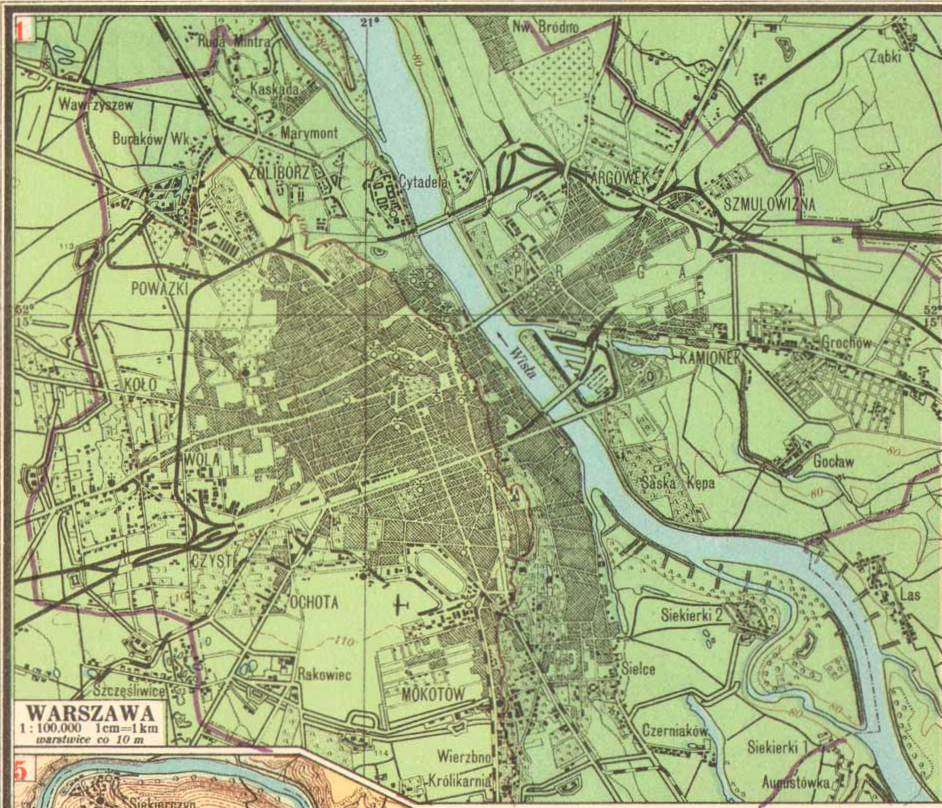
Warszawa i przedmieścia, 1929

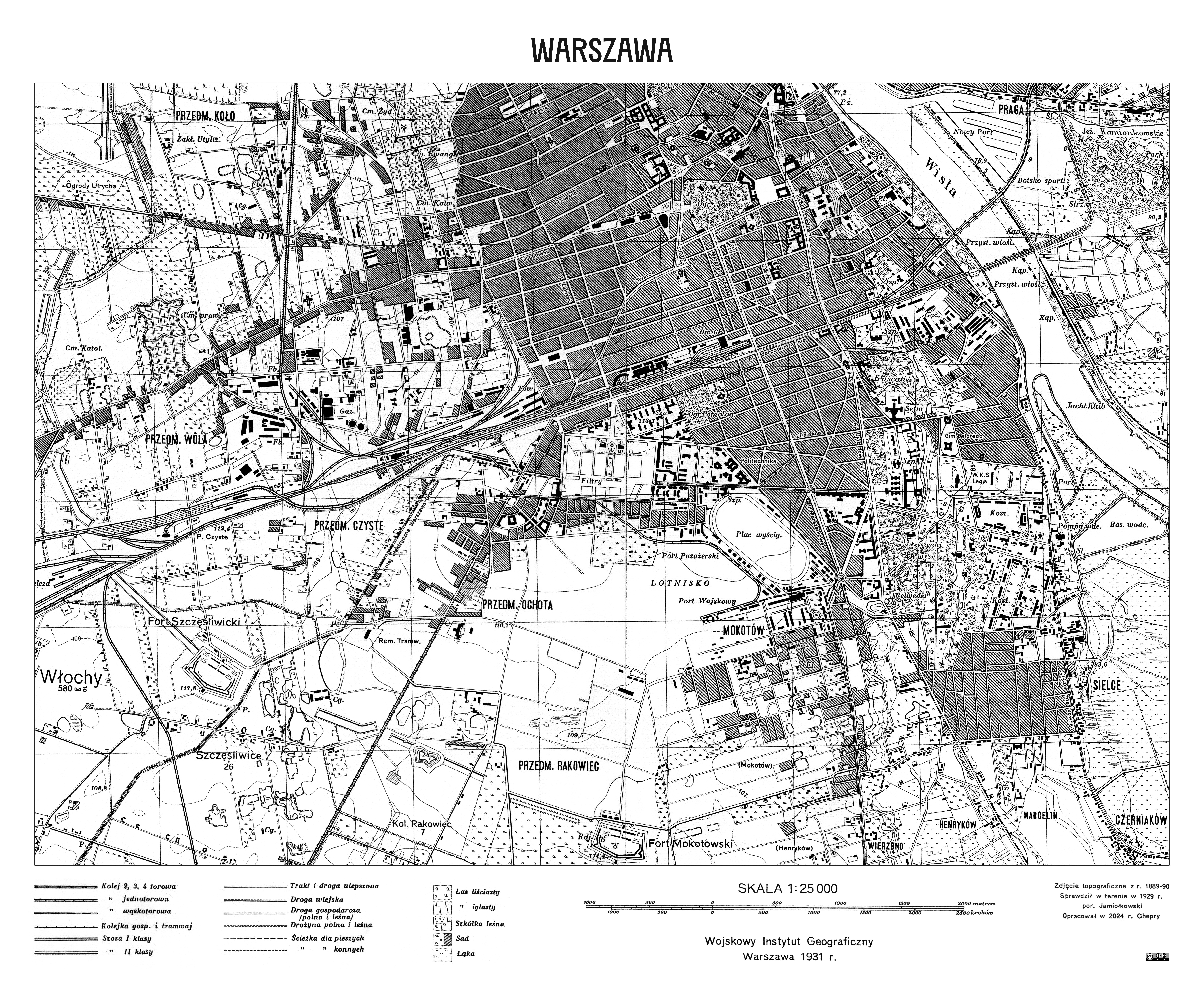
Szczegółowy plan południowej części Warszawy z 1931

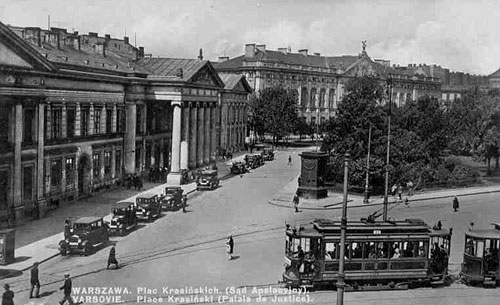
Warszawa, plac Krasińskich, ok. 1930 (w głębi pałac Krasińskich)

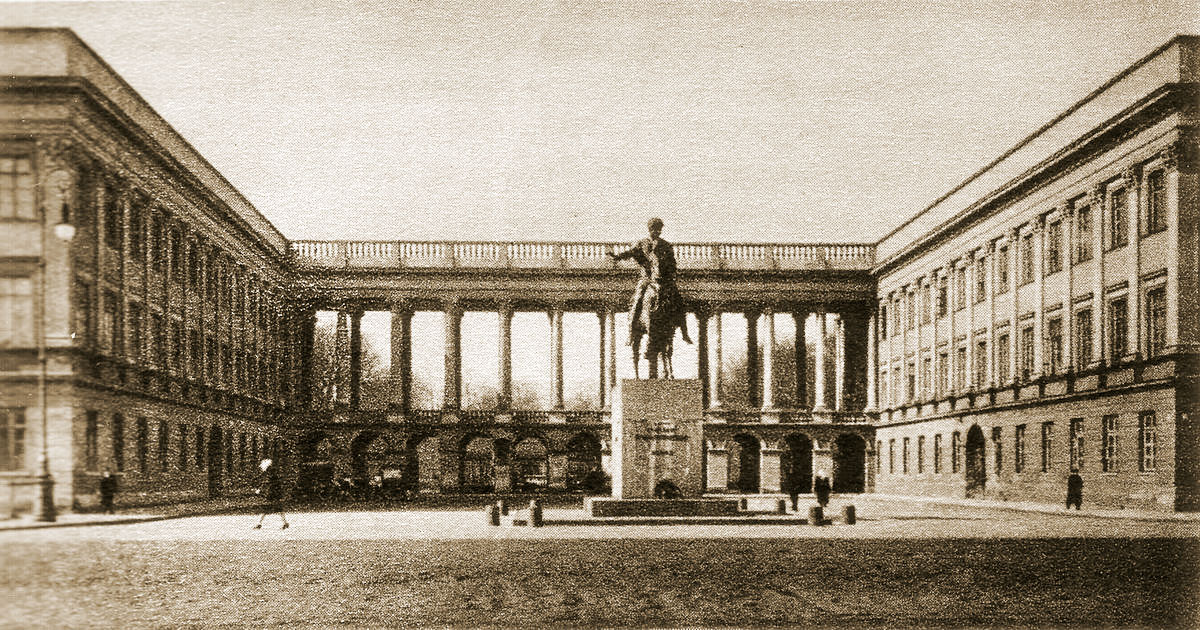
Pałac Saski, 1930

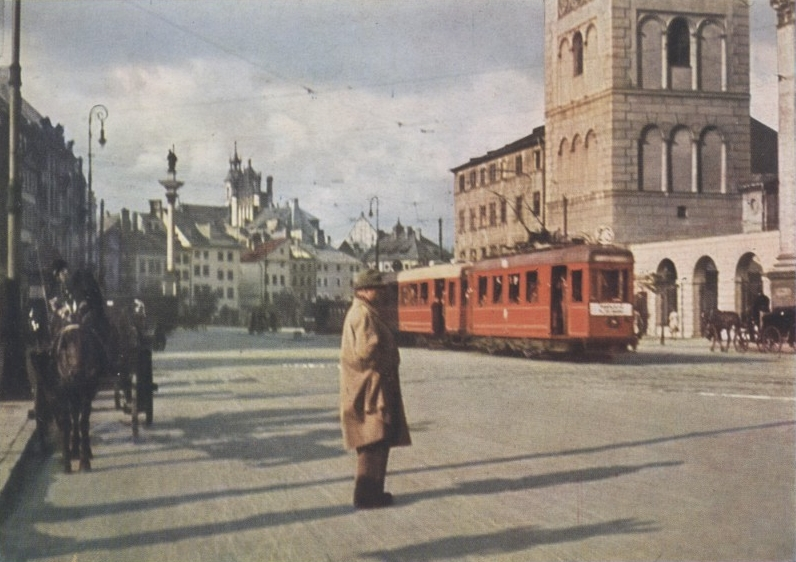
Krakowskie Przedmieście, 1939

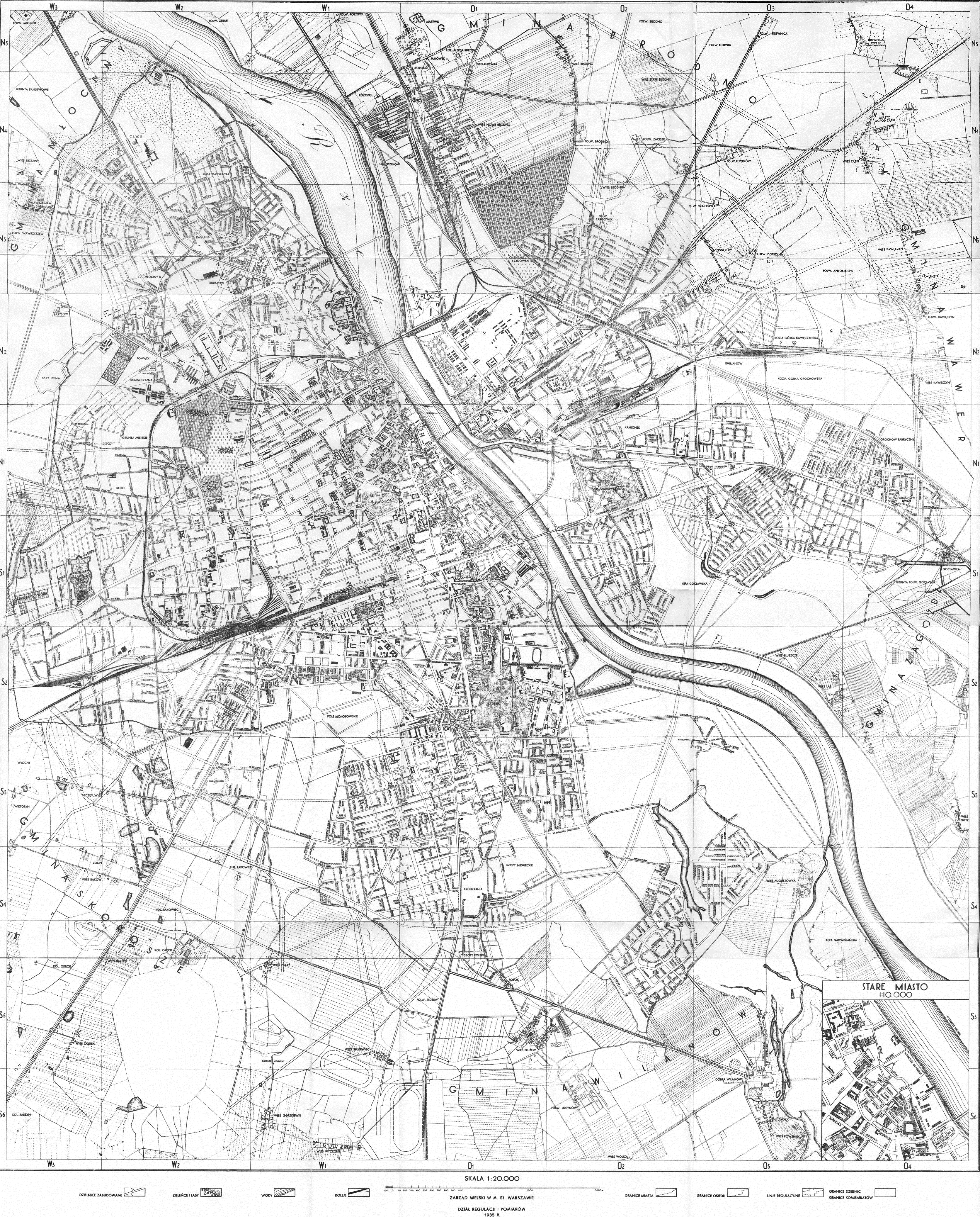
Plan Warszawy, 1935

W listopadzie 1918 Warszawa została ogłoszona stolicą niepodległego państwa polskiego, stając się centralnym ośrodkiem administracyjnym i handlowym. Stołeczność Warszawy nie znalazła odzwierciedlenia w zapisach konstytucyjnych międzywojennej Polski. Rzeczywistość pierwszych lat niepodległego państwa (II Rzeczpospolita) była jednak bardzo trudna. Sytuację pogarszały zniszczenia wojenne, hiperinflacja oraz zubożenie szerokich warstw ludności. Wśród nadziei, rozczarowań, walk politycznych i protestów społecznych na ulicach Warszawy rozgrywały się wydarzenia o znaczeniu ogólnokrajowym, a nawet europejskim. W 1920 miasto zmagało się z najazdem Rosji sowieckiej. W okresie 13–26 sierpnia 1920, w czasie trwającej wówczas wojny polsko-bolszewickiej, na przedpolach Warszawy i okolicznych terenach rozegrała się Bitwa Warszawska. Punktem zwrotnym walk była bitwa o Radzymin, po której kontrofensywa Piłsudskiego znad Wieprza zadecydowała o zwycięstwie.
16 grudnia 1922 w Warszawie zginął od kuli zamachowca Gabriel Narutowicz, pierwszy prezydent II Rzeczypospolitej. W maju 1926 w stolicy miały miejsce bratobójcze walki między oddziałami lojalnymi wobec ówczesnego prezydenta Stanisława Wojciechowskiego a zwolennikami przejmującego władzę marszałka Józefa Piłsudskiego. Bilans dwudniowych walk, określanych jako przewrót majowy, wyniósł 379 zabitych i 920 rannych.
W latach 1924–1930, na skutek dobrej koniunktury, majątek miasta uległ dwukrotnemu zwiększeniu. Umożliwiło to realizację kluczowych dla rozwoju miasta przedsięwzięć. Impulsem dla modernizacji miasta była amerykańska pożyczka dolarowa, zrealizowana w 1928 na kwotę 10 milionów dolarów. W latach 1927–1929 rozbudowano infrastrukturę komunalną, w efekcie uzyskując nowych 71 kilometrów sieci wodociągowej, 24 km kanalizacyjnej, 48 km tramwajowej oraz 50 km gazowniczej. W tym okresie oddano również do użytku 24,3 tys. nowych izb mieszkalnych i wybudowano 53 nowe gmachy użyteczności publicznej. Do 1928 liczba izb szkolnych, w stosunku do poziomu z 1918, wzrosła z 37 do 380 a produkcja energii elektrycznej wzrosła z 22 mln kWh do 100 mln kWh. W 1921 otwarto pierwszy zaimprowizowany cywilny port lotniczy (pełnoprawna komunikacja lotnicza działała dopiero od 1925, od 1929 obsługiwana przez Polskie Linie Lotnicze LOT).
W 1925 opracowano również pierwsze projekty warszawskiego metra (tzw. Metropolitanu), które pozostały jednak w fazie planów (wykonano jedynie próbne wiercenia, przygotowano mapy i opisy techniczne warunków geologicznych). 18 kwietnia 1926 dokonano otwarcia pierwszej warszawskiej stacji radiowej, korzystającej z dwóch nadajników – od grudnia 1926 nadawała radiostacja Warszawa II w forcie Mokotowskim, a od 1931 ogólnokrajowa radiostacja o większej mocy Warszawa I w Raszynie, obejmująca zasięgiem 90% terytorium II Rzeczypospolitej. Rozwój Warszawy został zahamowany w latach 1929–1933, kiedy doszło do światowej zapaści gospodarczej, zwanej wielkim kryzysem.
W 1934 obóz rządowy zawiesił działalność samorządu miejskiego i powołał na stanowisko prezydenta komisarycznego Stefana Starzyńskiego, który pełnił tę funkcję do 27 października 1939, to jest do momentu aresztowania go przez Gestapo. Stefan Starzyński zyskał uznanie jako sprawny administrator, w założeniach z 1934 przewidywał on ustabilizowanie budżetu miejskiego (drogą oddłużenia i oszczędności), ożywienie ruchu budowlanego i inwestycyjnego, podniesienie estetyki miasta oraz walkę z biurokratyzmem, protekcjonizmem i przerostami kadrowymi. Program ten został następnie rozwinięty w tzw. Czteroletni Plan Inwestycyjny Miasta Stołecznego Warszawy (na lata 1938/1939–1941/1942). Starzyńskiemu udało się opanować chaos w finansach miejskich, a zaoszczędzone środki przeznaczyć na inwestycje miejskie.

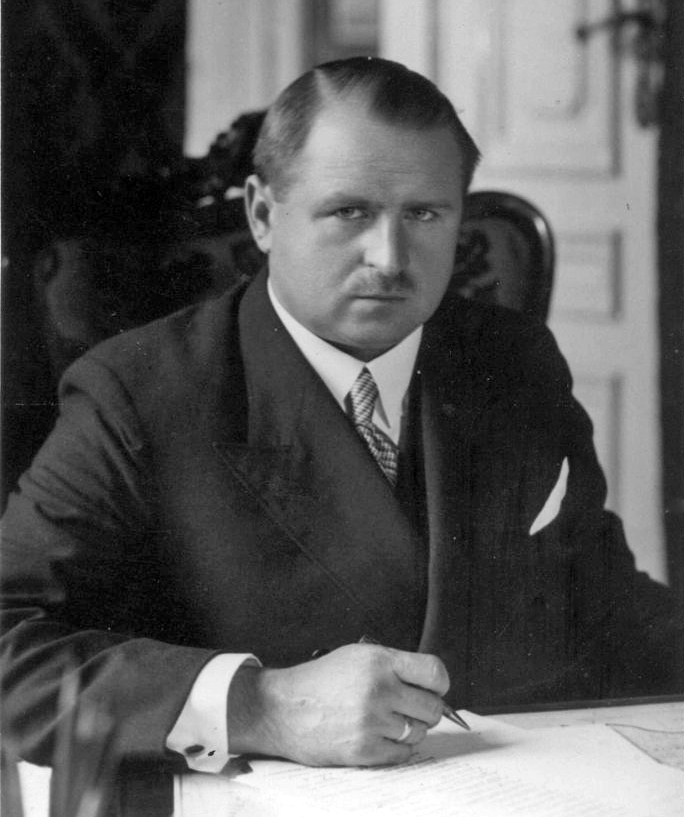
Stefan Starzyński, prezydent miasta Warszawy w latach 1934–1939

Bilans działań prezydenta w tym zakresie zakończył się do 1939 wybudowaniem 30 gmachów szkolnych, modernizacją arterii wylotowych, aktywizacją prywatnego ruchu budowlanego korzystającego z miejskich inwestycji (nowe osiedla mieszkaniowe na Żoliborzu, Saskiej Kępie, Mokotowie i Ochocie), poważną rozbudową funkcji produkcyjno-usługowych większości przedsiębiorstw komunalnych, organizacją Muzeum Narodowego (w nowym gmachu oddanym do użytku w 1938) oraz odbudową obiektów zabytkowych, przebudową nowych ulic (w okresie 1934–1938 przybyło ponad 2 mln metrów kwadratowych wybrukowanych ulic), a także zmeliorowanie znacznych obszarów Bielan, Marymontu, Powązek, Woli, Ochoty, Czerniakowa, Saskiej Kępy, Grochowa i Bródna.
Poprawiono również wygląd estetyczny głównych ulic miasta (akcja nasadzania arterii miejskich drzewami, zazielenienie pustych przestrzeni poprzez tworzenie parków – m.in. park Sowińskiego, park Dreszera, Zieleniec Wielkopolski, Skarpa na Dynasach, park w Forcie Legionów). Starzyński przeprowadził także akcję umocnienia lokalnego patriotyzmu mieszkańców Warszawy (co miało duże znaczenie dla postawy warszawiaków we wrześniu 1939), jednocześnie swoimi działaniami dla miasta zwiększając zainteresowanie opinii publicznej sprawami warszawskiej urbanistyki.
Bardzo szybko zmieniał się wygląd Warszawy, zwłaszcza śródmieścia. Popularna była zabudowa plombowa, czego przykładem może być wzniesiony w 1939 r. budynek PKO przy ul. Marszałkowskiej. W latach 1931–1934 zbudowano przy placu Napoleona najwyższy budynek w Polsce, szesnastopiętrowy gmach, siedzibę towarzystwa ubezpieczeniowego Prudential. W 1932 r. otwarto Instytut Radowy, a w 1938 r. rozpoczęto udane eksperymenty z telewizją.
W latach trzydziestych rozpoczęto budowę dworca głównego, który był najnowocześniejszym dworcem w Europie. Warszawa była wówczas nazywana Paryżem Północy, asfaltowano ulice, zbudowano nowe lotnisko na
Okęciu.
Niepowodzeniem zakończyły się natomiast próby zlikwidowania dualizmu władzy (dzielonej pomiędzy Komisarzem Rządu na m.st. Warszawę i prezydenta Warszawy). Część założeń planu Starzyńskiego, na skutek nierealnych założeń wpływów finansowych do kasy miasta oraz niespodziewaną wojnę, nie została zrealizowana, m.in. plany przebudowy Śródmieścia oraz wybudowania arterii środkowej N-S i arterii W-Z (z Woli na Pragę).
Okres międzywojenny był kontynuacją dynamicznego rozwoju stolicy, która w 1939 osiągnęła 1350 tys. mieszkańców. Realizację dalekosiężnych planów prezydenta przerwał najazd wojsk hitlerowskich na Polskę 1 września 1939.
W okresie międzywojennym Warszawa była największym skupiskiem ludności żydowskiej w Europie oraz centrum kultury żydowskiej. Liczba Żydów w 1918 wynosiła ok. 310 tys. ludzi, natomiast w 1938 osiągnęła poziom 375 tys. ludzi. Zamieszkiwali oni głównie obszar północny miasta, stanowiąc zdecydowaną większość okręgów Muranowa, Powązek, Leszna i Grzybowa. Działały żydowskie partie polityczne (formacje prawicowe ortodoksów i syjonistów, centrowe folkistów oraz lewicowe Poalej Syjon i Bund), organizacje społeczne i szkoły (Zarząd Gminy w 1937 prowadził ok. 100 oddziałów podstawowych szkół religijnych, kilkanaście żłobków, przedszkoli i 2 szkoły zawodowe), działały liczne drukarnie i wydawnictwa, wydawano dzienniki (m.in. Gazeta Ludowa – „Folkscajtung” oraz Dziś – „Haint”). Działały także Warszawski Żydowski Teatr Artystyczny Idy Kamińskiej i Warszawski Nowy Teatr Żydowski. Od 1926 funkcjonował w Warszawie Instytut Judaistyczny, gdzie działalność prowadzili historycy żydowscy m.in. Majer Bałaban i rabin Mojżesz Schorr. Istniało wiele znaczących budowli sakralnych, największą z nich była Wielka Synagoga, zniszczona przez Niemców 16 maja 1943.

### II wojna światowa

Order Virtuti Militari nadany miastu 9 listopada 1940

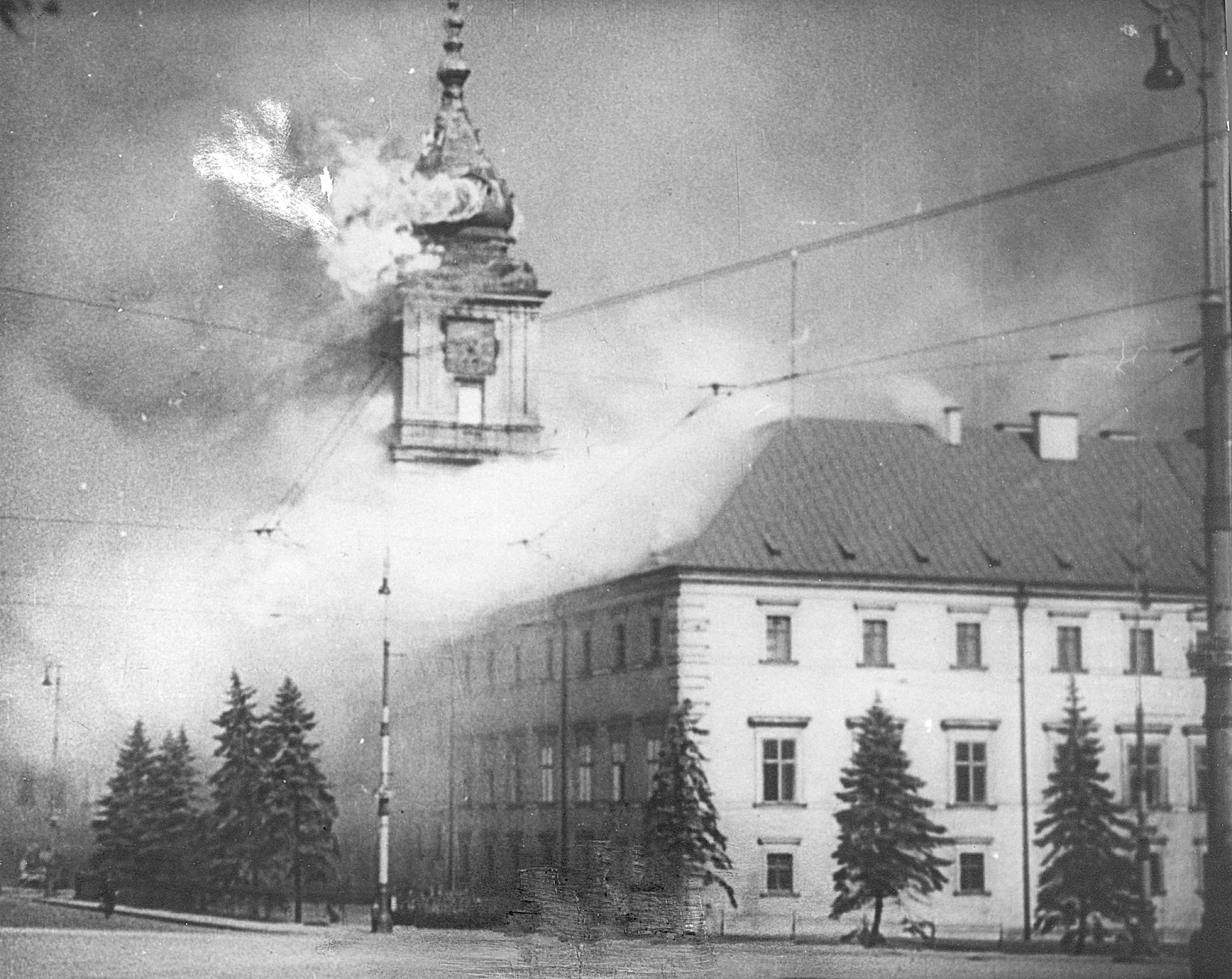
Płonący Zamek Królewski w Warszawie po ostrzale artyleryjskim i nalocie bombowym przeprowadzonych przez Niemców w dniu 17 września 1939

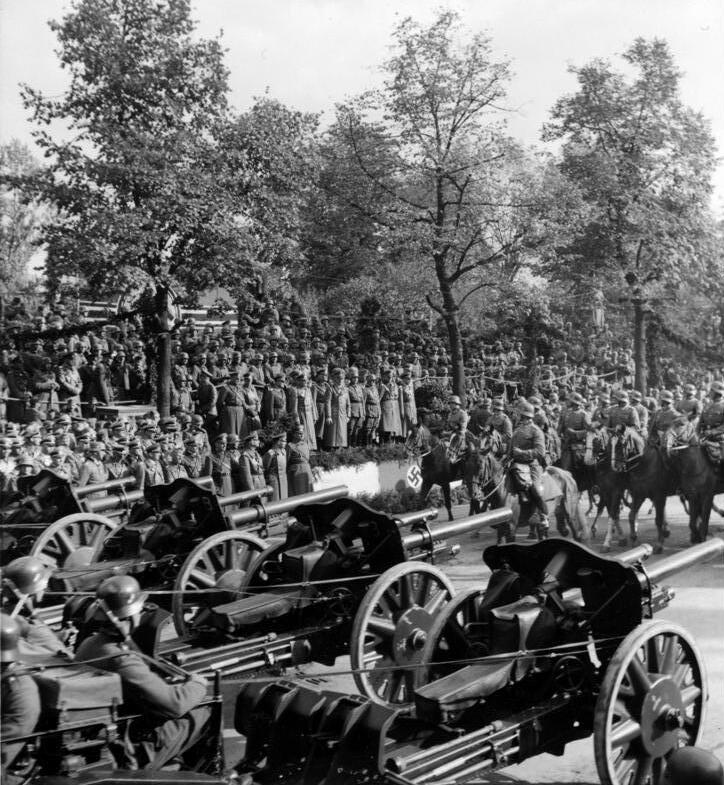
Defilada na cześć Hitlera w alejach Ujazdowskich w 1939

1 września rozpoczęło się lotnicze bombardowanie Warszawy przez samoloty niemieckie; naloty trwały do kapitulacji miasta. Warszawa była broniona pod dowództwem gen. Waleriana Czumy (3 września został mianowany komendantem obrony miasta stołecznego), oraz gen. Juliusza Rómmla (od 8 września dowódcy Armii Warszawa). Z 6 na 7 września 1939 Warszawę opuścił Naczelny Wódz, przystąpiono do ewakuacji sprzętu i amunicji z centralnych magazynów Warszawy i okolic oraz personelu obydwu głównych szpitali wojskowych, a także Dowództwa Okręgu Korpusu. Osłabiło to bardzo i tak niewielki potencjał obronny Warszawy. Przeciwko chaosowi ewakuacyjnemu wystąpił Stefan Starzyński i nie mając formalnych uprawnień, przejął pełnię władzy cywilnej, a dla zabezpieczenia porządku publicznego powołał Straż Obywatelską. Jako cywilny komisarz obrony Warszawy powołał także dnia 6 września 1939, formację ochotniczą Robotniczą Brygadę Obrony Warszawy. 8 września Armia Warszawa została utworzona dla obrony miasta. 9 września od strony Ochoty i Rakowca nastąpił atak niemieckiej 4. Dywizji Pancernej na Warszawę, pod dowództwem gen. Reinhardta. Szturm na Ochotę napotkał na silny opór oddziałów polskich, dowodzonych przez płk. Mariana Porwita (dowódcy obrony odcinka „Warszawa-Zachód”). Próba zajęcia miasta z marszu nie powiodła się, 9 września o godz 9.45 Niemcy wycofali się na przedpola Warszawy, tracąc 63 czołgi (spośród 120 rzuconych do walki).
14 września 1939 zamknęło się niemieckie okrążenie wokół Warszawy. Wobec niepowodzenia pierwszych ataków na miasto, Wehrmacht przystąpił do regularnego oblężenia stolicy, rozpoczynając ostrzał artyleryjski siłą ok. 1000 dział zgromadzonych wokół miasta. Jednocześnie trwały intensywne naloty bombowe. 17 września spłonął Zamek Królewski, trafiony pociskami artyleryjskimi i bombami lotniczymi. 20 września Warszawa doświadczyła jednego z największych nalotów, zbombardowano Powiśle, Stare Miasto oraz dzielnice północne. Dowódca 8. Armii niemieckiej, gen. Blaskowitz, nakazał niszczenie ogniem artyleryjskim urządzeń komunalnych Warszawy – w efekcie w mieście przestały funkcjonować wodociągi, kanalizacja, wstrzymano dostawy prądu (po zniszczeniu 23 września Elektrowni Warszawskiej), zabrakło wody, informacji radiowej i prasowej. Główne natarcie niemieckie rozpoczęło się 25 września, wtedy też dokonano po raz pierwszy w historii II wojny światowej nalotu dywanowego (po ataku Niemiec na ZSRR 22 czerwca 1941 r. miasto było jeszcze kilkanaście razy bombardowane przez Sowietów, którzy między innymi trzykrotnie wykonali naloty dywanowe – 20–21 sierpnia 1942 r.; 1–2 września 1942 r., ucierpiało szczególnie getto, i 12–13 maja 1943 r.). Do dnia 27 września wszystkie dotychczasowe niemieckie ataki zostały skutecznie powstrzymane, jednak trudna sytuacja zaopatrzeniowa i ogólne położenie ludności cywilnej przyspieszyły decyzję o zaprzestaniu walk. Obrona Warszawy trwała do honorowej kapitulacji 28 września 1939, jednak część oddziałów nie zaakceptowała decyzji o złożeniu broni, a wśród oficerów polskich zdarzały się nawet przypadki samobójstw. Oddziały niemieckie wkroczyły do Warszawy 1 października 1939.
W ciągu września 1939, w wyniku ostrzału artyleryjskiego i nalotów bombowych na dzielnice mieszkalne i szpitale, zginęło lub zostało rannych ok. 67 000 osób (śmierć poniosło 6 tys. żołnierzy, 25 tys. cywilów, rannych zostało 16 tys. żołnierzy oraz 20 000 osób cywilnych). Zniszczonych zostało 10,6% substancji miejskiej (głównie budynków), w tym 250 większych i średnich zakładów przemysłowych na terenie miasta.

### Okupacja

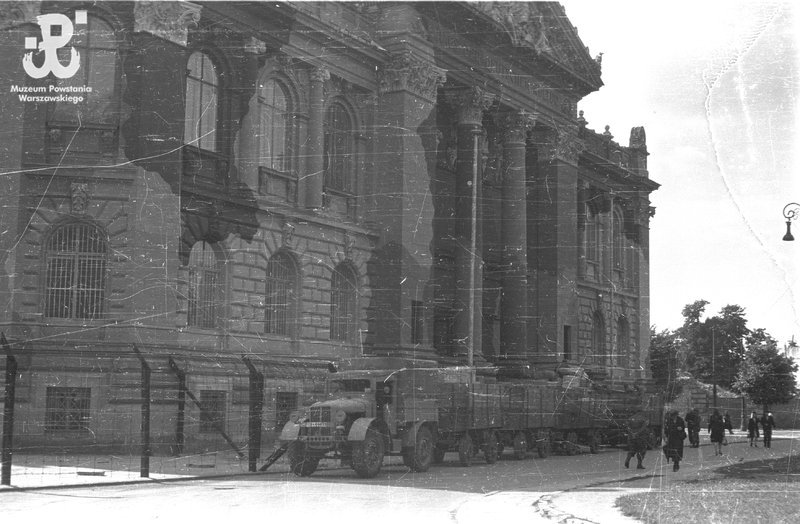
Niemcy grabiący zbiory Zachęty, 1944

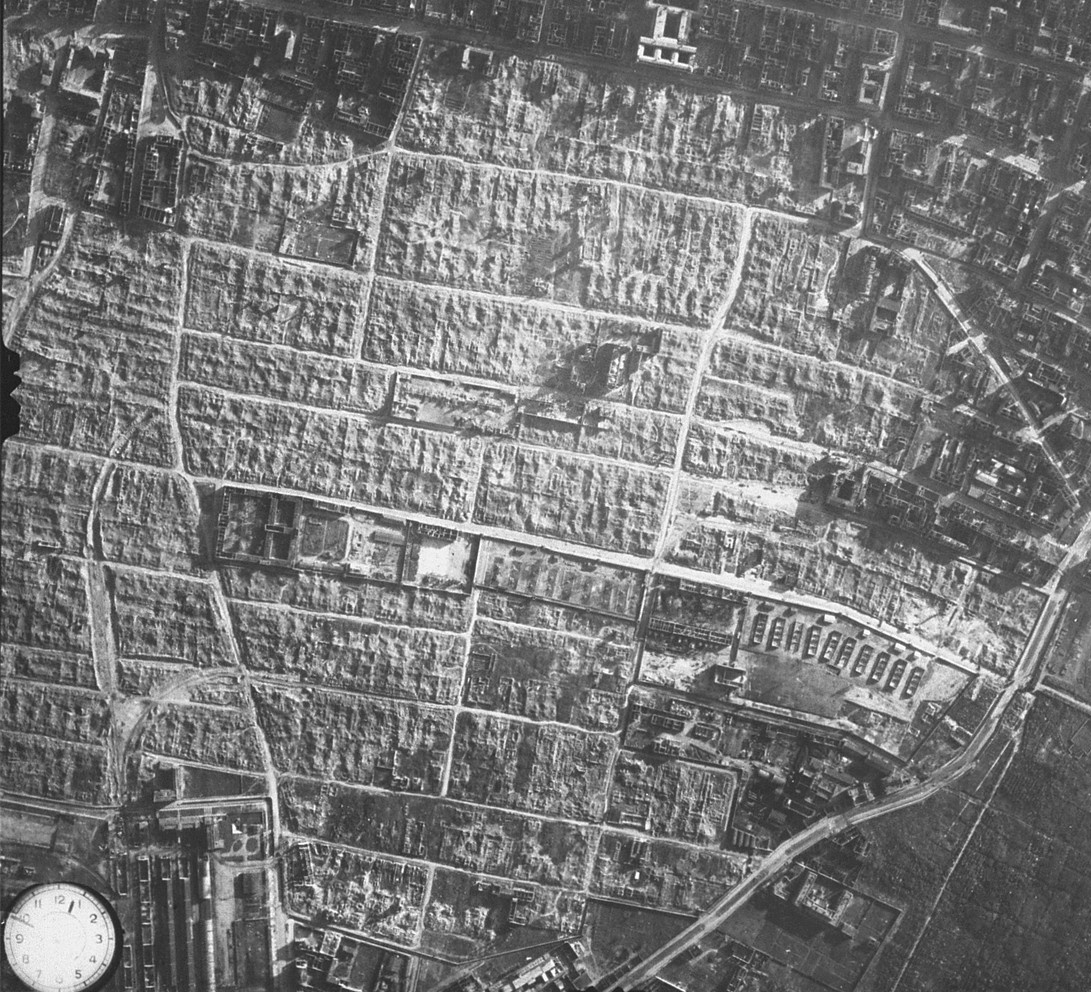
KL Warschau – niemiecki obóz koncentracyjny na terenie Warszawy, zdjęcie lotnicze z listopada 1944

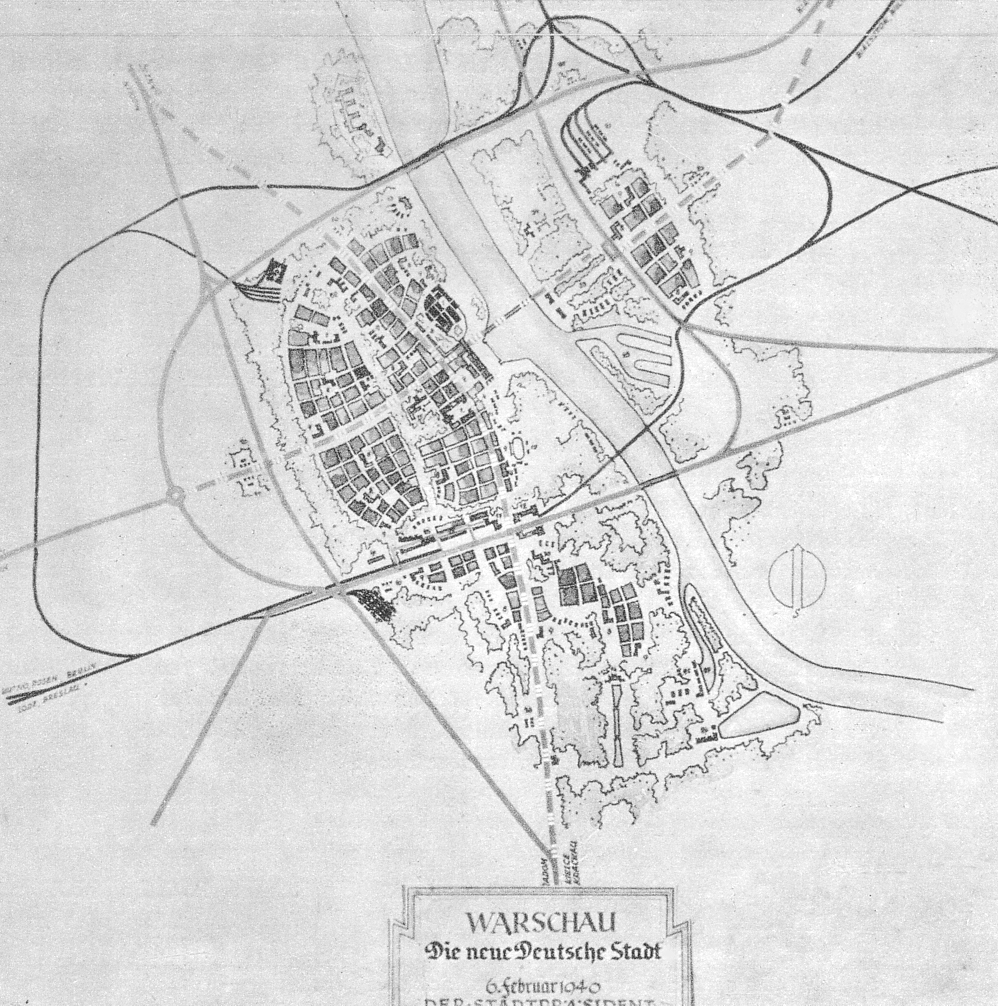
Nazistowski projekt urbanistyczny, przewidujący 10-krotne zmniejszenie powierzchni Warszawy, z 6 lutego 1940, tzw. Plan Pabsta

W 1939 rozpoczęła się pięcioletnia okupacja miasta, które straciło swój status stolicy i weszło w skład Generalnego Gubernatorstwa. Od pierwszych dni okupacji Niemcy stosowali brutalny terror wobec ludności stolicy, wymierzony w pierwszym rzędzie w przedstawicieli polskich elit politycznych i intelektualnych, społeczność żydowską oraz osoby w jakikolwiek sposób powiązane z ruchem oporu. Pod rozmaitymi pretekstami nagminnie stosowano także zasadę odpowiedzialności zbiorowej. W rezultacie warszawskie więzienia i areszty – Pawiak, areszt śledczy przy ul. Daniłowiczowskiej, więzienie mokotowskie oraz piwnice gmachu Ministerstwa Wyznań Religijnych i Oświecenia Publicznego przy alei Szucha 25 (w którym ulokowana została siedziba Sicherheitspolizei) – rychło zapełniły się aresztowanymi. Wielu zatrzymanych zostało wywiezionych do niemieckich obozów koncentracyjnych, gdzie przeżył tylko znikomy procent. Tysiące więźniów zamordowano także na miejscu. Egzekucje więźniów politycznych z Warszawy Niemcy przeprowadzali przez długi czas w tajemnicy, w okolicach niedostępnych dla osób postronnych. Miejscami kaźni stały się m.in.: ogrody sejmowe przy ul. Wiejskiej; Las Kabacki; Szwedzkie Góry na terenie Bemowa; Las Sękociński koło Magdalenki; Lasy Chojnowskie koło Stefanowa; Laski, Wydmy Łuże i Wólka Węglowa na obrzeżach Kampinosu; a przede wszystkim – osławione Palmiry. Od wiosny 1943 polskich więźniów politycznych masowo mordowano natomiast w ruinach getta warszawskiego. Część egzekucji miała również charakter jawny (m.in. głośna zbrodnia w Wawrze). Ponadto między październikiem 1943 a lutym 1944 okupanci przeprowadzili w Warszawie blisko 35 ulicznych egzekucji. Łączna liczba ofiar tzw. egzekucji pierścienia warszawskiego oceniana jest na 32 000. Zasadniczo nie obejmuje ona Żydów – ofiar Holocaustu (z wyjątkiem tych, którzy przeszli przez Pawiak i pozostałe warszawskie więzienia), jak również osób zakatowanych w śledztwie na Gestapo oraz zabitych w strzelaninach ulicznych lub podczas próby aresztowania. Ponadto tym okresie do obozów koncentracyjnych wysłano w sumie ok. 60 000 mieszkańców miasta, w większości inteligencji warszawskiej – w 1939 znajdowało się w Warszawie 122,8 tys. inteligencji (w tym pracownicy umysłowi), a w październiku 1941 – 61,2 tys. osób spośród tej grupy społecznej. Wiele tysięcy warszawiaków wysłano w tym czasie na roboty przymusowe do Rzeszy lub do obozów koncentracyjnych.
Terror, który był metodą rządzenia w okupowanym mieście, spotkał się z oporem znacznej części warszawiaków. Jego intensywność i różnorodność form, jak masowe akcje zbrojne, mały i duży sabotaż, tajna działalność oświatowo-kulturalna, ratowanie zabytków, uczyniły Warszawę siedzibą władz Polskiego Państwa Podziemnego i Komendy Głównej Armii Krajowej. W okresie 1944–1945 w mieście funkcjonowały Rada Jedności Narodowej, a także ośrodki kierownicze innych tajnych organizacji wojskowych oraz działających w konspiracji stronnictw i grup politycznych. Od 1943 funkcjonowała również ekspozytura sowiecka – Krajowa Rada Narodowa.
Na terenie Warszawy pojawiały się również próby niewolniczego wykorzystania siły roboczej mieszkańców. Niemcy założyli w Warszawie szereg obiektów obozowych, zebranych w 1943 pod nazwą obóz koncentracyjny KL Warschau, w którym jako podobozie Majdanka lub przez krótki czas obozie samodzielnym, prócz wykorzystania niewolniczej siły roboczej, dochodziło do ludobójstwa. W obozie zginęło co najmniej kilkadziesiąt tysięcy mieszkańców Warszawy.
Eksterminacja ludności Warszawy w KL Warschau była związana z planami realizacji projektu zburzenia Warszawy i zamienienia jej w prowincjonalne miasto niemieckie liczące ok. 100 000 ludzi (wybudowane dla elity nazistowskiej zarządzającej podbitymi terenami na wschodzie) – służyły temu celowi zarówno rozkaz Adolfa Hitlera aby nie odbudowywać Warszawy ze zniszczeń wojennych z 1939 roku, jak i traktowanie miasta jedynie jako siedziby władz okupacyjnych jednego z 5 dystryktów Generalnego Gubernatorstwa, oraz opracowany przez niemieckich architektów tzw. Plan Pabsta, przewidujący wyburzenie całych dzielnic miasta i likwidację zabytków kultury polskiej (m.in. w miejscu zburzonego Zamku Królewskiego w Warszawie miała być wystawiona Hala Kongresowa NSDAP (niem. Parteivolkshalle) lub Hala Ludowa (niem. Volkshalle)).
W latach 1941–1944 okupowana Warszawa była kilkanaście razy bombardowana przez lotnictwo sowieckie, przy czym najwięcej ofiar i strat materialnych spowodowały naloty dywanowe przeprowadzone latem 1942 roku oraz w maju 1943 roku. Oficjalnym celem ataków były niemieckie obiekty wojskowe i przemysłowe jednak wielokrotnie sowieckie bomby spadały także na gęsto zaludnione dzielnice mieszkaniowe. W wyniku nalotów zginęło co najmniej 1000 warszawiaków, kolejnych kilka tysięcy odniosło rany, a kilkaset budynków uległo zburzeniu lub uszkodzeniu.

### Getto warszawskie

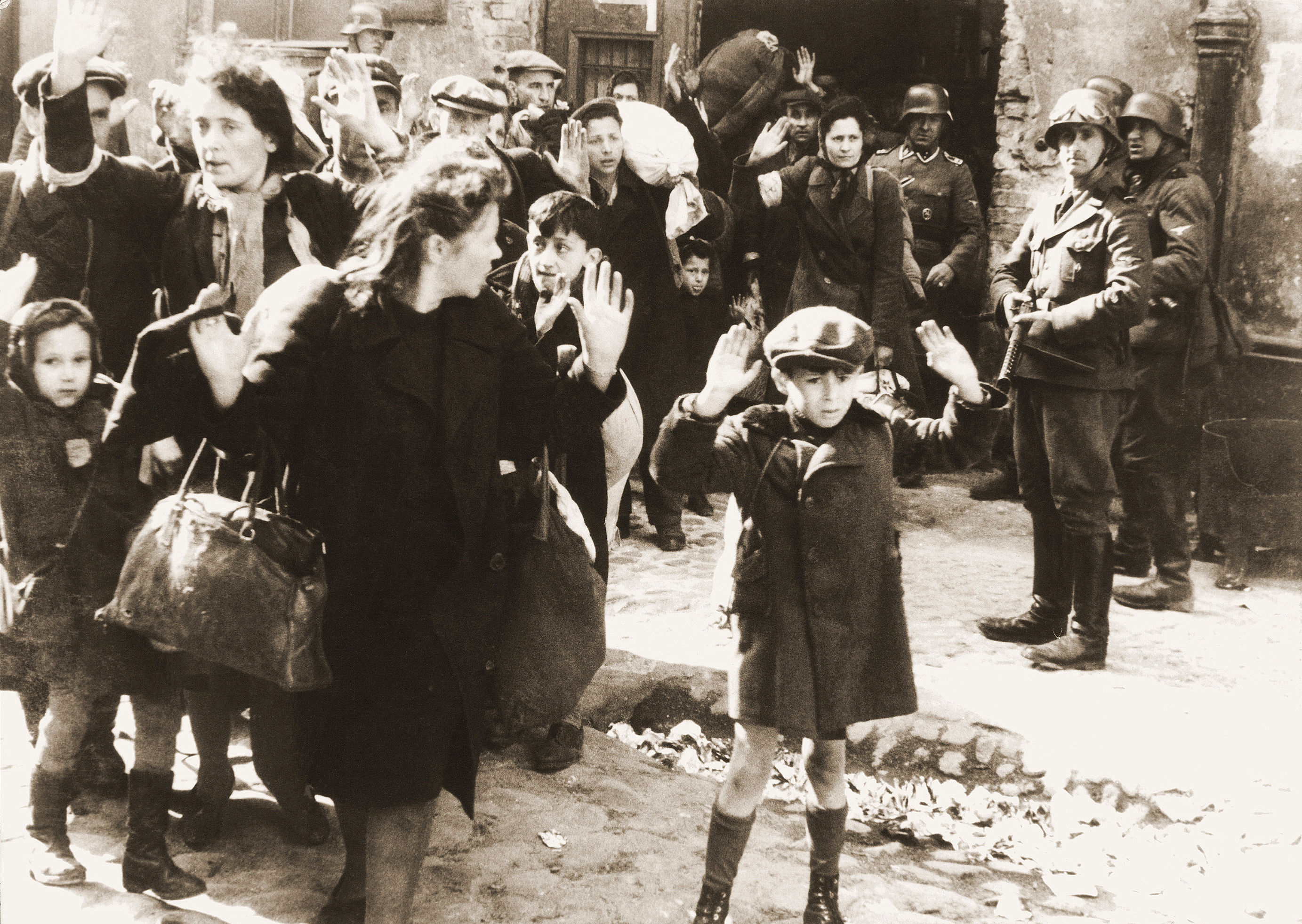
Żydzi pojmani przez SS w trakcie powstania w getcie warszawskim, 1943

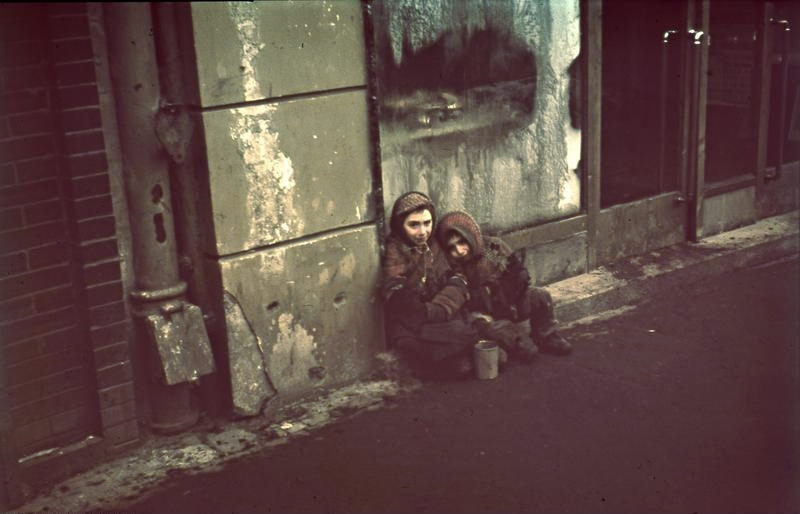
Głodujące żydowskie dzieci w warszawskim getcie

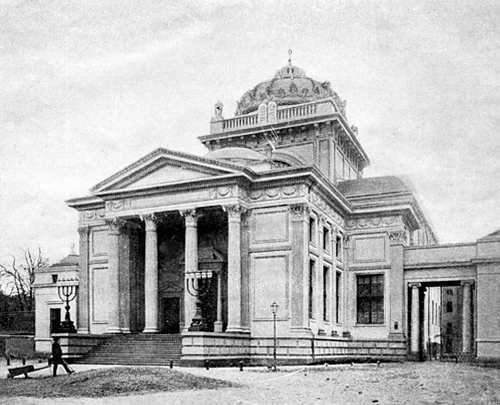
Wielka Synagoga w Warszawie, wysadzona w powietrze z rozkazu Jürgena Stroopa dnia 16 maja 1943

W październiku 1940 Niemcy utworzyli w Warszawie getto (nazwane oficjalnie Żydowską Dzielnicą Mieszkaniową), w którym 16 listopada 1940 zamknięto ok. 400 000 Żydów. Na skutek przesiedleń z innych gett wkrótce liczba ta sięgnęła ok. 460 000 ludzi. Było to największe skupisko ludności żydowskiej nie tylko na ziemiach okupowanej Polski, lecz także całej okupowanej Europy. W wyniku katastrofalnych warunków bytowania, chorób i głodu (w 1941 norma żywnościowa dla Żydów w getcie wynosiła 183 kalorie, w porównaniu do 2613 dla Niemców) do połowy 1942 zmarło w nim ok. 100 000 Żydów.
Polskie podziemie organizowało pomoc dla Żydów, zamkniętych w getcie warszawskim, pomimo tego, że 15 października 1941 Niemcy wydali rozporządzenie o karze śmierci dla Żydów opuszczających getto oraz dla Polaków udzielających im pomocy.
W czasie wielkiej akcji deportacyjnej (22 lipca–21 września 1942) Niemcy wywieźli i zamordowali w obozie zagłady w Treblince ok. 300 000 mieszkańców getta.
19 kwietnia 1943 wybuchło powstanie w getcie warszawskim wywołane przez oddziały Żydowskiej Organizacji Bojowej Mordechaja Anielewicza i Żydowskiego Związku Wojskowego Pawła Frenkla, będące aktem desperacji wobec decyzji władz niemieckich o ostatecznej likwidacji ludności getta i wkroczeniu tego dnia oddziałów niemieckich na teren dzielnicy zamkniętej. Powstanie wybuchło, gdy w tzw. getcie szczątkowym pozostało jeszcze ok. 50–70 tys. Żydów zatrudnionych w zakładach produkcyjnych należących do Niemców (tzw. szopach). 8 maja w otoczonym przez Niemców schronie przy ul. Miłej 18 zginęła śmiercią samobójczą większość członków dowództwa powstania.
Rozbite oddziały bojowników ŻOB i ŻZW, pozbawione przywództwa, prowadziły na własną rękę walkę w ruinach, piwnicach i kanałach jeszcze przez kilka tygodni. Pomocy walczącym Żydom udzielało polskie podziemie. Po stłumieniu oporu ludność żydowska została wymordowana na miejscu lub wywieziona, a część miasta, w której istniało getto, zrównano z ziemią.

### Powstanie warszawskie

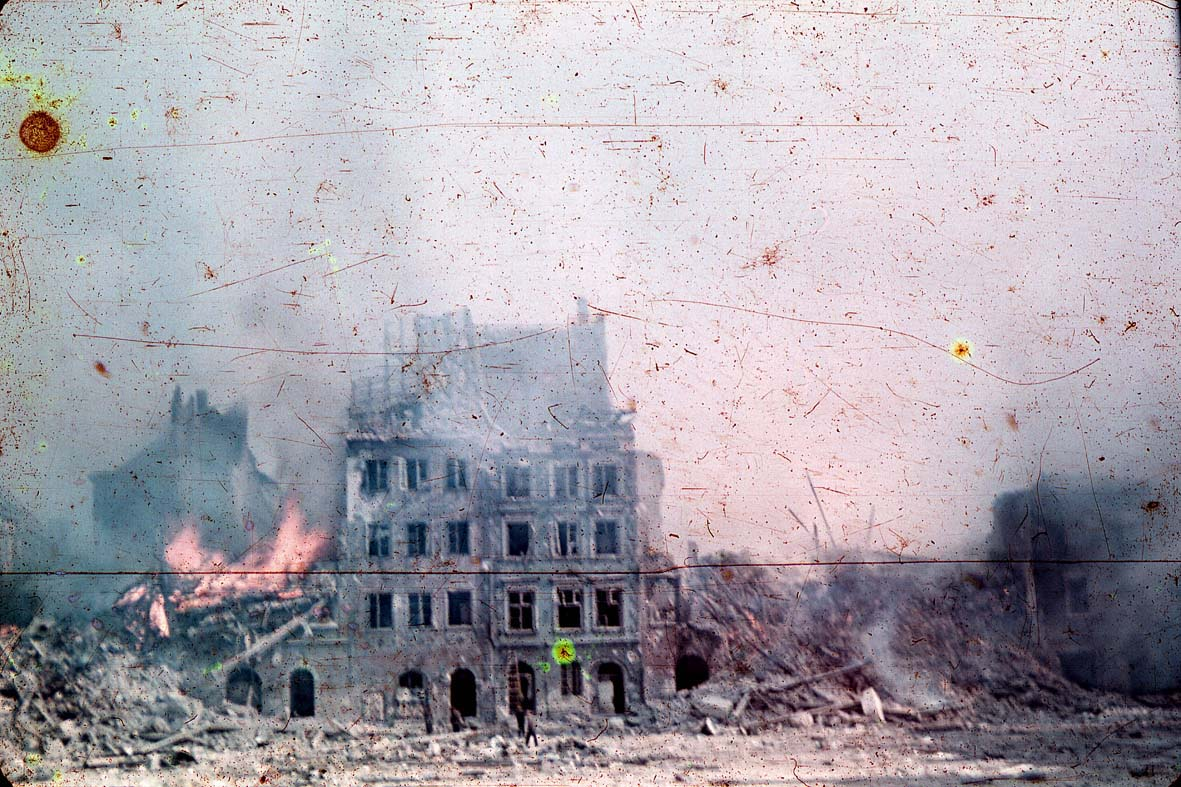
Rynek Starego Miasta w płomieniach powstańczych walk, sierpień 1944

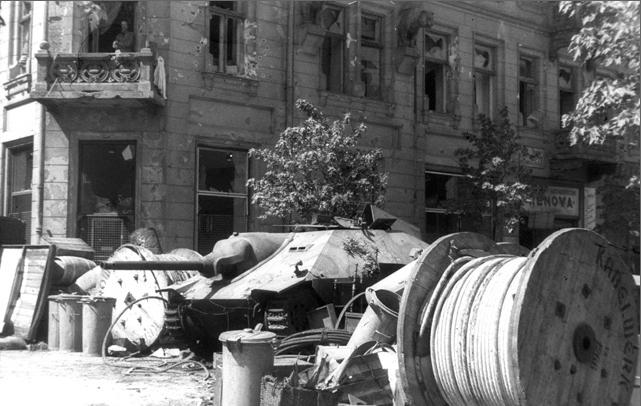
Barykada powstańcza na pl. Napoleona (obecnie pl. Powstańców Warszawy)

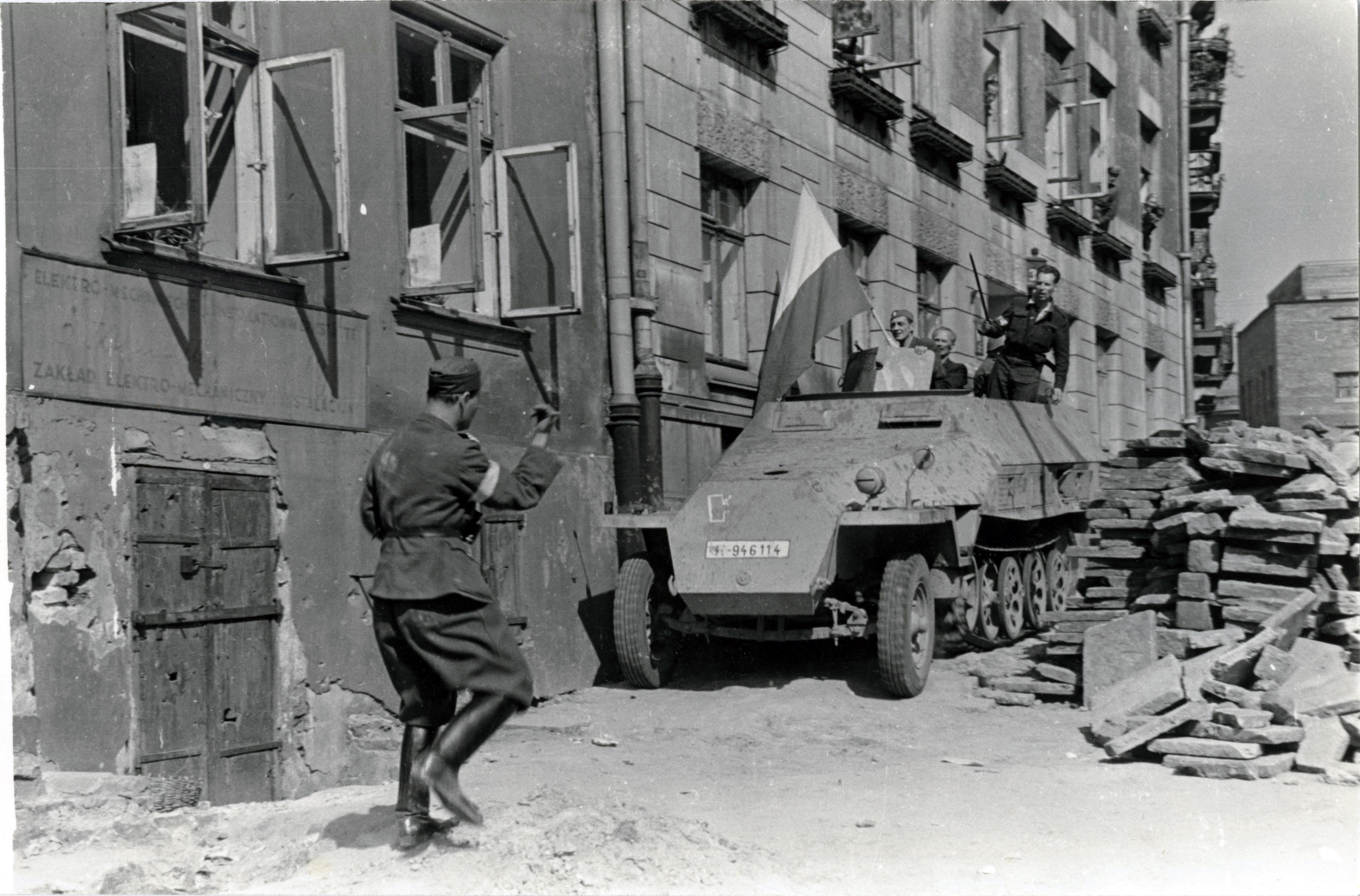
Powstańcy warszawscy w zdobytym niemieckim transporterze opancerzonym Sd.Kfz.251

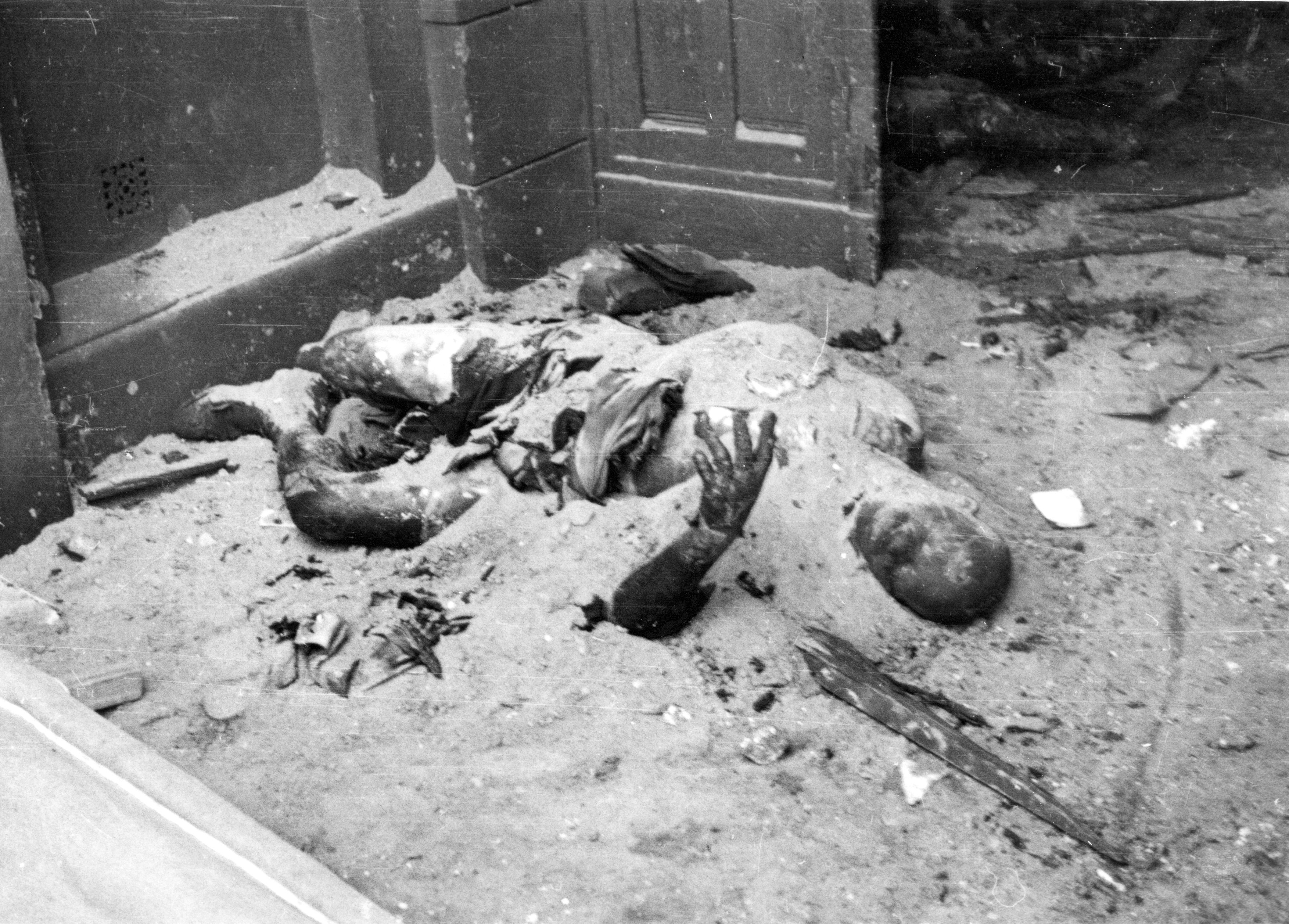
Ludzie spaleni na warszawskiej Woli w trakcie pacyfikacji Warszawy

Kulminacją działań warszawskiego podziemia było powstanie, które rozpoczęło się 1 sierpnia 1944 na rozkaz Komendanta Głównego AK gen. Tadeusza Komorowskiego-Bora. Powstanie było konfrontacją militarną podziemia z siłami okupanta niemieckiego, było również rozpaczliwą, ostatnią i najpoważniejszą próbą obrony wizji II Rzeczypospolitej.
Warszawiacy spontanicznie angażowali się w walkę. Szybko uruchomiono prasę powstańczą, radio Błyskawicę, pocztę harcerską. Powstała Pomocnicza Wojskowa Służba Kobiet (PWSK). Mimo mizernego uzbrojenia i aprowizacji, powstańcy i cywilni mieszkańcy Warszawy odznaczyli się niebywałą wolą walki i bohaterstwem. Po podpisaniu aktu kapitulacyjnego 2 października Niemcy w akcie zemsty zrównali miasto z ziemią, a ludność, która nie mogła uciec, została masowo wywieziona do obozów.
W okresie 5–25 sierpnia 1944 miały miejsce masowe zbrodnie niemieckie na cywilnych mieszkańcach Warszawy – największe z nich to rzeź Woli (ok. 40 000 ofiar śmiertelnych), pacyfikacja Ochoty (ok. 10 000 pomordowanych), a także szereg innych zbrodni o mniejszej skali.
Szacuje się, że powstanie kosztowało życie 16 tys. powstańców i ok. 150 tys. ludności cywilnej. Po klęsce powstania Niemcy systematycznie niszczyli Warszawę, w rezultacie Śródmieście zostało zniszczone niemal w 100%. Według szacunków powojennych około 80–85% miasta (w tym 90% przemysłu, 72% zabudowy mieszkalnej, 90% dóbr kultury narodowej i zabytków), zostało zburzone w wyniku działań wojennych, współcześnie liczba ta jest kwestionowana i szacowana na ok. 70%. Ludność cywilna (550 000 z Warszawy i 100 000 z okolic miasta), została skierowana do obozu dla uchodźców w Pruszkowie, z czego ok. 90 tys. ludzi wywieziono na roboty przymusowe w głąb Niemiec, a 60 000 do obozów koncentracyjnych Ravensbrück, Auschwitz i Mauthausen (poważna część z tej grupy zginęła w obozach, nie doczekawszy końca wojny).
W czasie okupacji niemieckiej, w latach 1939–1945, zginęło ok. 700 000 warszawiaków, czyli więcej niż wyniosły łączne straty wojenne w ludziach USA i Wielkiej Brytanii w czasie II wojny światowej. Według zweryfikowanych szacunków z 2004, wartość strat materialnych stolicy w okresie II wojny światowej, wyniosła ogółem 45 miliardów dolarów.
Martyrologia ludności Warszawy i walki żołnierza polskiego w Warszawie w czasie drugiej wojny światowej zostały upamiętnione po 1945 na Grobie Nieznanego Żołnierza tablicą z napisem „Warszawa 1939 – 1945”.

## Warszawa powojenna

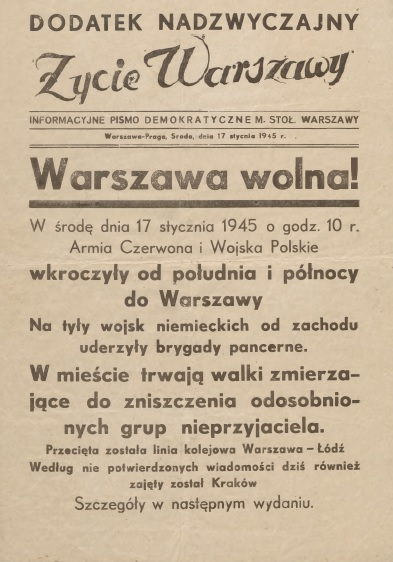
Dodatek nadzwyczajny „Życia Warszawy” z 17 stycznia 1945

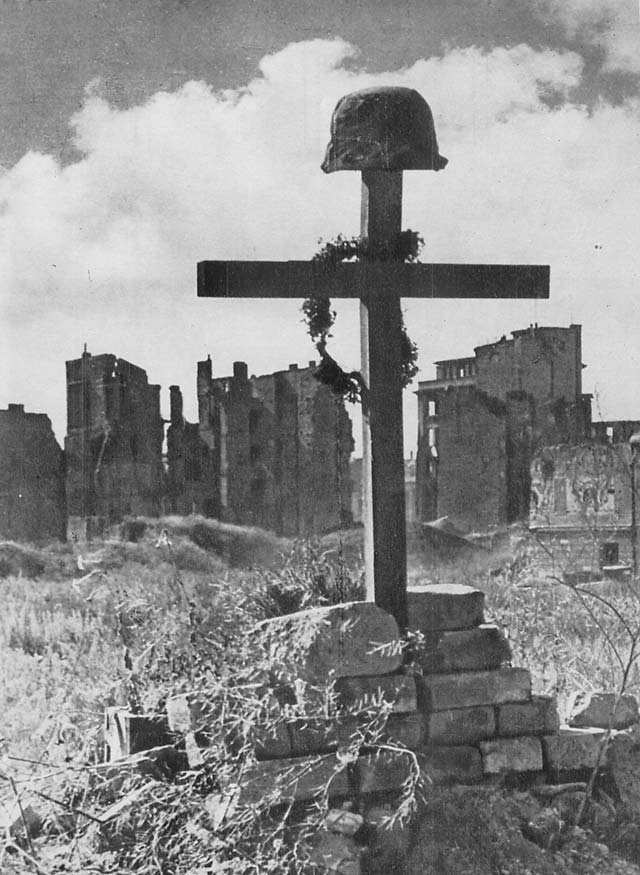
Warszawa w 1945, grób powstańca

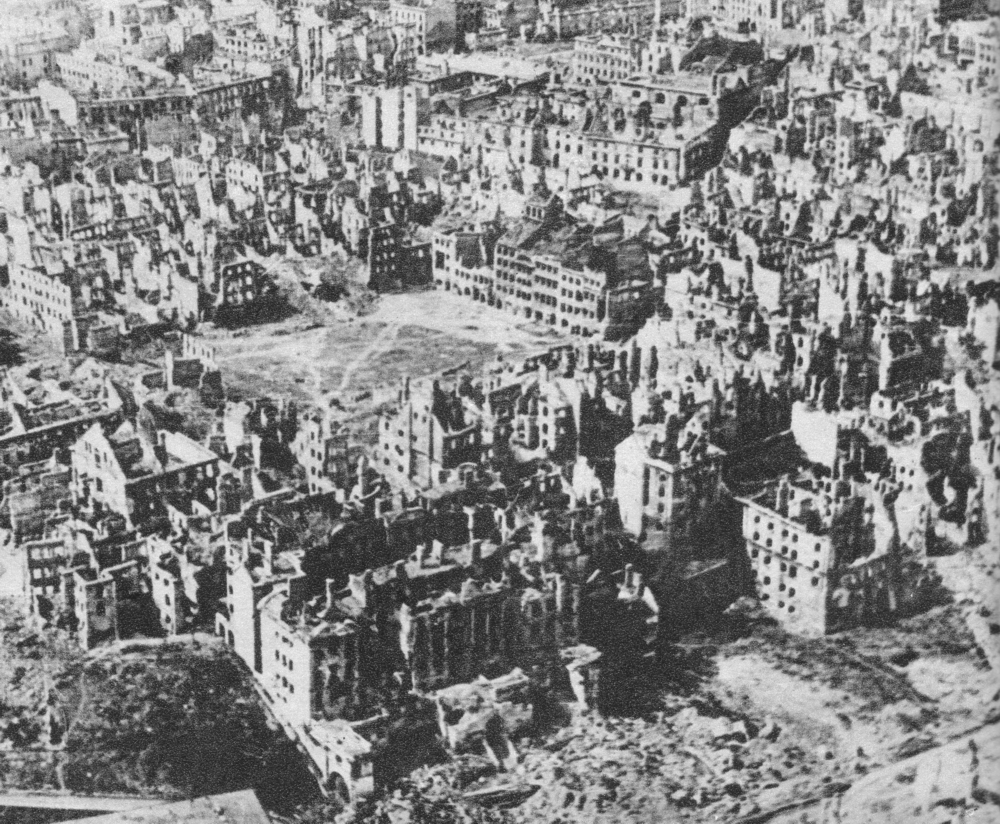
Warszawa w styczniu 1945

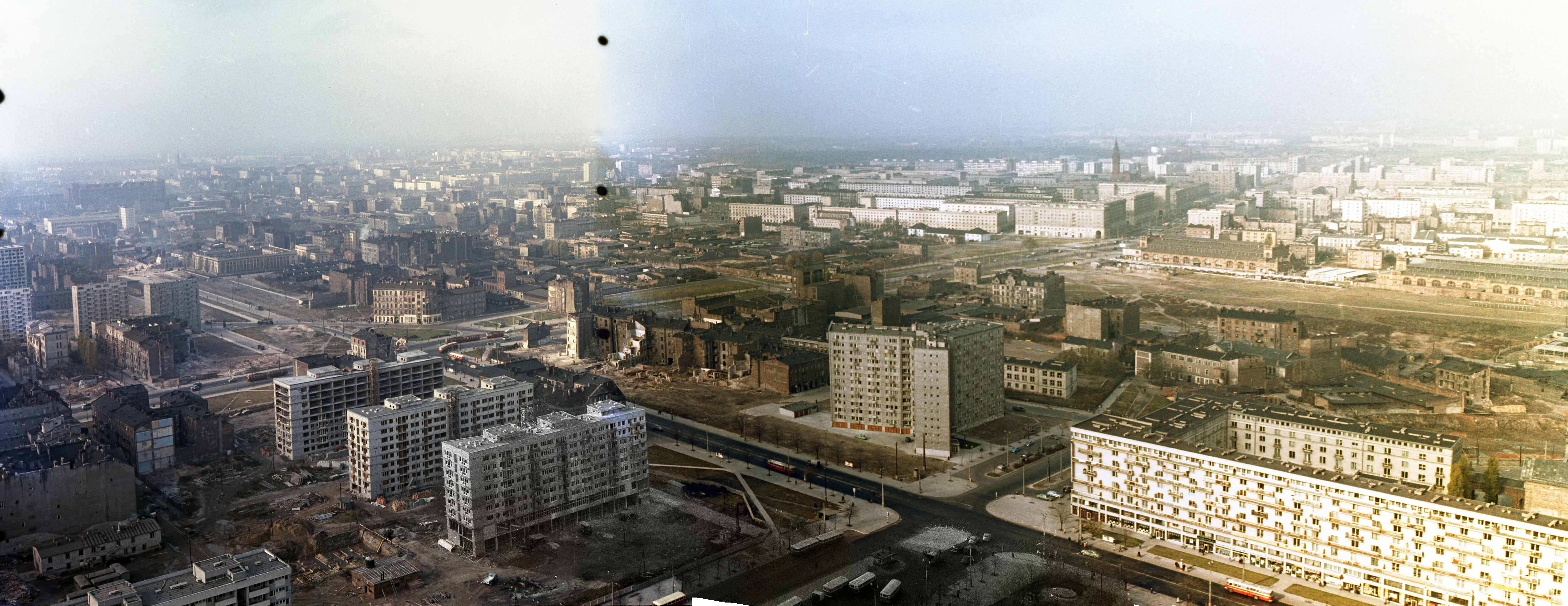
Zniszczenia wojenne widoczne na warszawskiej Woli zwanej Dzikim Zachodem podczas trwającej odbudowy miasta w latach 60. XX wieku

15 września 1944 roku jednostki Armii Radzieckiej (47 Armia) oraz 1 Armii Wojska Polskiego zdobyły prawobrzeżną część Warszawy (Pragę), a lewobrzeżną opanowały 17 stycznia 1945. Za nimi do zrujnowanego i opustoszałego miasta przeniosły się proradzieckie władze polskie. W połowie 1945 Warszawę zalegało 20 milionów metrów sześciennych gruzu (w większości w rejonie Śródmieścia i sąsiednich dzielnic) oraz 100 tys. min i niewybuchów.
Podjęto uchwałę o odbudowie Warszawy jako stolicy Polski – 3 lipca 1947 roku Sejm Ustawodawczy uchwalił ustawę o odbudowie Warszawy, powierzając koordynację prac Naczelnej Radzie Odbudowy m.st. Warszawy, powołanej w 1947 (na jej czele stanął premier Józef Cyrankiewicz). Ludność masowo powracała do Warszawy. W mieście miały siedzibę władze polityczne (KRN i Rząd Tymczasowy) oraz partyjne (PPR, PPS, PSL, SD, SL, SP). Schyłek pozornego pluralizmu politycznego nastąpił w dniu 15 grudnia 1948, gdy w czasie tzw. Kongresu Zjednoczeniowego w gmachu Politechniki Warszawskiej utworzono PZPR, co faktycznie potwierdzało dominację ugrupowań komunistycznych poprzez przejście do systemu monopartyjnego. Przedwojenna demokratycznie wybierana Rada m.st. Warszawy została zastąpiona Warszawską Radą Narodową z partyjnej nominacji. Z nominacji partii byli też prezydenci Warszawy. W 1952 po raz pierwszy w polskiej Konstytucji pojawił się zapis o stołeczności Warszawy.
Warszawa w okresie powojennym, podczas tzw. ery stalinizmu, była miejscem procesów politycznych, organizowanych przez komunistów członkom opozycyjnych ugrupowań i organizacji – procesu WiN (1947), procesu PPS-WRN z Kazimierzem Pużakiem (1948), procesu Tatara (1951), procesu bpa Czesława Kaczmarka (1953). Działania NKWD i aparatu bezpieczeństwa uniemożliwiały powrót wielu żołnierzom AK. Represjom służyły także: więzienie polityczne Urzędu Bezpieczeństwa przy ul. Rakowieckiej (więzienie mokotowskie), więzienie UB w Miedzeszynie, Obóz NKWD w Rembertowie oraz podobne na Służewcu przy ul. Kłobuckiej, gdzie więziono członków organizacji niepodległościowych.

### Odbudowa

Plakat z 1945 roku, zapowiadający odbudowę stolicy

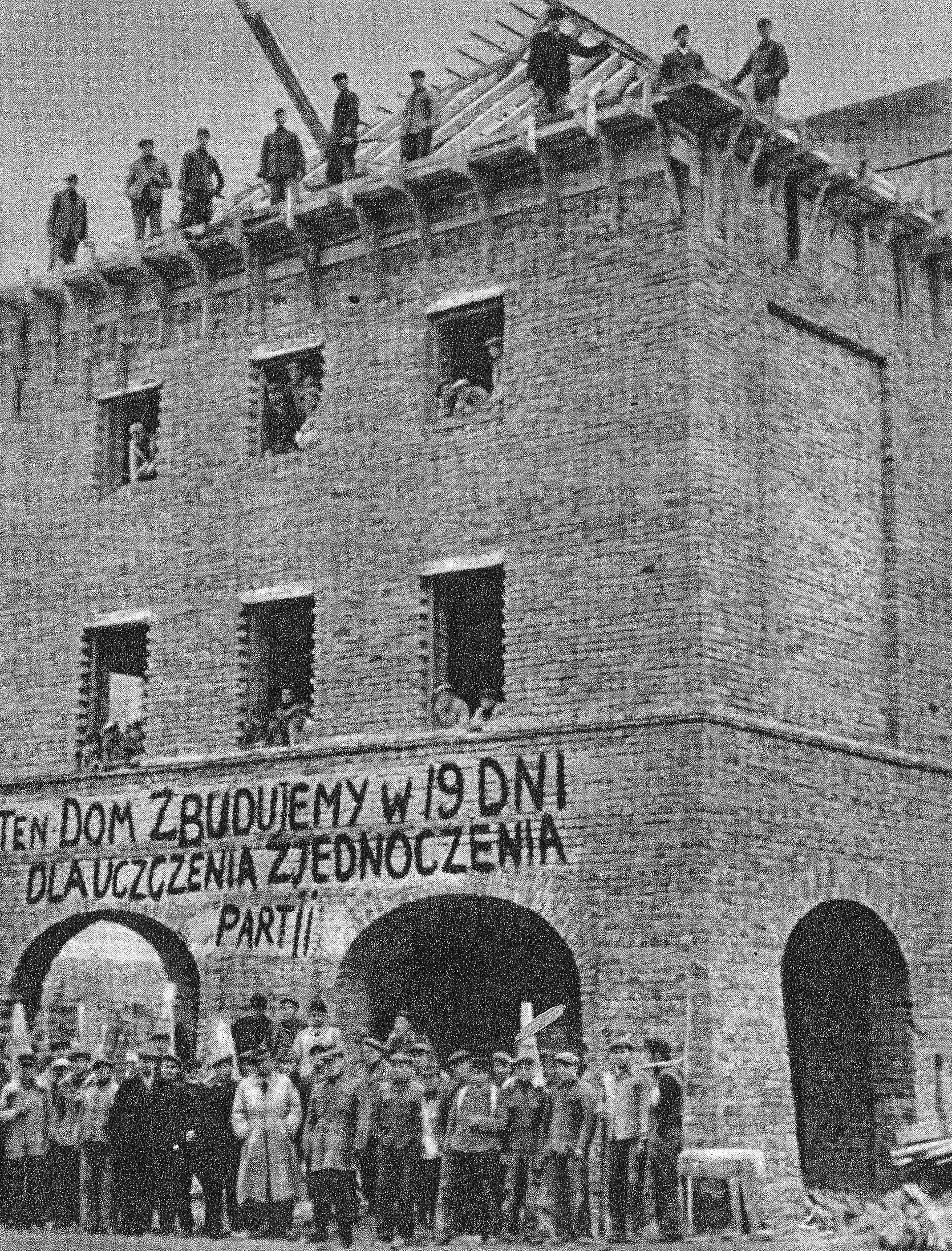
Budowa Mariensztatu (1948–1949), pierwszego wzniesionego po wojnie osiedla mieszkaniowego, była miejscem współzawodnictwa pracy

Z uwagi na poważne zniszczenia wojenne, dyskutowano początkowo czasowe, a później ostateczne przeniesienie stolicy państwa do Krakowa, Łodzi lub Poznania. Pomysł ten jednak upadł, z uwagi na względy kulturalne, historyczne oraz lokalizację geograficzną miasta. 14 lutego 1945 powołane zostało Biuro Odbudowy Stolicy (BOS), początkowo jako Biuro Organizacji Odbudowy Warszawy pod kierownictwem Romana Piotrowskiego, z faktycznie dominującą rolą Józefa Sigalina. BOS było wówczas zdominowane przez architektów będących pod wpływem przedwojennej awangardy, o poglądach radykalnych lub nawet bliskich komunizmowi – co miało wpływ na kształt projektów odbudowy Warszawy, a także pospieszną rozbiórkę zabytków, które niejednokrotnie można było uratować. Według wydanego drukiem w 1947 raportu Józefa Sigalina, którego cały nakład (10 000 egzemplarzy) w 1948 został zniszczony z polecenia władz, możliwe było odbudowanie stolicy zgodnie z tradycją architektoniczną przedwojennej Warszawy.
BOS, na którego decyzje miała wówczas istotny wpływ polityka partii komunistycznej, wybrał wariant przeciwny, oparty na doktrynie tzw. realizmu socjalistycznego, cechujący się brakiem zrozumienia dla architektury z przełomu XIX i XX wieku, planowaniem przestrzennym (z naciskiem na skrajny funkcjonalizm), kierując się regułą radykalnego rozluźnienia dotychczasowego charakteru zabudowy miejskiej (które określono jako „kapitalistyczne”), co oznaczało radykalną zmianę przedwojennego układu urbanistycznego Warszawy. Zamierzenia te ułatwiały cechy nowego ustroju, które przewidywały dominującą rolę państwa oraz faktyczną politykę wywłaszczeniową (dzięki wprowadzeniu dekretu o komunalizacji gruntów warszawskich, tzw. dekretu Bieruta z 26 października 1945: „O własności i użytkowaniu gruntów na obszarze m.st. Warszawy”). Dzięki sprzeciwowi wielu osobistości życia publicznego, m.in. Jana Zachwatowicza, udało się jednak zachować wiele najważniejszych zabytków, nie dopuszczając do całkowitej dewastacji historycznie i kulturowo istotnych obiektów.

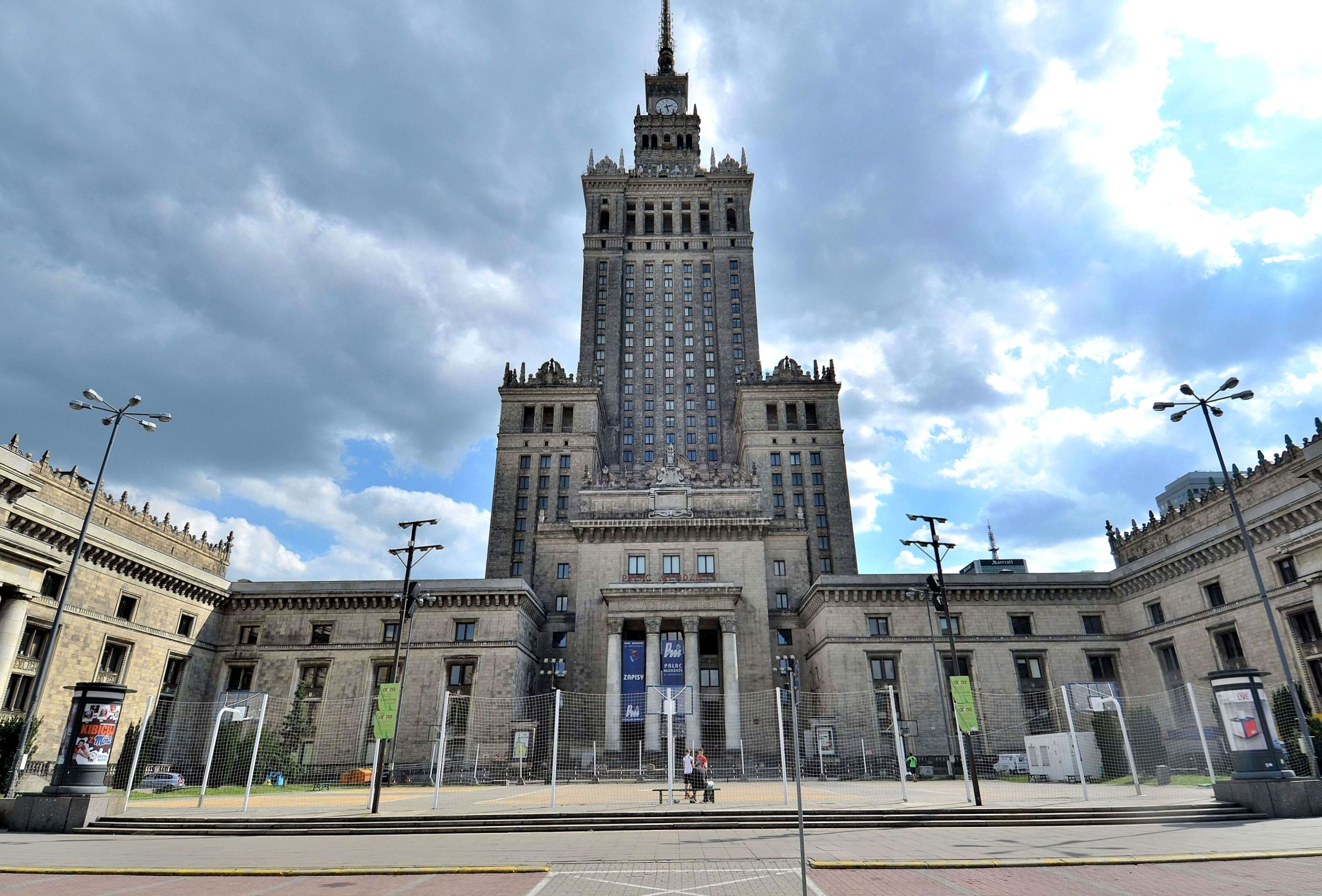
Wyburzenie kilku kwartałów ulic i budowa Pałacu Kultury i Nauki im. Józefa Stalina stały się symbolem sowietyzacji

Z gruzów zniszczonych budynków usypano sztuczne wzniesienia: Kopiec Powstania Warszawskiego, Górkę Szczęsliwicką i Kopiec Moczydłowski; gruz z kopca, który powstał u wylotu ul. Krasińskiego był wykorzystywany do regulacji Wisły i ostatecznie zlikwidowany w czasie budowy Wisłostrady.
W 1948 utworzono Społeczny Fundusz Odbudowy Stolicy.
Do 1952, pod kierunkiem ok. 1400 specjalistów wszystkich dziedzin zgromadzonych w BOS (m.in. architekci, urbaniści, socjolodzy, ekonomiści, prawnicy itd.), w 1953 odbudowano Stare Miasto, a następnie Krakowskie Przedmieście i Nowy Świat, a także części ulic Miodowej, Długiej, Senatorskiej oraz placów Teatralnego i Bankowego – jednak niekonsekwentnie, częściowo i w luźny sposób nawiązując do przedwojennej zabudowy, czasami nawet w dość poważnym stopniu zmieniając ich przedwojenny charakter. Mimo tego Stare Miasto, w 1980 wpisane na listę światowego dziedzictwa UNESCO, stanowi jedyny w świecie (w tej skali) przykład planowej odbudowy ze zniszczeń. Bezcennymi źródłami były zachowane liczne panoramy miasta i pejzaże (m.in. Canaletta).
W latach 1947–1949, zrealizowano jedną z największych inwestycji urbanistycznych, Trasę W-Z (z tunelem przebitym pod ul. Miodową i Krakowskim Przedmieściem). Przykładami obowiązującej wówczas doktryny socrealizmu w architekturze, stały się wybudowana w latach 1950–1952, Marszałkowska Dzielnica Mieszkaniowa (MDM) oraz osiedle Muranów (1948–1952). W podobnym stylu utrzymany był Pałac Kultury i Nauki, wybudowany w latach 1951–1953 (ukończony w 1955), który z czasem stał się jednym z symboli ery stalinizmu. W latach 1954–1955 został również wybudowany Stadion Dziesięciolecia. Centrum miasta uległo istotnym przeobrażeniom w latach 1960–1969, gdy wybudowano tzw. Ścianę Wschodnią. Ostatnim znaczącym etapem odbudowy Warszawy, była jak dotąd odbudowa Zamku Królewskiego. W tym celu w 1971, dzięki inicjatywie i zabiegom Stanisława Lorentza, powołano Obywatelski Komitet Odbudowy Zamku Królewskiego w Warszawie. Odbudowa obiektu została ukończona w 1974, jednak prace wykończeniowe i wyposażanie wnętrz, trwały z przerwami do roku 1988.
Dzisiejsza Warszawa jest jednak zupełnie innym miastem niż miasto przedwojenne. Tylko niektóre dzielnice zachowały swój przedwojenny charakter, a obecny kształt urbanistyczny miasta jest całkowicie odmienny od zabudowy sprzed zniszczeń. Szlaki komunikacyjne biegną w innych kierunkach, a wiele głównych przedwojennych ulic jest dziś ulicami peryferyjnymi. Zmieniło się również przeznaczenie różnych fragmentów miasta. Nawet architektura tych budynków, które odrestaurowano, lub odbudowano, jest odmienna od wcześniejszej. Fasady zabytkowych budynków są z reguły oszczędniejsze, stylizowane na inne epoki, same budynki mają często inną liczbę pięter, lub są odbudowane częściowo, a kwartałom budynków brakuje zaplecza (brak oficyn, inne szlaki komunikacyjne w otoczeniu, inne doświetlenie czy zagęszczenie sąsiednich budowli).

### Historia najnowsza

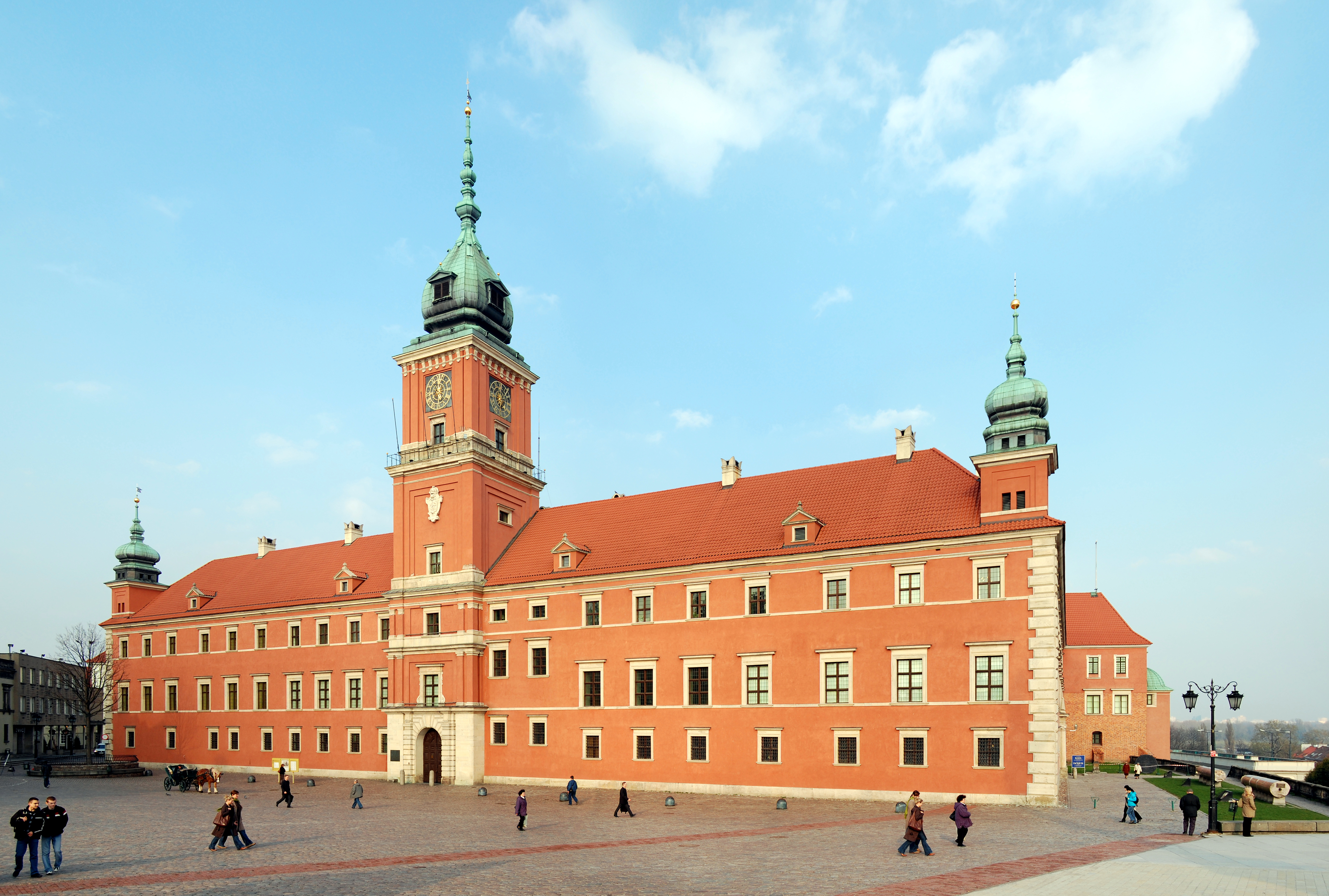
Odbudowany w latach 1971–1984 Zamek Królewski

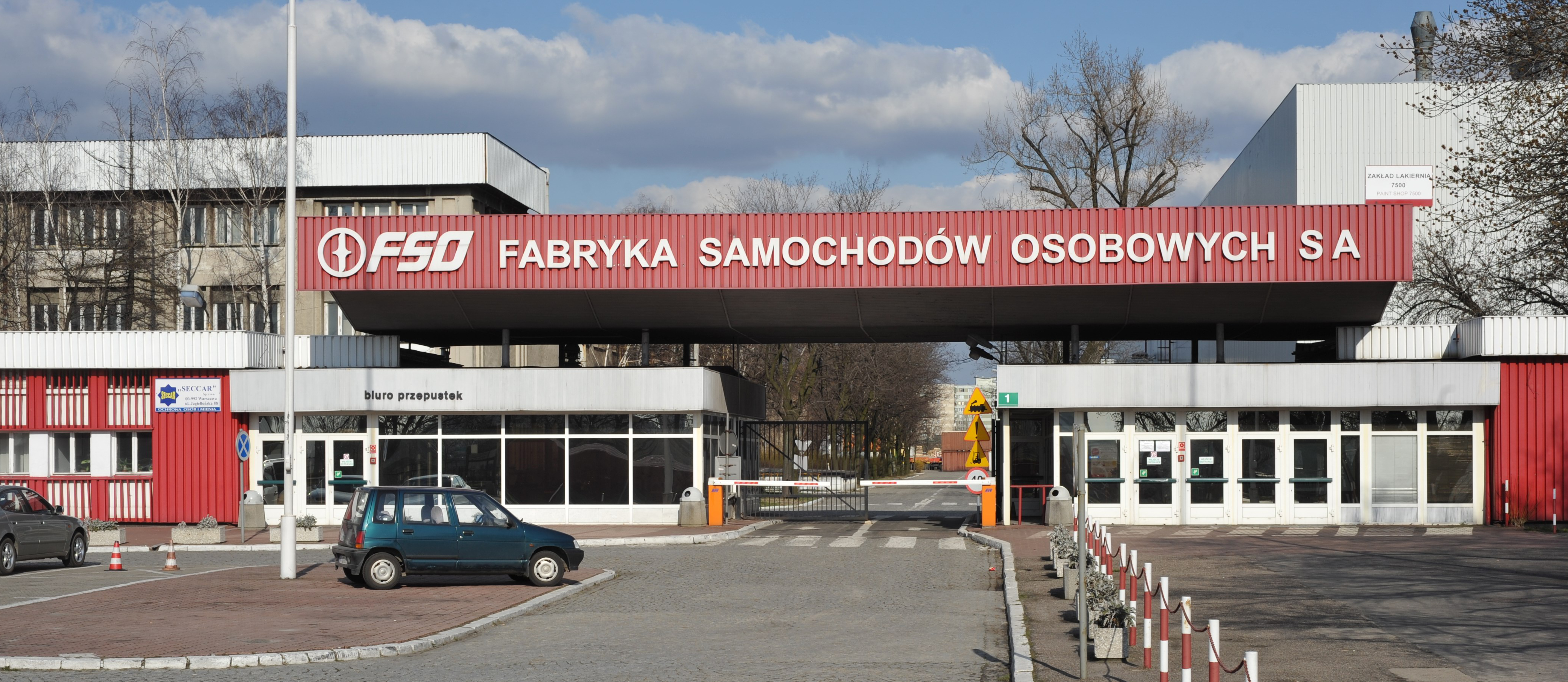
Główna brama FSO w Warszawie

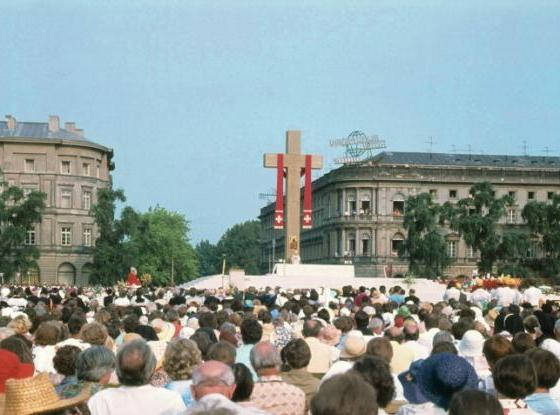
Msza Święta na Placu Zwycięstwa celebrowana przez Jana Pawła II

W drugiej połowie XX wieku Warszawa odgrywała wiodącą rolę w Polsce. Działały organizacje społeczne, kulturalne, naukowe oraz związki zawodowe. Warszawa była miejscem praktycznie wszystkich oficjalnych wydarzeń politycznych – zjazdów PZPR, pochodów pierwszomajowych czy przyjmowania zagranicznych delegacji.
Równie znaczącą rolę Warszawa odgrywała w sferze gospodarczej – tutaj miały siedzibę centrale wielkich przedsiębiorstw i zapadały tu decyzje na szczeblu krajowym i międzynarodowym. W drugiej połowie lat 70. XX wieku przemysł w aglomeracji warszawskiej wytwarzał ok. 8% produkcji w skali kraju. Największe zakłady reprezentowały przemysł:
- aparatura pomiarowa i urządzenia laboratoryjne: Zjednoczone Zakłady Elektronicznej Aparatury Pomiarowej „Meratronik”, Zakłady Systemów Minikomputerowych „Mera ZSM”, Wytwórnia Sprzętu Komunikacyjnego „Delta Warszawa II”
- elektroniczny: 25 zakładów, m.in. Zakłady Radiowe im. Marcina Kasprzaka, Zakłady Wytwórcze Lamp Elektrycznych im. Róży Luksemburg, Fabryka Półprzewodników „Tewa”, Warszawskie Zakłady Telewizyjne itd.
- energetyczny: ciepłownia Kawęczyn, elektrociepłownia Siekierki, ciepłownia Wola, elektrociepłownia Żerań
- farmaceutyczny: Polfa Tarchomin i Polfa Warszawa na Woli
- metalurgiczny: Huta „Warszawa”, Walcownia Metali Nieżelaznych
- optyczny: Polskie Zakłady Optyczne
- odzieżowy: „Cora”
- poligraficzny: Zakłady Graficzne Dom Słowa Polskiego, Wojskowe Zakłady Graficzne, Zakłady Wklęsłodrukowe RSW „Prasa-Książka-Ruch”, Drukarnia im. Rewolucji Październikowej
- motoryzacyjny: Fabryka Samochodów Osobowych (20% produkcji samochodów w skali kraju), Zakłady Mechaniczne „Ursus”

Ważniejsze wydarzenia w historii najnowszej Warszawy:

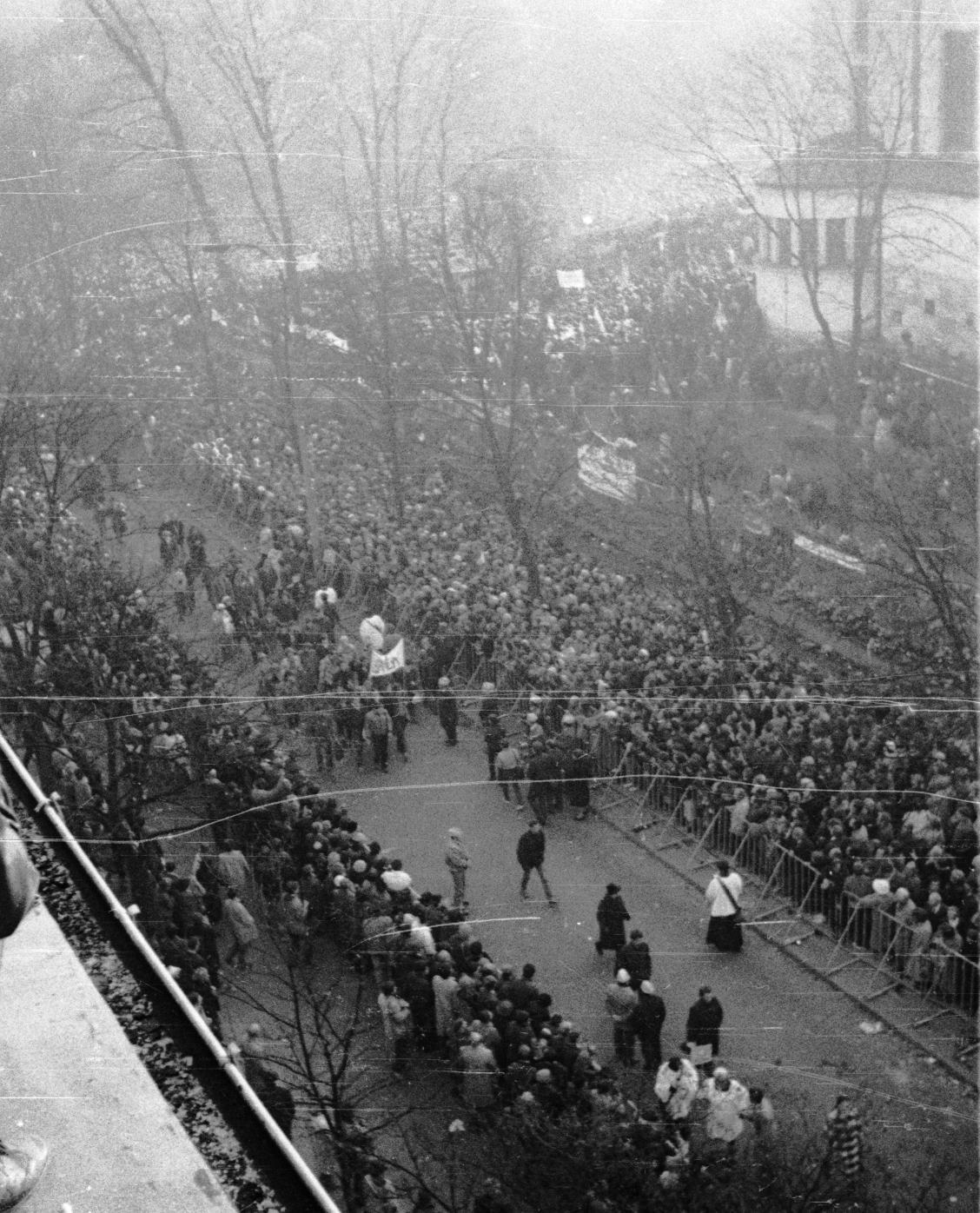
Pogrzeb ks. Jerzego Popiełuszki

- 31 sierpnia 1945 – w Warszawie, decyzją KRN, stolicy nadano Order Krzyża Grunwaldu I klasy.
- 22 lipca 1946 – oddanie do użytku mostu Poniatowskiego.
- 22 lipca 1949 – oddanie do użytku Trasy W-Z.
- 16–21 listopada 1950 – trwały obrady II Światowego Kongresu Obrońców Pokoju.
- 22 lipca 1952 – ukończenie budowy placu Konstytucji.
- 25 października 1952 – Doświadczalna Stacja Telewizyjna Instytutu Łączności, zlokalizowana przy ul. Ratuszowej 11 w Warszawie, wyemitowała pierwszy w powojennej Polsce eksperymentalny program telewizyjny, odbierany na 24 odbiornikach.
- 22 lipca 1953 – zakończenie odbudowy Rynku Starego Miasta.
- 14 maja 1955 – w Warszawie został podpisany Układ Warszawski.
- 24 października 1956 – na wiecu na placu Defilad w Warszawie, w którym uczestniczyło 300 tys. ludzi[7], Władysław Gomułka opowiedział się za kontynuacją procesu tzw. odwilży i ograniczonymi reformami ustrojowymi. Deklaracja ta wywołała powszechne uznanie, natomiast z rezerwą przyjęto hasło Gomułki o „końcu wiecowania”, oznaczające ograniczenie procesu demokratyzacji do ram określonych polityką wewnętrzną PZPR[7].
- 22 lipca 1959 – oddanie do użytku Trasy Mostowej.
- 8 marca 1968 – w trakcie kryzysu politycznego Marca 1968, na dziedzińcu Uniwersytetu Warszawskiego został rozgromiony wiec młodzieży akademickiej. W tłumieniu protestu wzięły aktywny udział Służba Bezpieczeństwa, milicja i tzw. „aktyw robotniczy”.
- 22 lipca 1974 – ukończenie budowy Trasy Łazienkowskiej.
- 5 grudnia 1974 – oddanie do użytku Dworca Centralnego w Warszawie.
- 2 czerwca 1979 – w Warszawie rozpoczęła się pierwsza pielgrzymka papieża Jana Pawła II w Polsce.
- 13 grudnia 1981 – w Warszawie, w budynku koszar pułku łączności Wojsk Obrony Powietrznej Kraju przy ul. Żwirki i Wigury, ok. godz. 3.30 nagrano oświadczenie gen. Jaruzelskiego o wprowadzeniu stanu wojennego, wyemitowane kilka godzin później. W nocy z 12 na 13 grudnia 1981, w Warszawie służby bezpieczeństwa PRL internowały 1000 aktywnych działaczy NSZZ „Solidarność” oraz część byłych przywódców PZPR. Zawieszono działalność organizacji społecznych, wprowadzono ograniczenia przemieszczania się, godzinę milicyjną oraz wyłączono wszystkie połączenia telefoniczne. Na ulice Warszawy komuniści skierowali 25% wszystkich sił uczestniczących w pacyfikacji opozycji (spośród ogółu sił na terenie kraju, liczących 70 000 żołnierzy LWP, 30 000 funkcjonariuszy MSW, 1750 czołgów, 1400 pojazdów opancerzonych, 500 wozów bojowych piechoty, 9000 samochodów oraz kilka eskadr helikopterów).
- 18 grudnia 1982 – w Warszawie Sejm PRL uchwalił zawieszenie stanu wojennego, dając jednocześnie władzom znaczną swobodę łamania praw obywatelskich.
- 12 maja 1983 – w Warszawie w komisariacie MO przy ul. Jezuickiej, pobito Grzegorza Przemyka, syna działaczki opozycyjnej Barbary Sadowskiej. Na skutek śmiertelnych obrażeń zmarł 14 maja 1983.
- 17 czerwca 1983 – papież Jan Paweł II wygłosił homilię podczas mszy św. na Stadionie Dziesięciolecia w Warszawie, w czasie jego drugiej pielgrzymki do Polski. Ponad 1 milion ludzi w Warszawie wyszło na spotkanie papieża[7].
- 17 czerwca 1984 – w proteście przeciwko polityce władz i prześladowaniu opozycji, nastąpił bojkot wyborów do Rad Narodowych. 50% uprawnionych do głosowania warszawiaków demonstracyjnie nie wzięło udziału w wyborach.
- 3 listopada 1984 – na warszawskim Żoliborzu, w kościele św. Stanisława Kostki, odbył się pogrzeb zamordowanego przez SB księdza Jerzego Popiełuszki. W uroczystości wzięło udział kilkadziesiąt tysięcy ludzi[7].
- 8 czerwca 1987 – wizyta w Warszawie papieża Jana Pawła II, w czasie jego trzeciej pielgrzymki do kraju.
- 19 czerwca 1988 – komuniści przegrali w Warszawie wybory do Rad Narodowych, w których frekwencja w stolicy wyniosła 40%.
- 6 lutego–5 kwietnia 1989 – w Pałacu Namiestnikowskim w Warszawie odbyły się obrady Okrągłego Stołu, które doprowadziły do upadku komunizmu w Polsce i transformacji ustrojowej PRL.

### Samorząd Warszawy
Wraz z transformacją ustroju w kraju odrodził się warszawski samorząd. Po wielu publicznych dyskusjach 18 maja 1990 Sejm uchwalił ustawę o ustroju Warszawy. 27 maja w demokratycznych wyborach samorządowych mieszkańcy Warszawy wybrali swoich przedstawicieli do rad siedmiu gmin-dzielnic. Na prezydenta Zgromadzenie Wyborcze Warszawy wybrało urbanistę Stanisława Wyganowskiego, który pełnił już tę funkcję od 27 stycznia 1990 na mocy decyzji premiera Tadeusza Mazowieckiego. Warszawa po 56-letniej przerwie uzyskała szansę rozwoju zgodnego z wolą swoich mieszkańców.
Po raz kolejny Warszawa stała się tematem obrad Sejmu, kiedy 25 marca 1994 uchwalił on ustawę o ustroju miasta stołecznego, wprowadzającą podział na 11 niezależnych gmin. Pomimo ciągłych zmian legislacyjnych Warszawa przeżywa gwałtowny wzrost gospodarczo-inwestycyjny. W kwietniu 1995 zostało uruchomione Metro Warszawskie. Powstają nowe obiekty biurowe, centra handlowe, osiedla mieszkaniowe. Miasto staje się najbardziej atrakcyjnym, w tej części Europy, miejscem inwestowania światowych kapitałów.

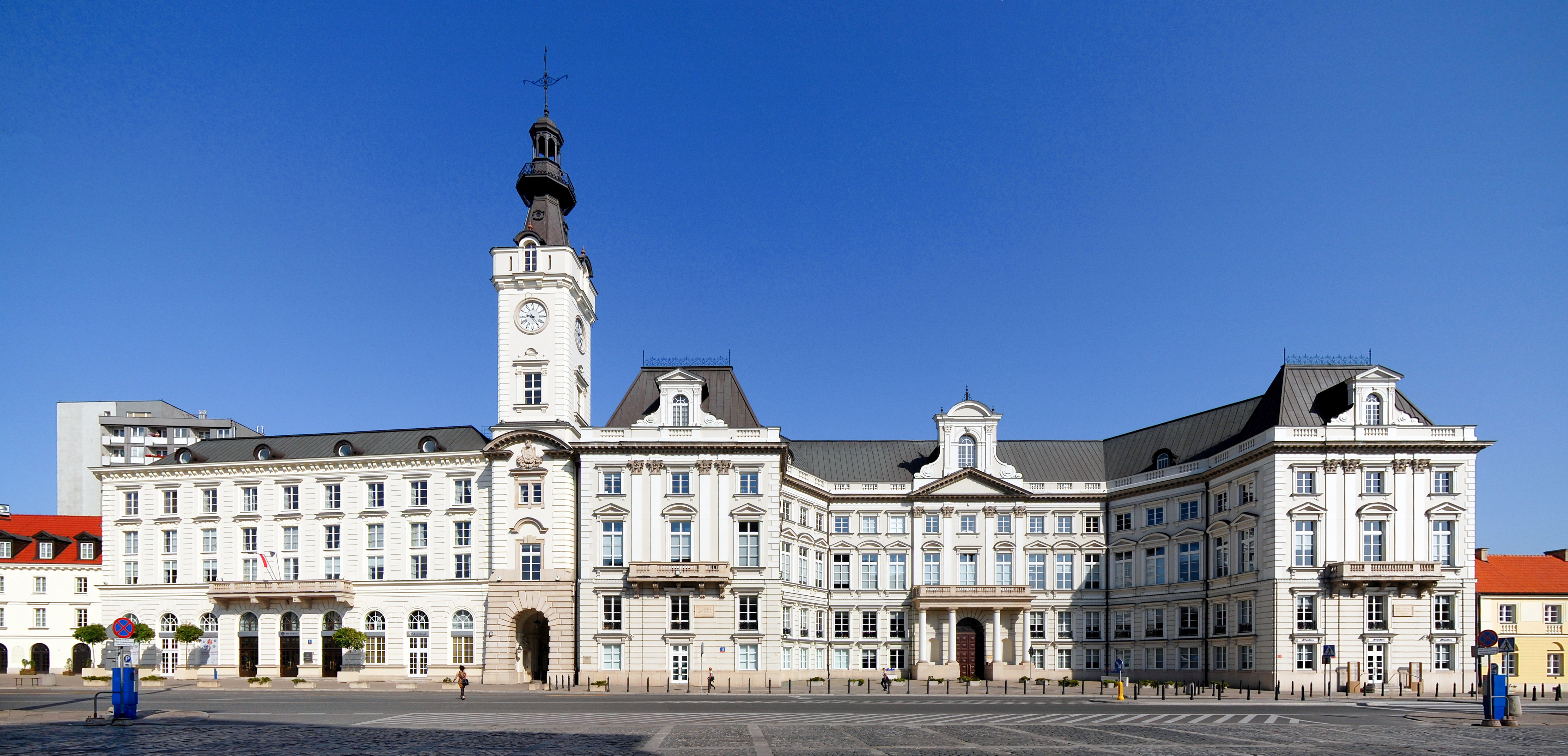
Pałac Jabłonowskich w Warszawie, jeden z nielicznych budynków odbudowanych po upadku komunizmu, 1997

W 1999 po wprowadzeniu reformy administracyjnej kraju w Warszawie powstał chaos organizacyjny i kompetencyjny. Dotychczasowy układ gmin i dzielnic warszawskich objęty został dodatkowo powiatem ziemskim, którego starosta nosił tytuł prezydenta miasta. Brak było ścisłego podziału zadań pomiędzy prezydentem miasta a burmistrzem gminy Centrum, co prowadziło do ciągłych konfliktów. Łączna liczba radnych powiatowych, gminnych i dzielnicowych w Warszawie osiągnęła wówczas niespotykany poziom ponad 700 osób.
Po uchwaleniu w 2002 nowej tzw. ustawy warszawskiej, Warszawa stała się jednolitą gminą miejską na prawach powiatu, która jest częścią województwa mazowieckiego składającą się z 18 jednostek pomocniczych, tj. dzielnic. Pierwszym prezydentem Warszawy według nowego ustroju został Lech Kaczyński.

## Ludność Warszawy na przestrzeni dziejów
| Rok  | Liczba mieszkańców |
| ---- | ------------------ |
| 1300 | kilkuset           |
| 1427 | 2600               |
| 1510 | 4700               |
| 1526 | 5000               |
| 1625 | 15 800             |
| 1655 | 18 000             |
| 1659 | 6000               |
| 1700 | 20 000             |
| 1712 | 1                  |
| 1764 | 30 000             |
| 1792 | 120 000            |
| 1800 | 63 000             |
| 1830 | 139 900            |
| 1850 | 163 000            |
| 1861 | 260 000            |
| 1873 | 289 241            |
| 1882 | 383 000            |
| 1900 | 686 000            |
| 1914 | 884 500            |
| 1925 | 1 003 000          |
| 1939 | 1 289 000          |
| 1941 | 1 350 000          |
| 1942 | 1 027 000          |
| 1943 | 956 000            |
| 1944 | 162 000            |

| Rok  | Liczba mieszkańców        |
| ---- | ------------------------- |
| 1945 | (dane z września) 422 000 |
| 1956 | 1 000 000                 |
| 1960 | 1 139 200                 |
| 1970 | 1 315 600                 |
| 1975 | 1 436 100                 |
| 1980 | 1 596 100                 |
| 1988 | (dane z NSP) 1 656 468    |
| 1990 | 1 611 800                 |
| 1995 | 1 635 112                 |
| 1996 | 1 628 505                 |
| 1998 | 1 618 468                 |
| 2000 | 1 672 418                 |
| 2002 | 1 688 194                 |
| 2004 | 1 692 854                 |
| 2006 | 1 702 139                 |
| 2008 | 1 709 781                 |
| 2010 | 1 700 112                 |
| 2012 | 1 715 517                 |
| 2014 | 1 735 442                 |
| 2016 | 1 753 977                 |
| 2018 | 1 777 972                 |
| 2020 | 1 861 774                 |
| 2021 | 1 863 056                 |
| 2022 | 1 861 975                 |
| 2023 | 1 861 599                 |

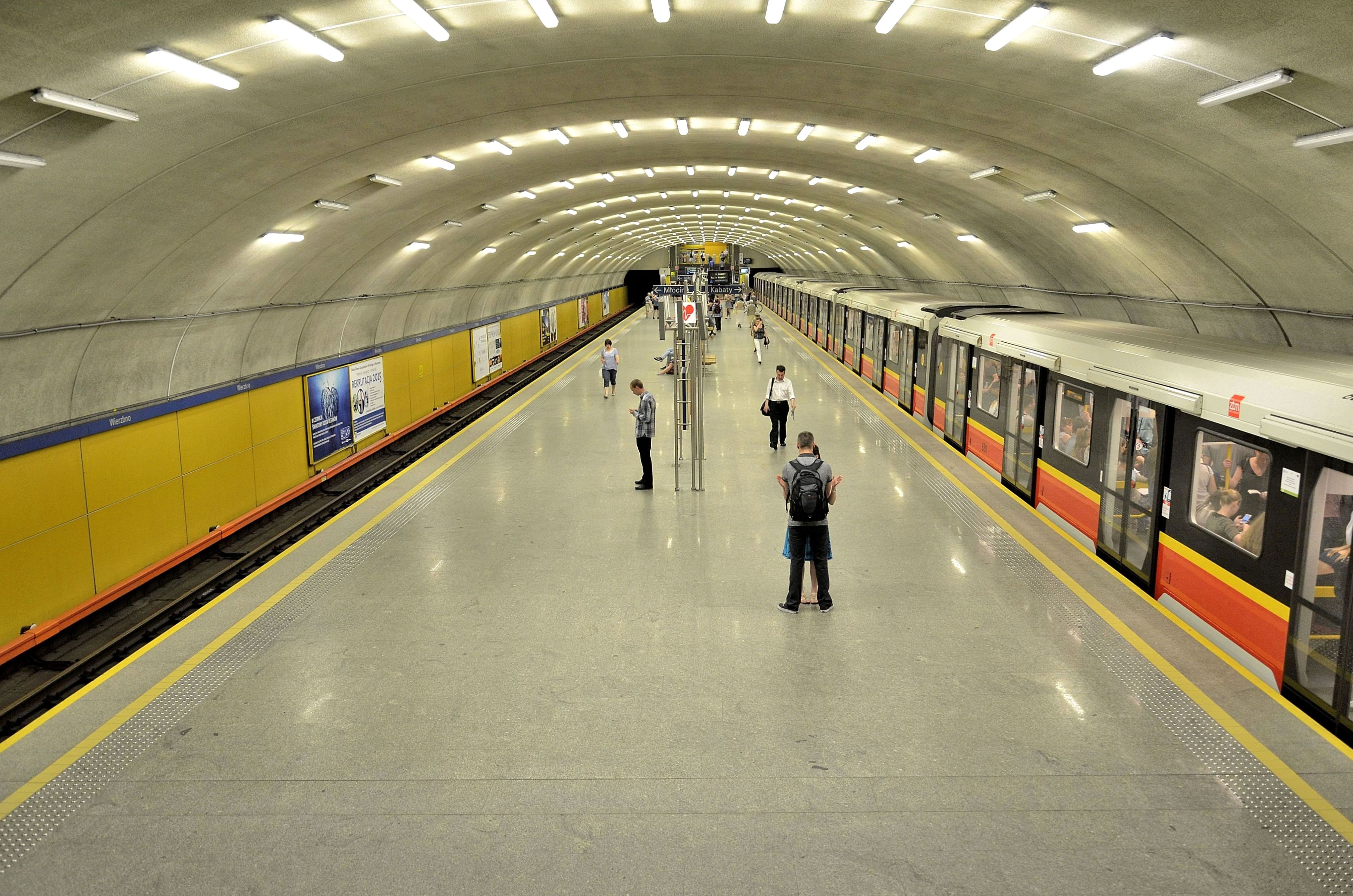
Stacja metra Wierzbno

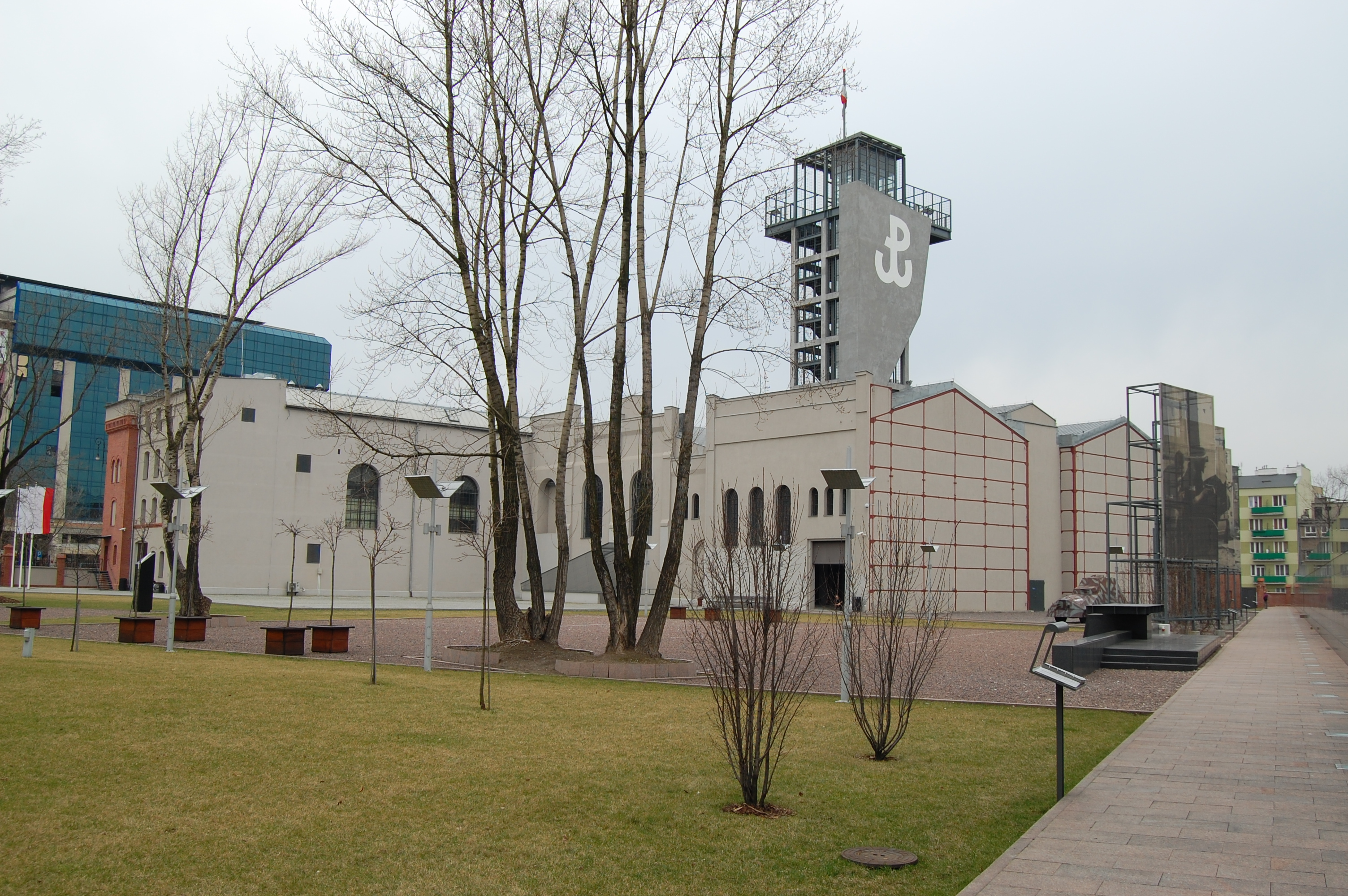
Po 2000 powstały m.in. Muzeum Powstania Warszawskiego oraz Centrum Nauki Kopernik, przeprowadzono także remont kapitalny Krakowskiego Przedmieścia, zakończony w 2008

Uwaga: począwszy od roku 1995 źródłem danych (wg stanu na 31 XII) jest Bank Danych Lokalnych GUS

## Powierzchnia Warszawy

Granice Warszawy w 1939 i 2005

| Rok  | Ogółem | Lewobrzeżna | Prawobrzeżna |
| ---- | ------ | ----------- | ------------ |
| 1826 | 21,54  |             |              |
| 1913 | 32,73  | 23,07       | 9,66         |
| 1917 | 114,83 | 76,25       | 38,58        |
| 1937 | 118,07 | 79,50       | 38,58        |
| 1951 | 411,73 | 247,55      | 164,18       |
| 1967 | 429,61 | 247,15      | 182,46       |
| 1996 | 494,28 |             |              |
| 2002 | 516,90 |             |              |
| 2008 | 517,24 |             |              |
| 2022 | 517,20 |             |              |

Powierzchnia podana w km².